# Plateforme MQB du groupe Volkswagen
La plateforme MQB du groupe Volkswagen est la stratégie de conception modulaire partagée aux automobiles du groupe VAG à configuration de moteur transversale avant et traction (configuration à quatre roues motrices en option).

## Histoire
Elle a été introduite pour la première fois dans la Volkswagen Golf Mk7 fin 2012. Volkswagen a dépensé environ 8 milliards de dollars pour développer cette nouvelle plateforme et les voitures qui l’utilisent. La plateforme sous-tend une large gamme de voitures, de la catégorie des minicitadines à la catégorie SUV de taille moyenne. La plateforme MQB permet à Volkswagen d'assembler n'importe lequel de ses véhicules basés sur cette plateforme dans toutes ses usines compatibles MQB. Cela permet au groupe Volkswagen de disposer de la flexibilité nécessaire pour déplacer la production entre ses différentes usines. À partir de 2012, le groupe Volkswagen a commercialisé cette stratégie sous le nom de code MQB, qui signifie Modularer Querbaukasten, ce qui signifie en allemand « Modular Transversal Toolkit » ou « Modular Transverse Matrix »,.La plateforme MQB est une stratégie au sein du programme global MB (Modularer Baukasten ou matrice modulaire) de VW qui comprend également la stratégie MLB similaire pour les véhicules à orientation longitudinale du moteur.
La plateforme MQB n'est pas une plateforme en tant que telle, mais plutôt un système permettant d'introduire de la rationalité dans différentes plateformes dotées de moteurs transversaux, quelles que soient les dix configurations de carrosserie que l'entreprise fabrique pour chacune de ses onze marques de véhicules. Ainsi, le MQB coordonne une « matrice » de composants de base sur une grande variété de plateformes. Par exemple, en partageant un noyau de montage moteur commun pour toutes les motorisations (par exemple, essence, diesel, gaz naturel, hybride et purement électrique), ainsi qu'en réduisant le poids. Le concept permet de fabriquer différents modèles dans la même usine, ce qui permet de réduire encore les coûts,.
Ulrich Hackenberg, directeur de la recherche et du développement de Volkswagen (directeur du développement d'Audi jusqu'en 2015), a qualifié la plateforme MQB d'«arme stratégique».

## Dans la presse
Selon le magazine britannique Car, «cette idée marque un retour aux principes de base de la production de masse dans une industrie où, au cours des 100 dernières années, la complexité est devenue incontrôlable. En créant un ensemble de pièces standardisées et interchangeables à partir desquelles construire une variété de voitures, (Volkswagen) prévoit de réduire de 30 % le temps nécessaire à la construction d'une voiture.»
Le blog automobile Jalopnik a déclaré que «la caractéristique la plus importante est la position uniforme de tous les moteurs et transmissions» et que «en installant tous les moteurs au même endroit (Volkswagen) espère réduire les coûts d'ingénierie et le poids/complexité lors du transfert de la plateforme sur d'autres modèles.» Environ 60 % des coûts de développement se situent entre le pédalier et les roues avant, y compris le moteur.

## Modèles basés sur la plateforme MQB
Les modèles basé sur la plateforme MQB vont des minicitadines aux grandes voitures familiales. L'architecture MQB remplace les plates-formes PQ25, PQ35 et PQ46.
Toutes les voitures basé sur la plateforme MQB partageront le même essieu avant, le même pédalier et le même positionnement du moteur, malgré des empattements, des voies et des dimensions extérieures différents.

### MQB de première génération (2012)
La plateforme MQB de «première génération» est à la base de divers véhicules à partir du segment C.

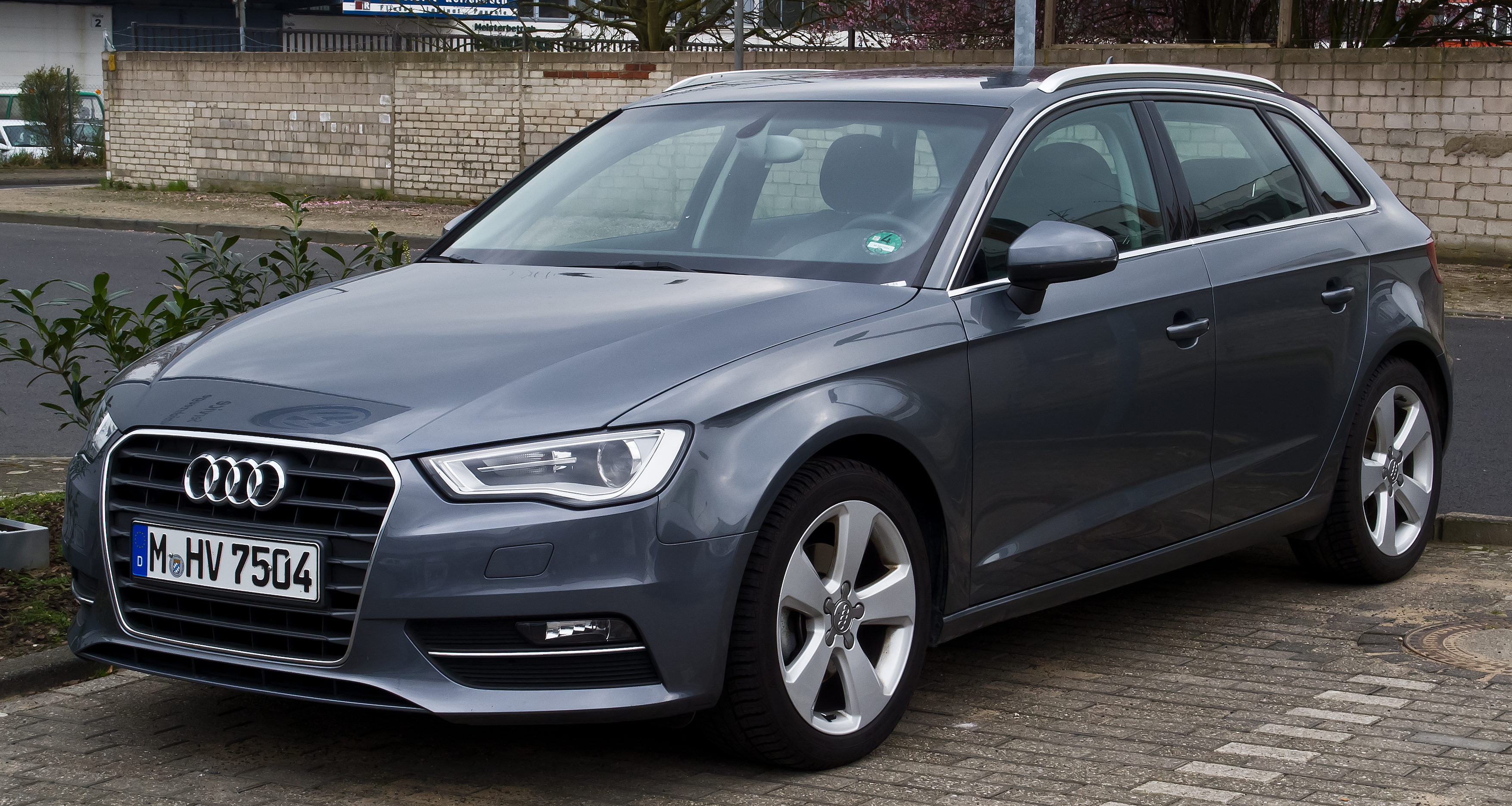
Audi A3
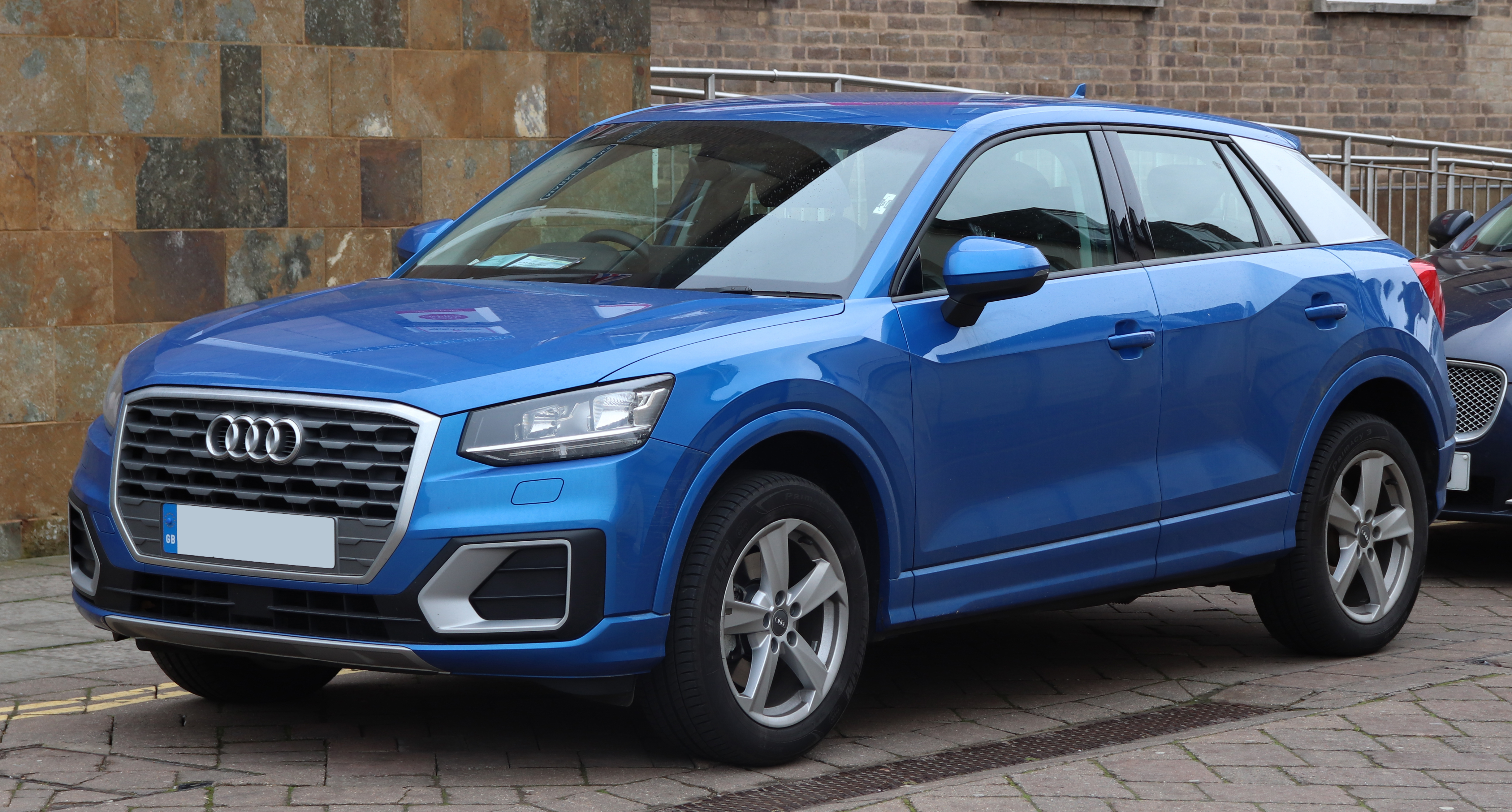
Audi Q2
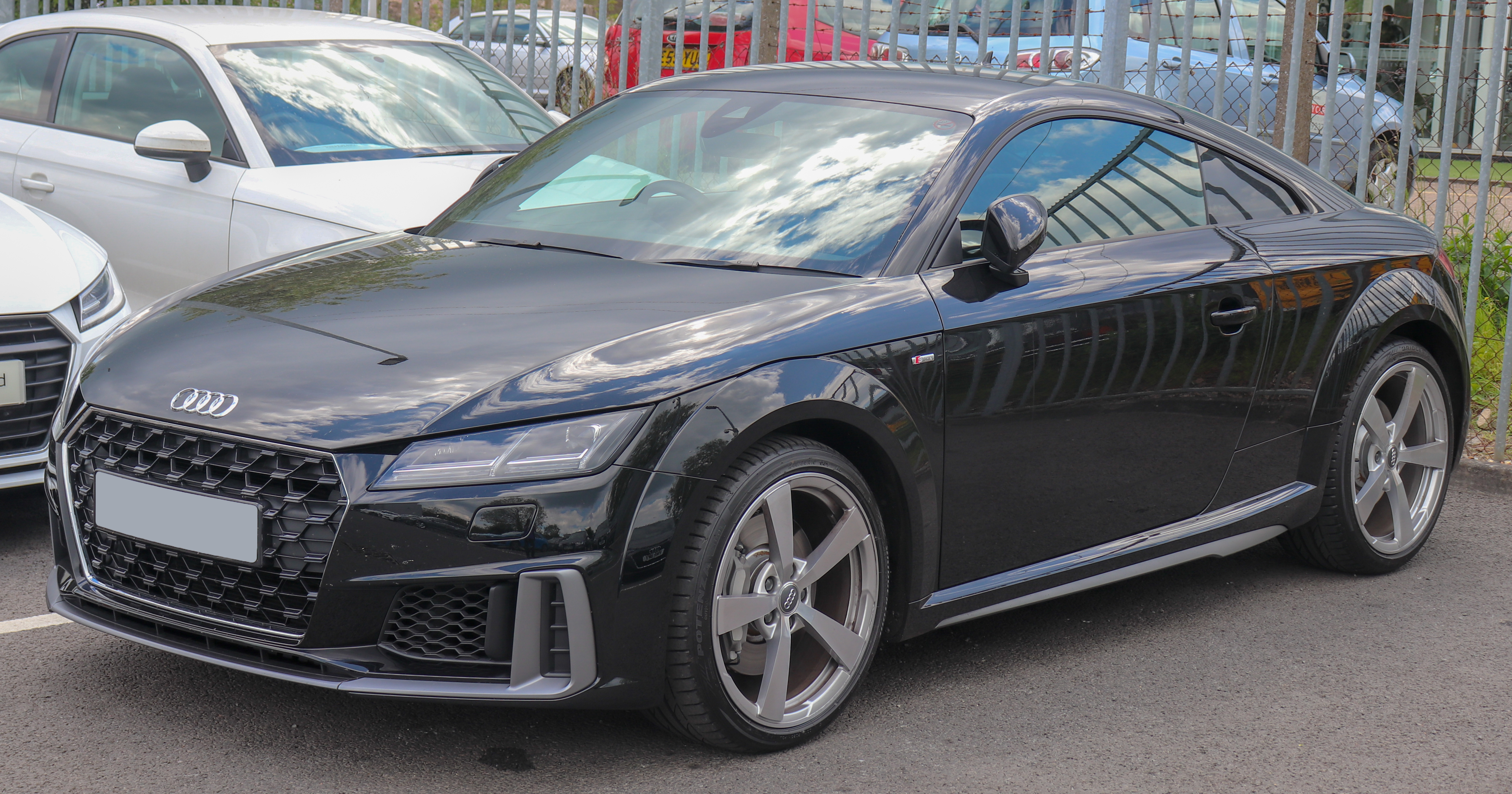
Audi TT
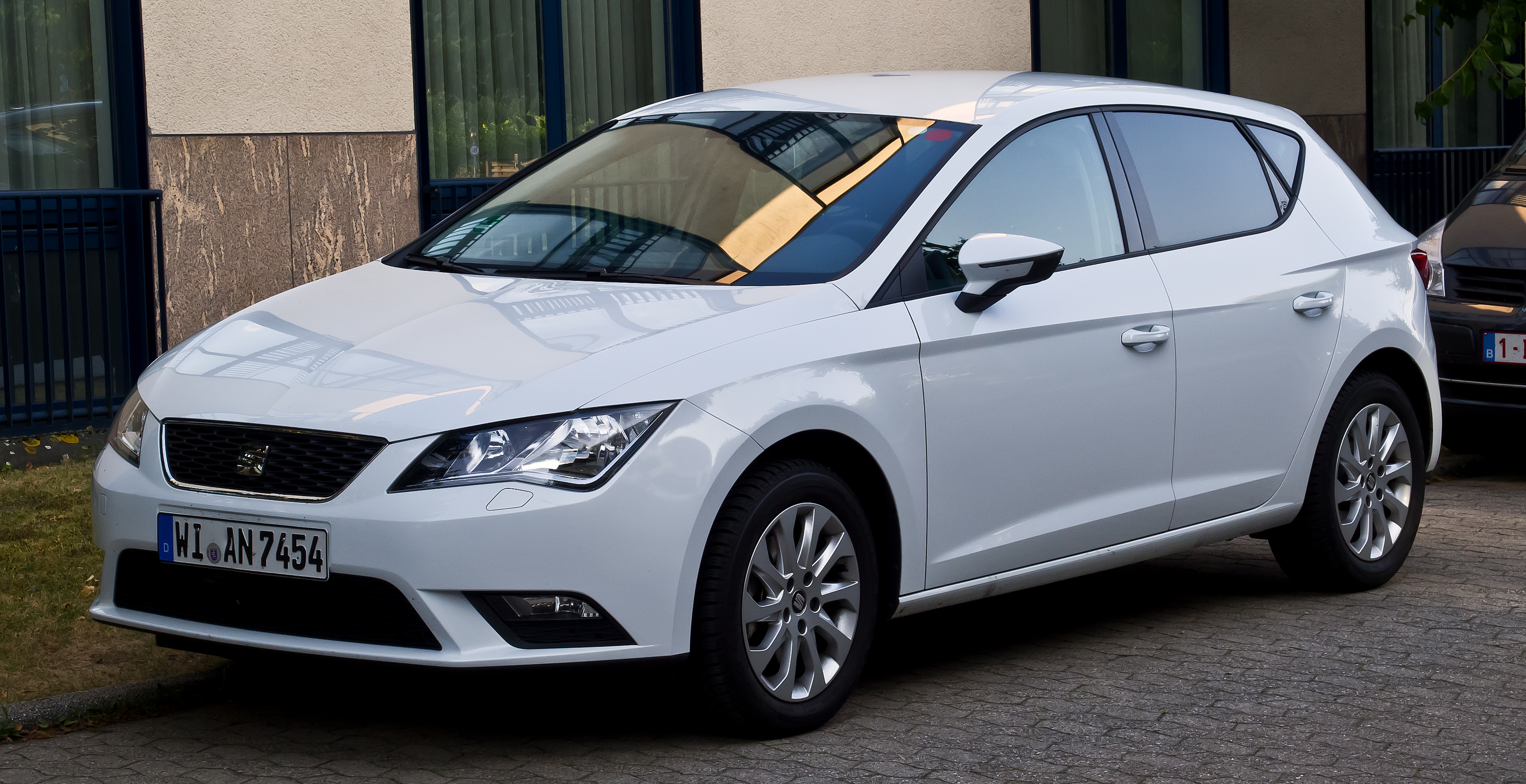
SEAT León
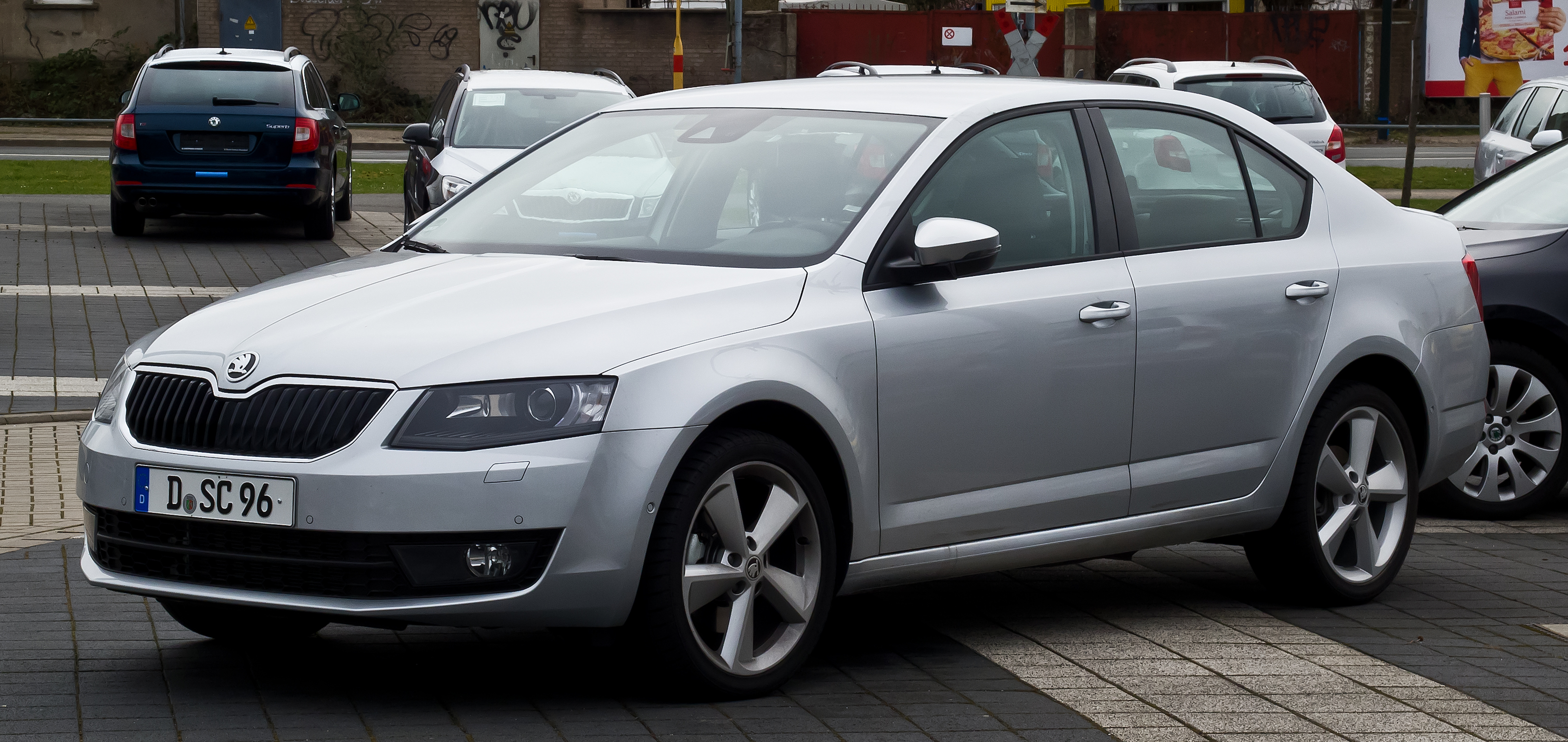
Skoda Octavia
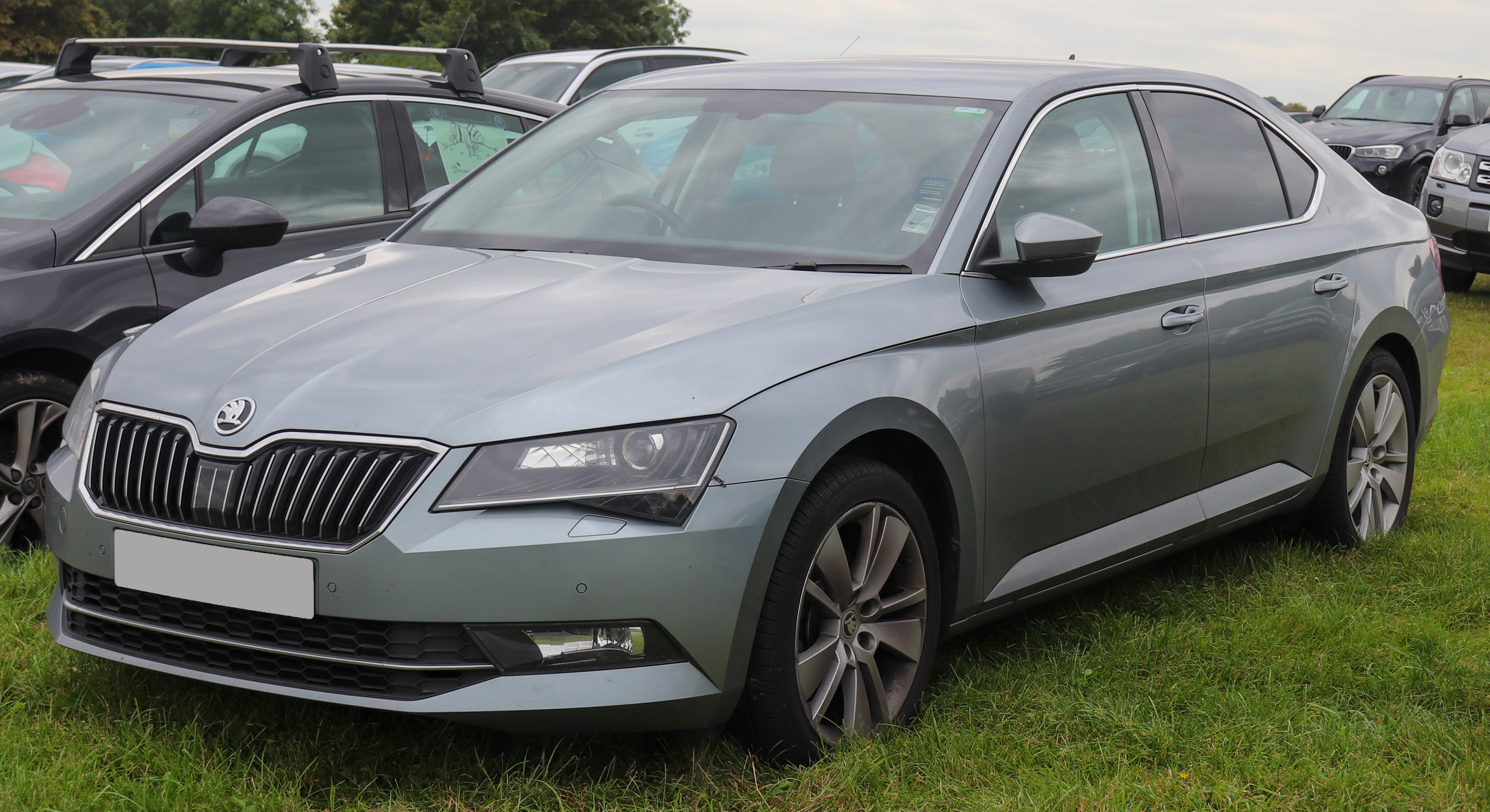
Skoda Superb
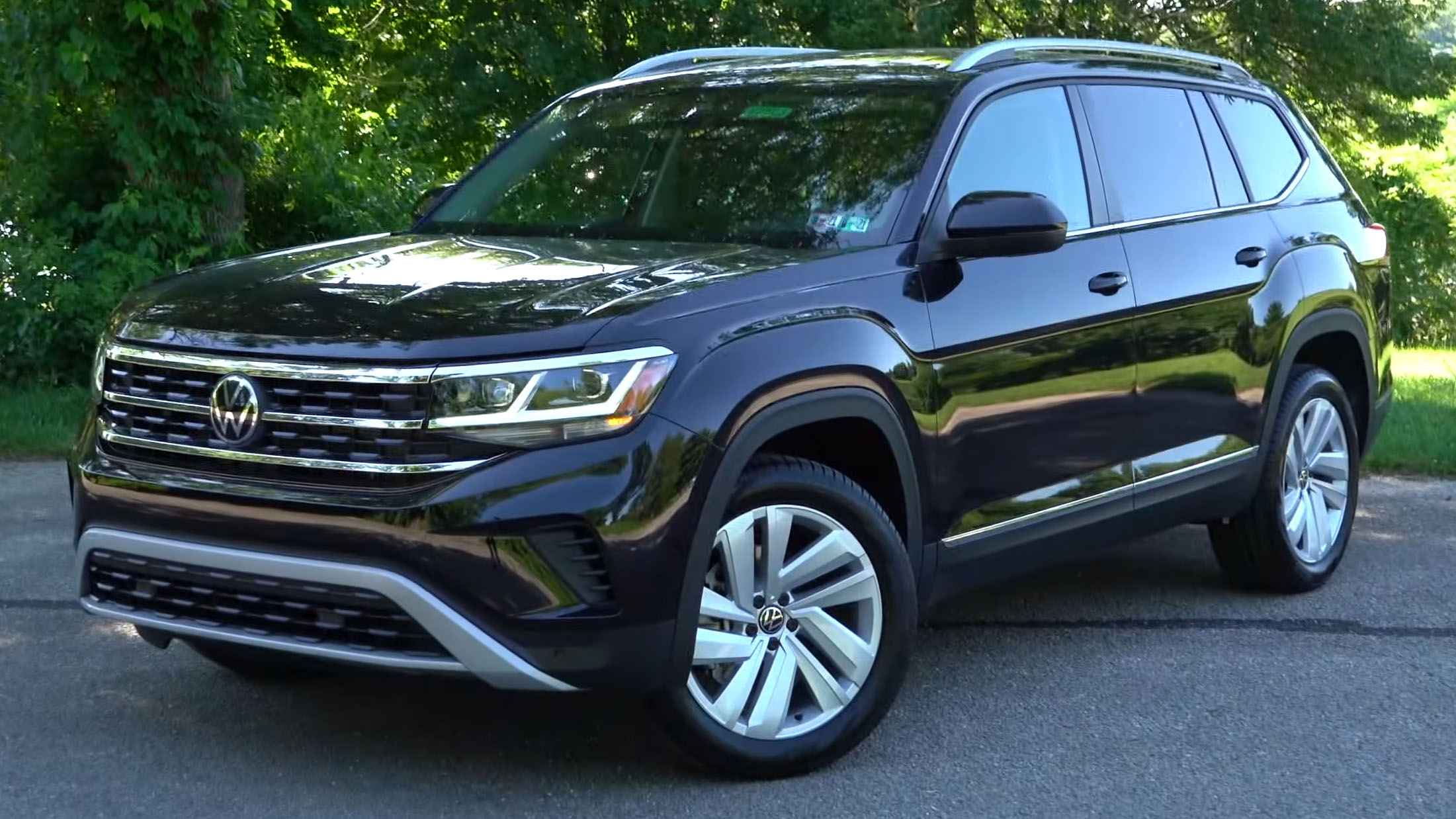
Volkswagen Atlas
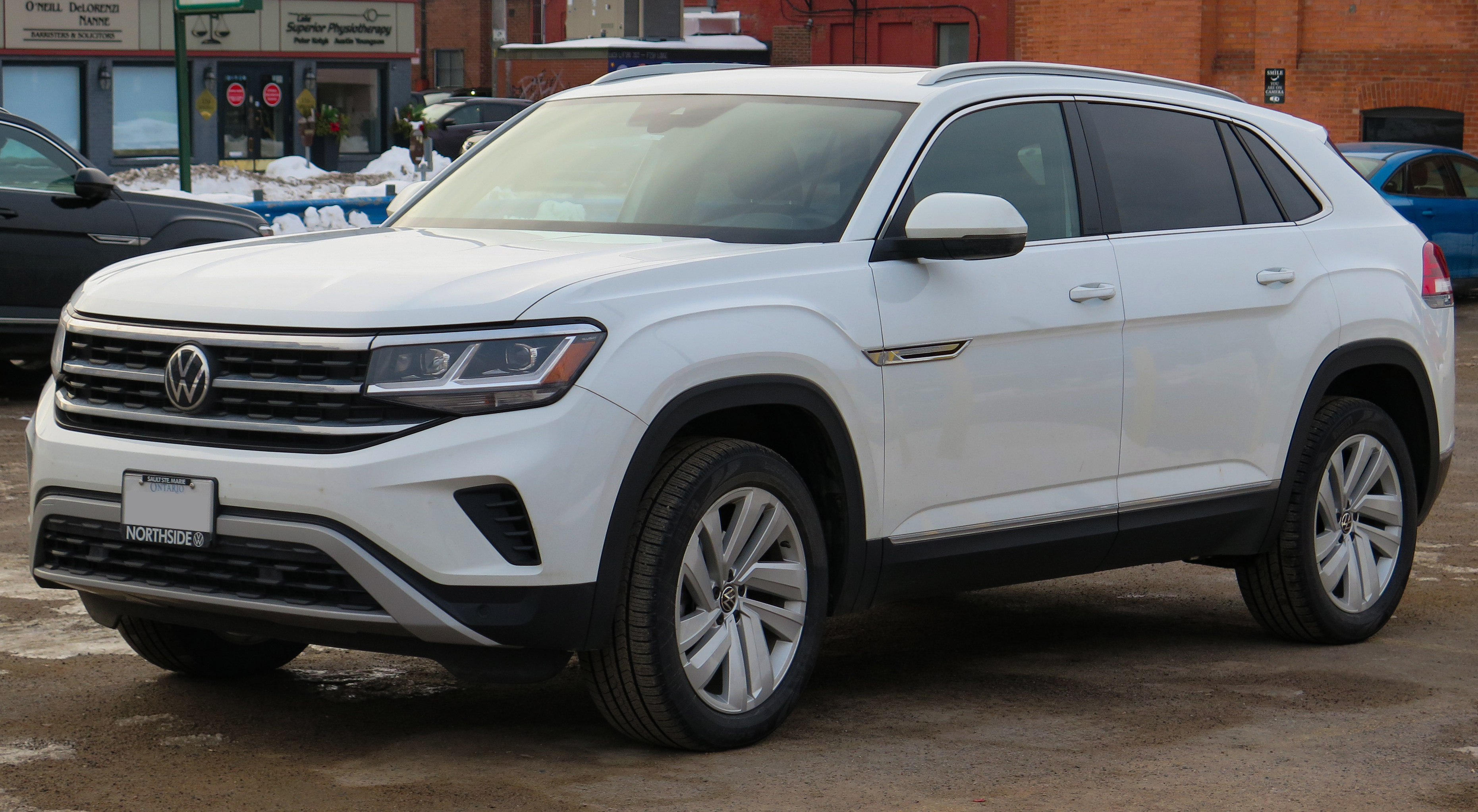
Volkswagen Atlas Cross Sport
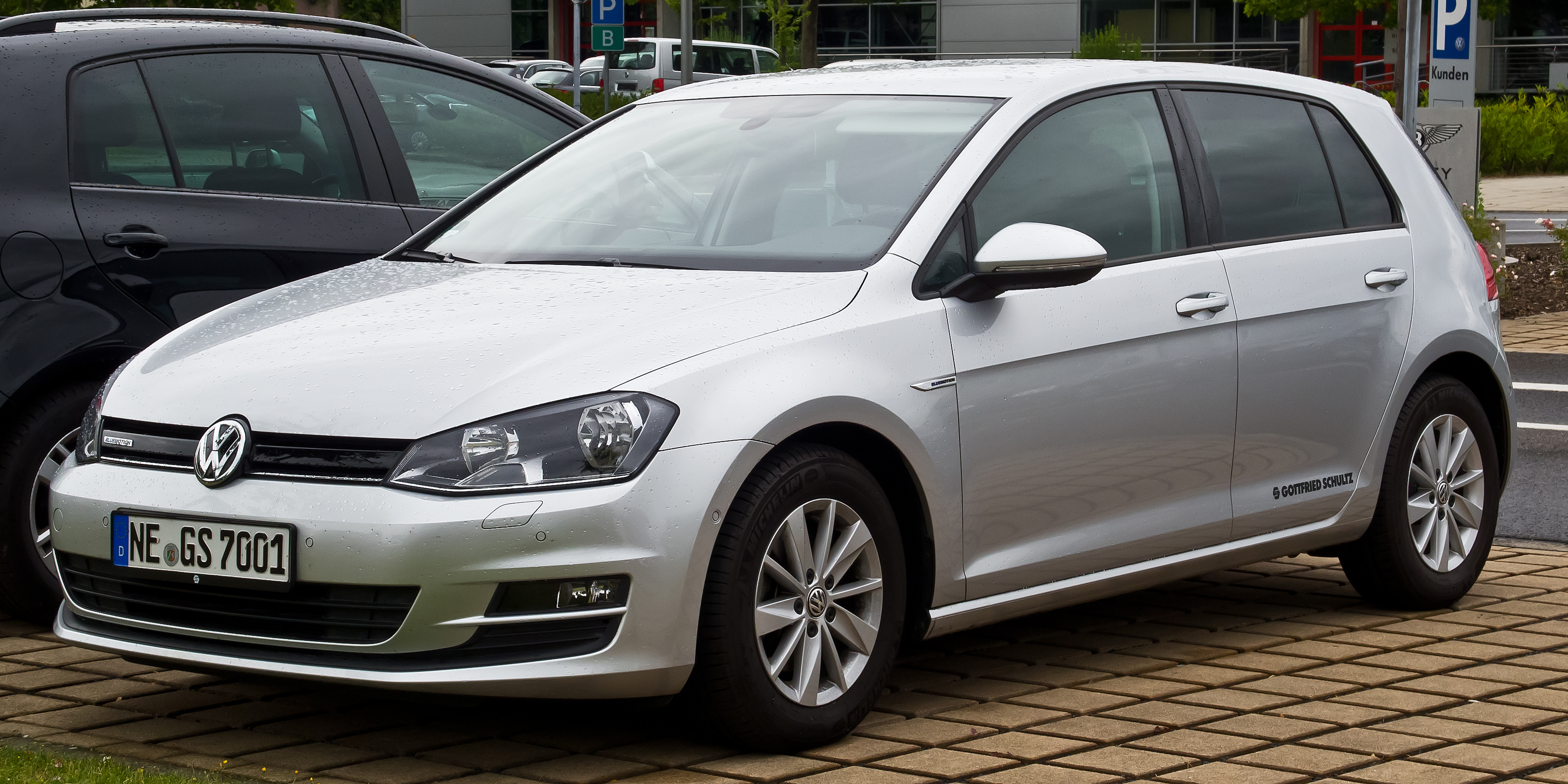
Volkswagen Golf
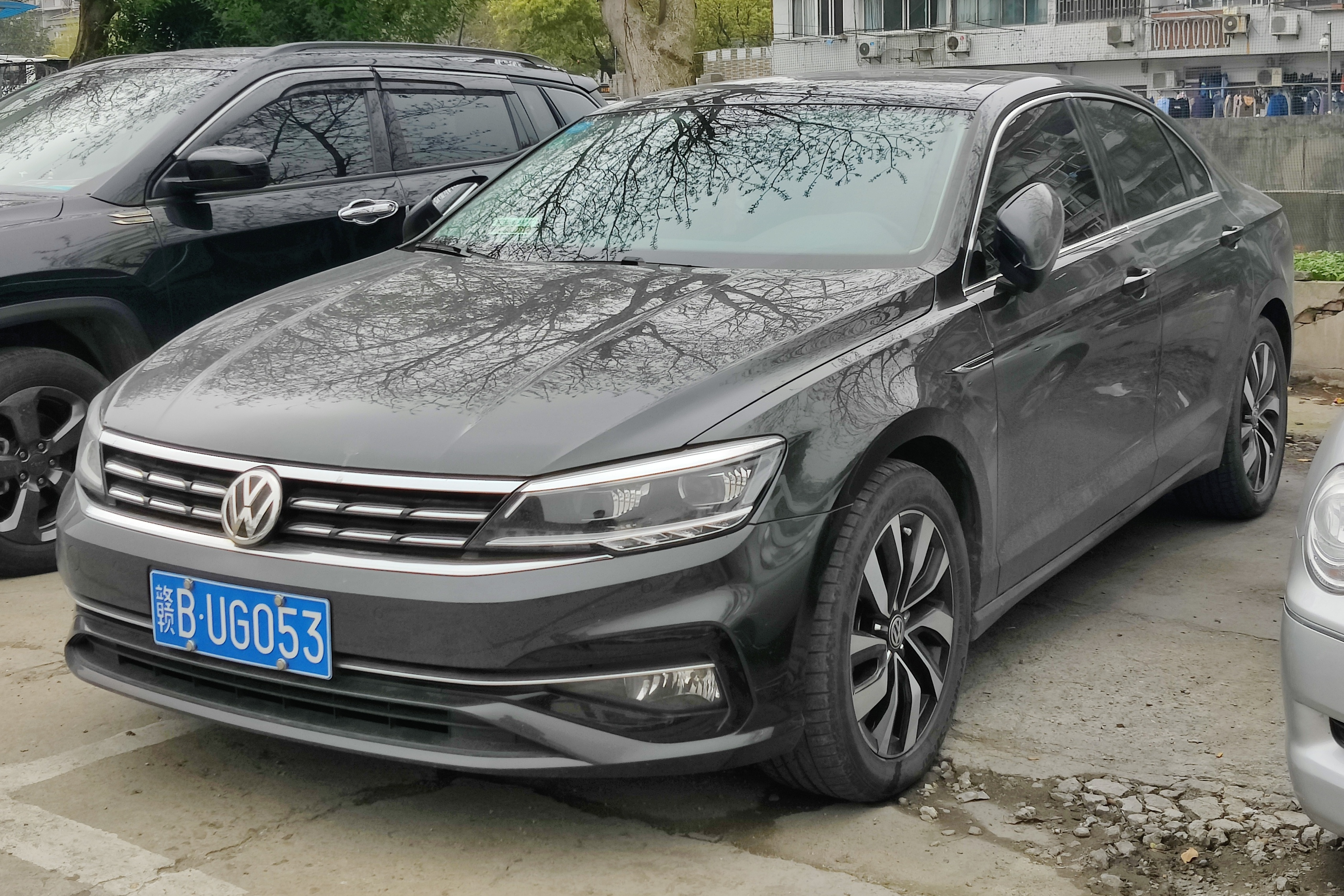
Volkswagen Lamando
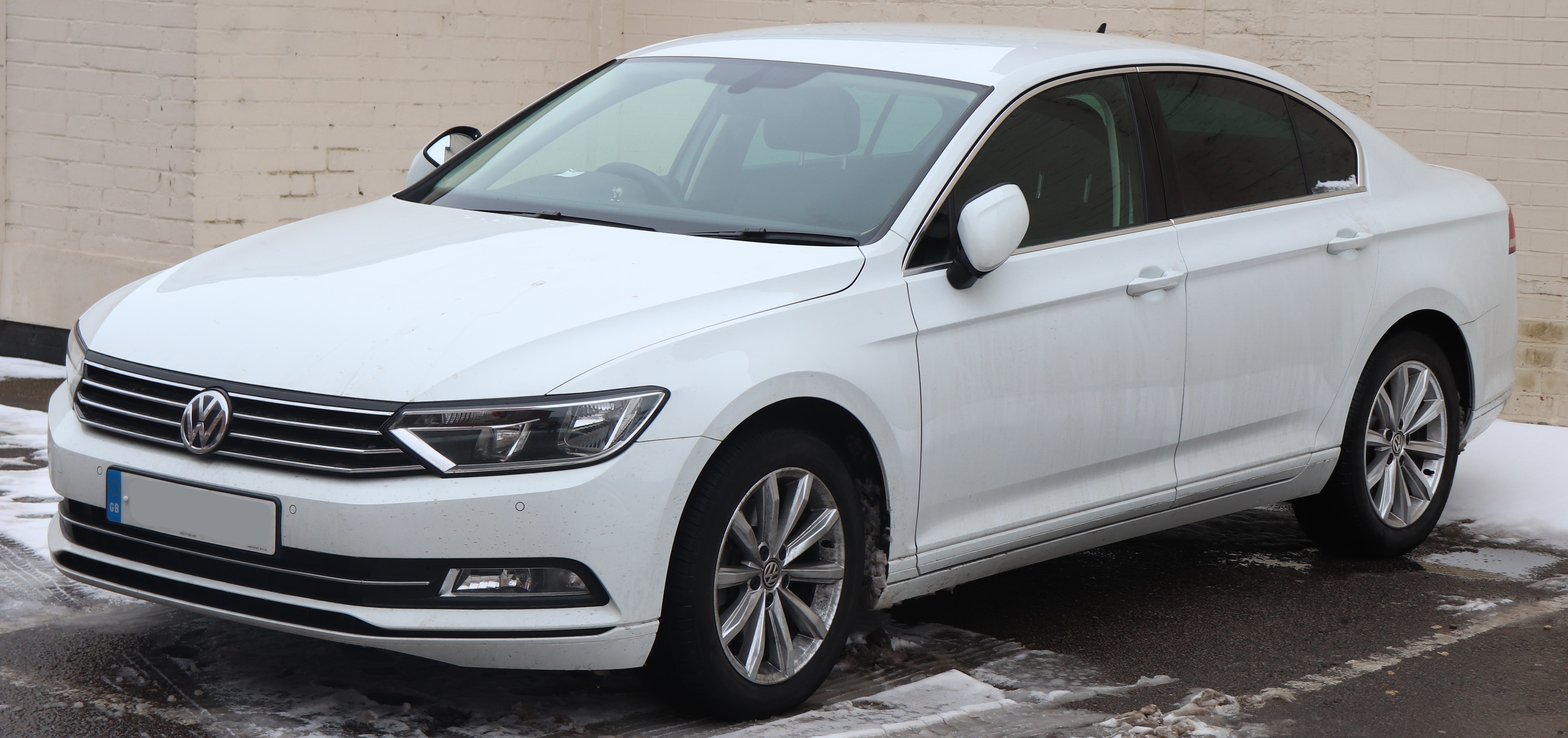
Volkswagen Passat
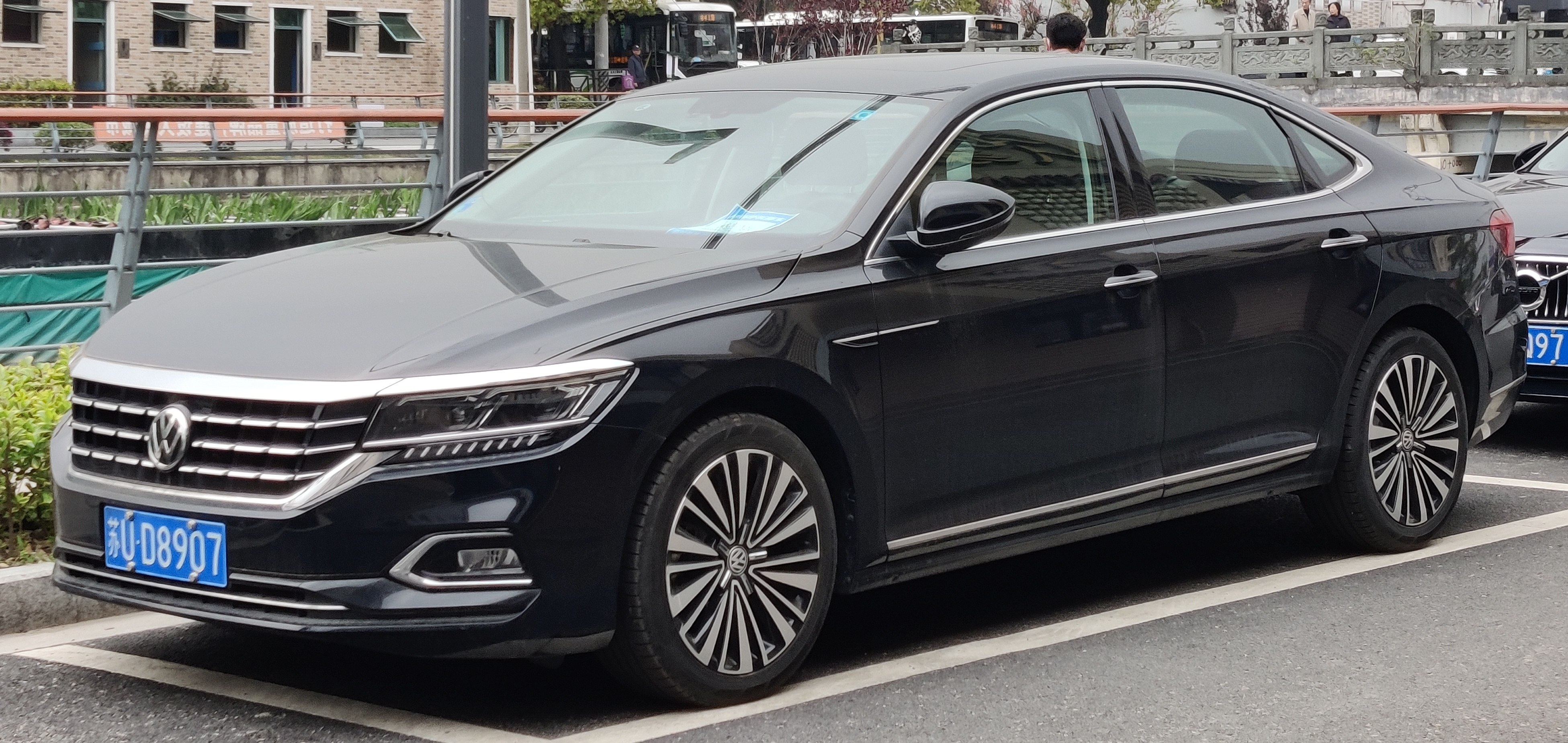
Volkswagen Passat (Chine uniquement)
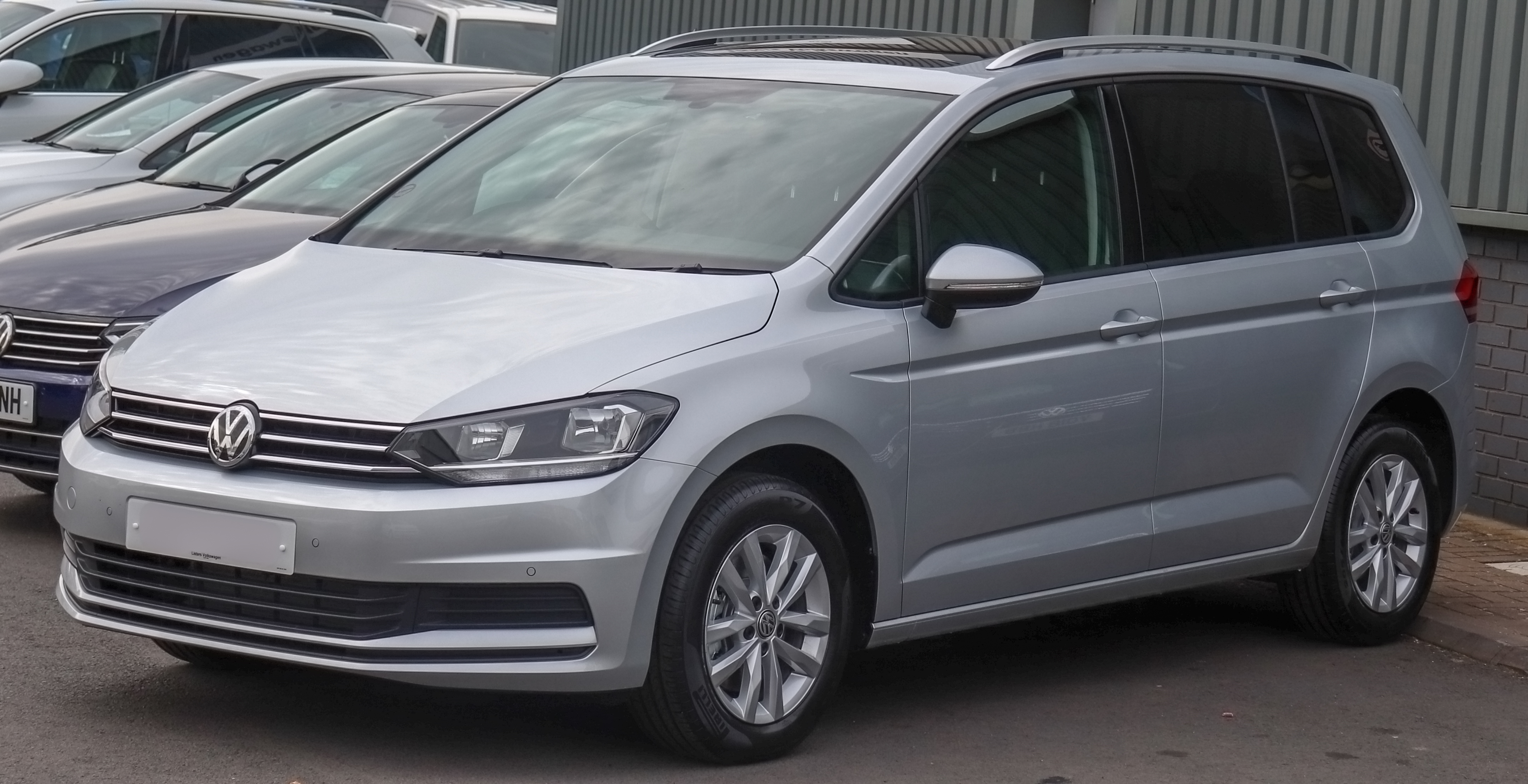
Volkswagen Touran

### MQB de deuxième génération (MQB Ax; 2016)
Le plateforme MQB de «deuxième génération» a fait ses débuts en 2016, introduisant également trois types différents de plateformes regroupés par taille/segment. L'introduction de la catégorie MQB A0 permet d'utiliser la plateforme sur des véhicules plus petits et moins chers du segment B.

#### MQB A0
- Audi A1 Mk2 (2018–présent)[9]
- SEAT Arona (2017–présent)[3]
- SEAT Ibiza Mk5 (2017–présent)[10]
- Škoda Kamiq (mondial) (2019-présent)[11],[12]
- Škoda Scala (2019-présent)[13]
- Škoda Fabia Mk4 (2021-présent)[14]
- Skoda Slavia (2021-présent)[15],[16]
- Volkswagen Nivus/Taigo (2020-présent)[17]
- Volkswagen Polo Mk6 (2017–présent)[18]
- Volkswagen T-Cross/Tacqua (2019–présent)[19]
- Volkswagen Virtus / Lavida XR (2018-présent)[20],[21]

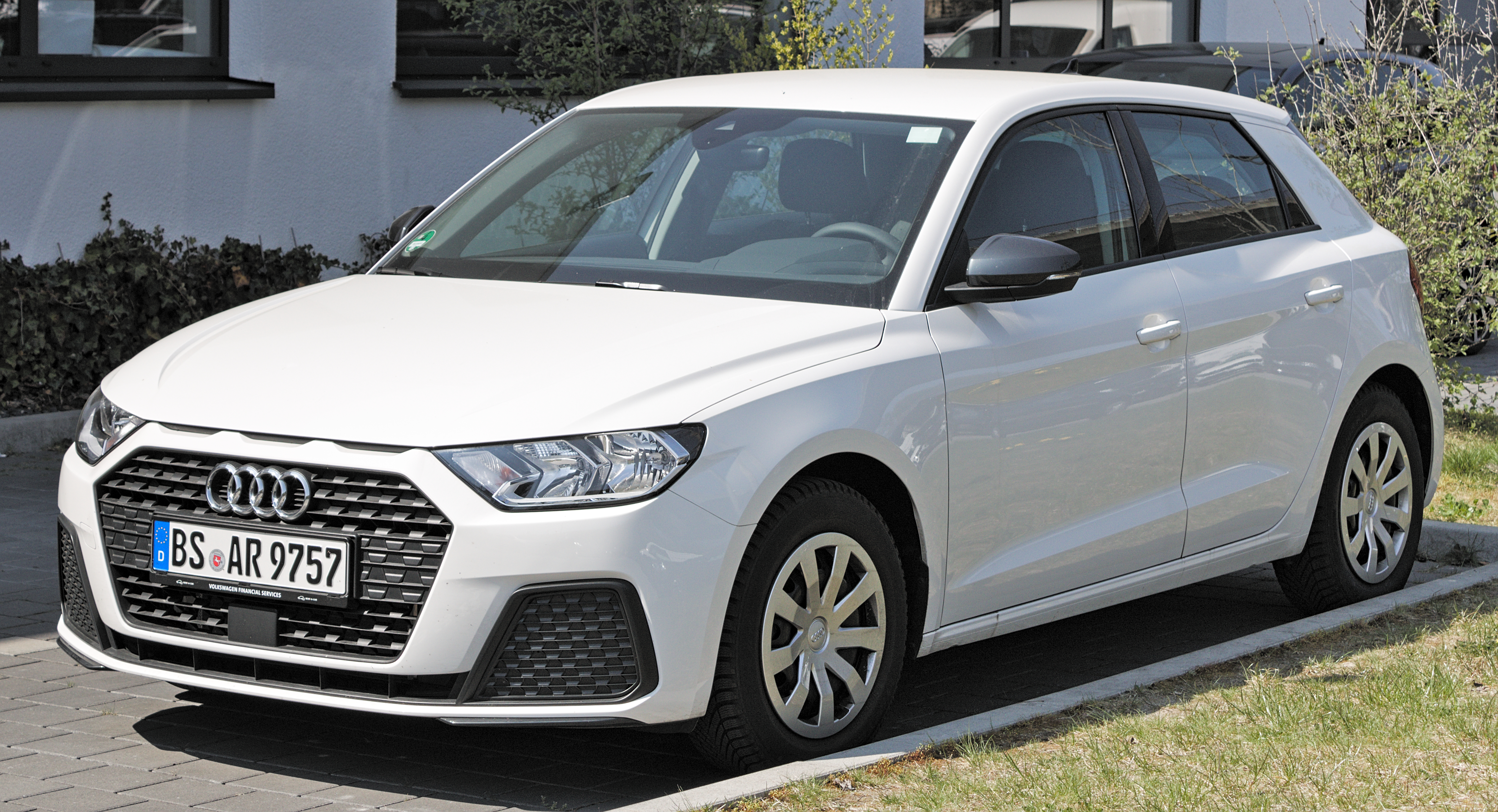
Audi A1
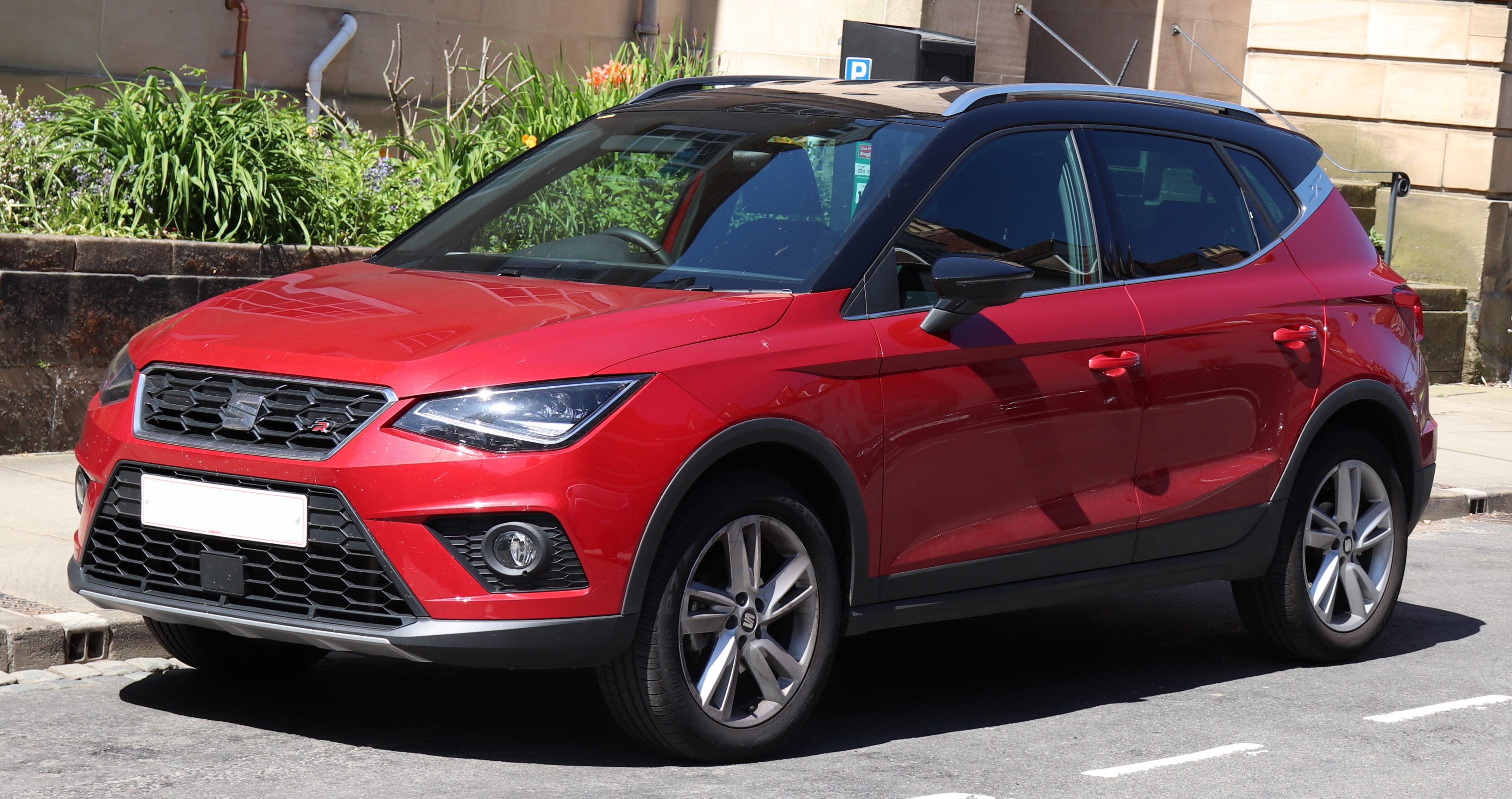
SEAT Arona
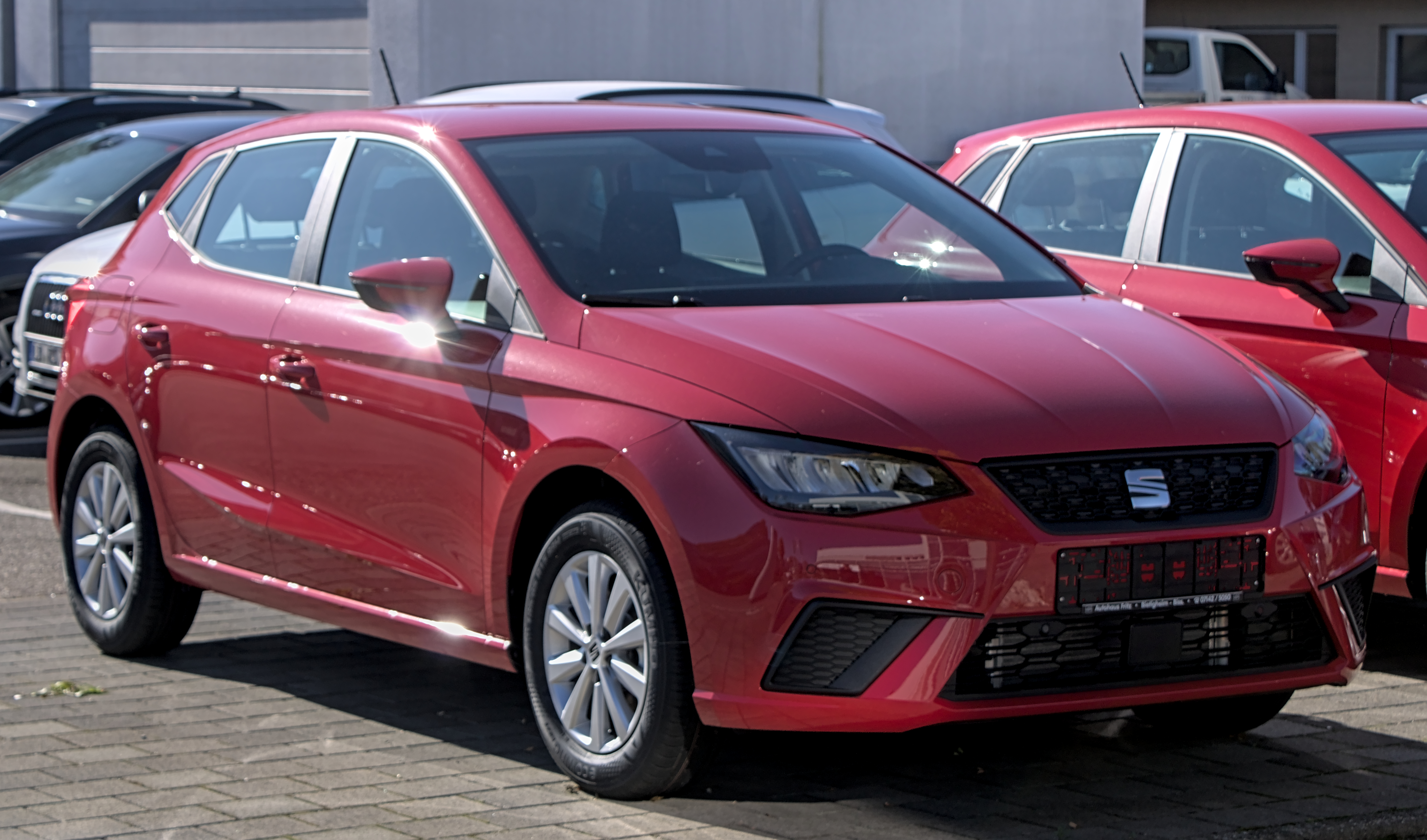
SEAT Ibiza
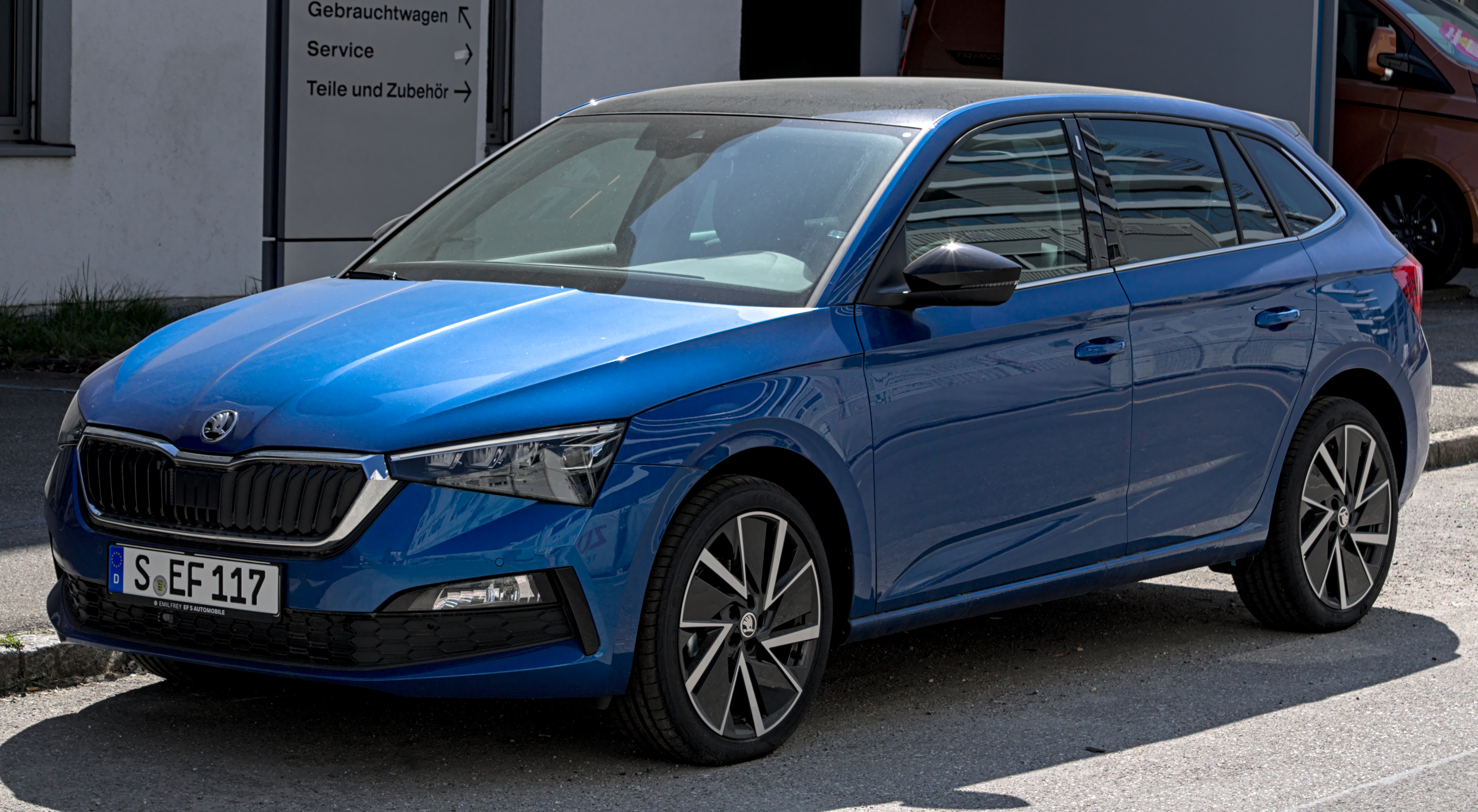
Skoda Scala
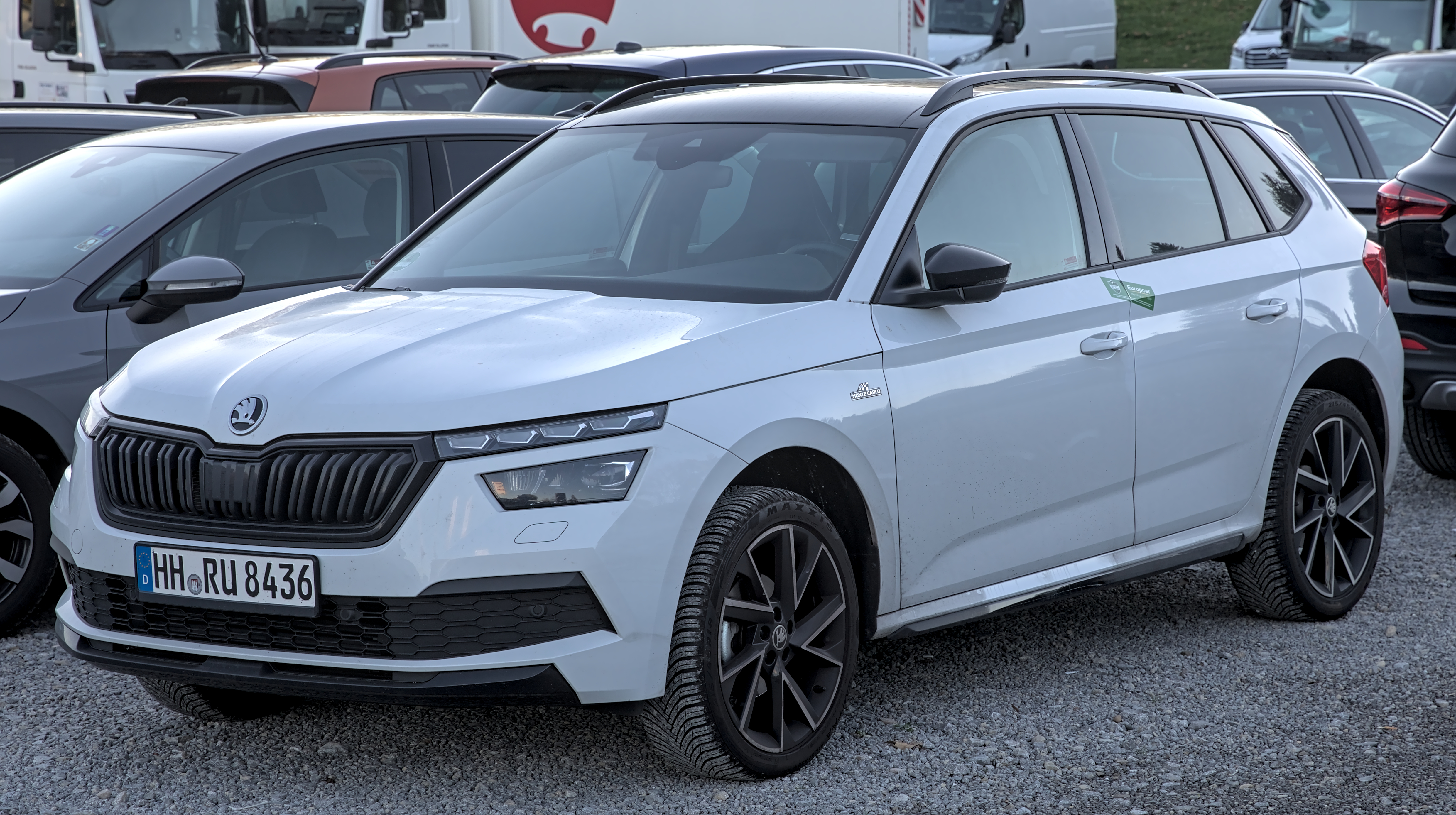
Skoda Kamiq
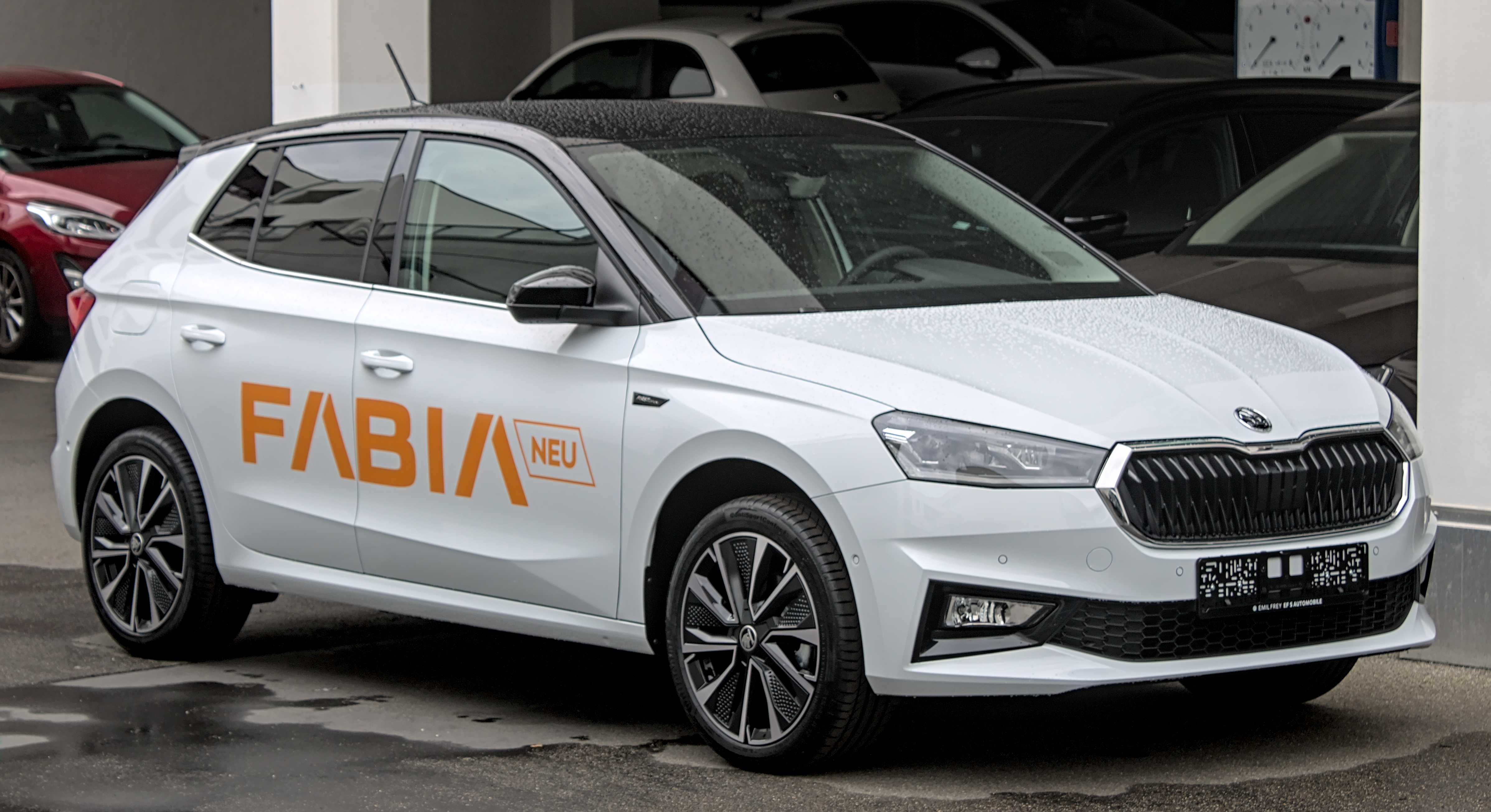
Skoda Fabia
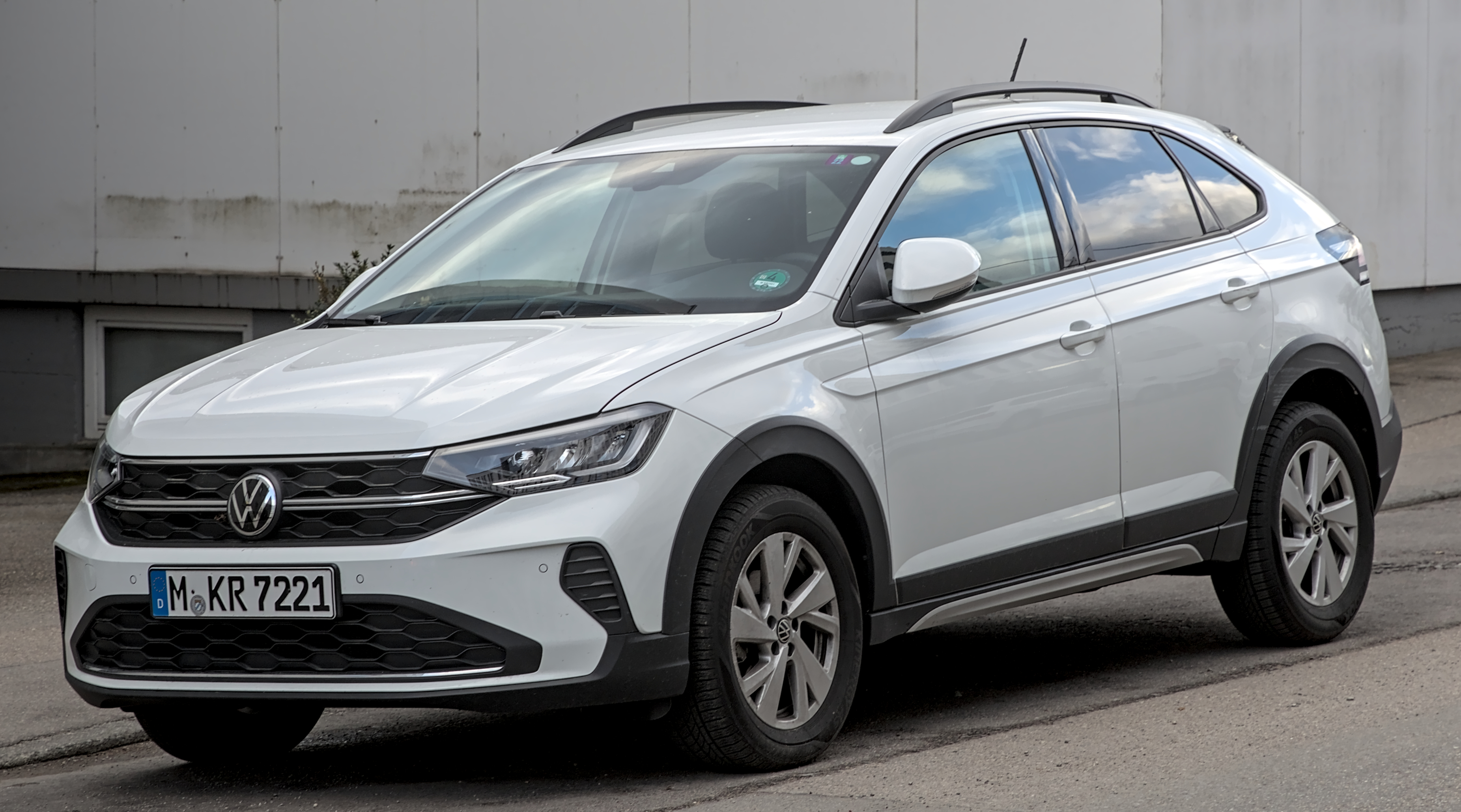
Volkswagen Nivus/Taigo
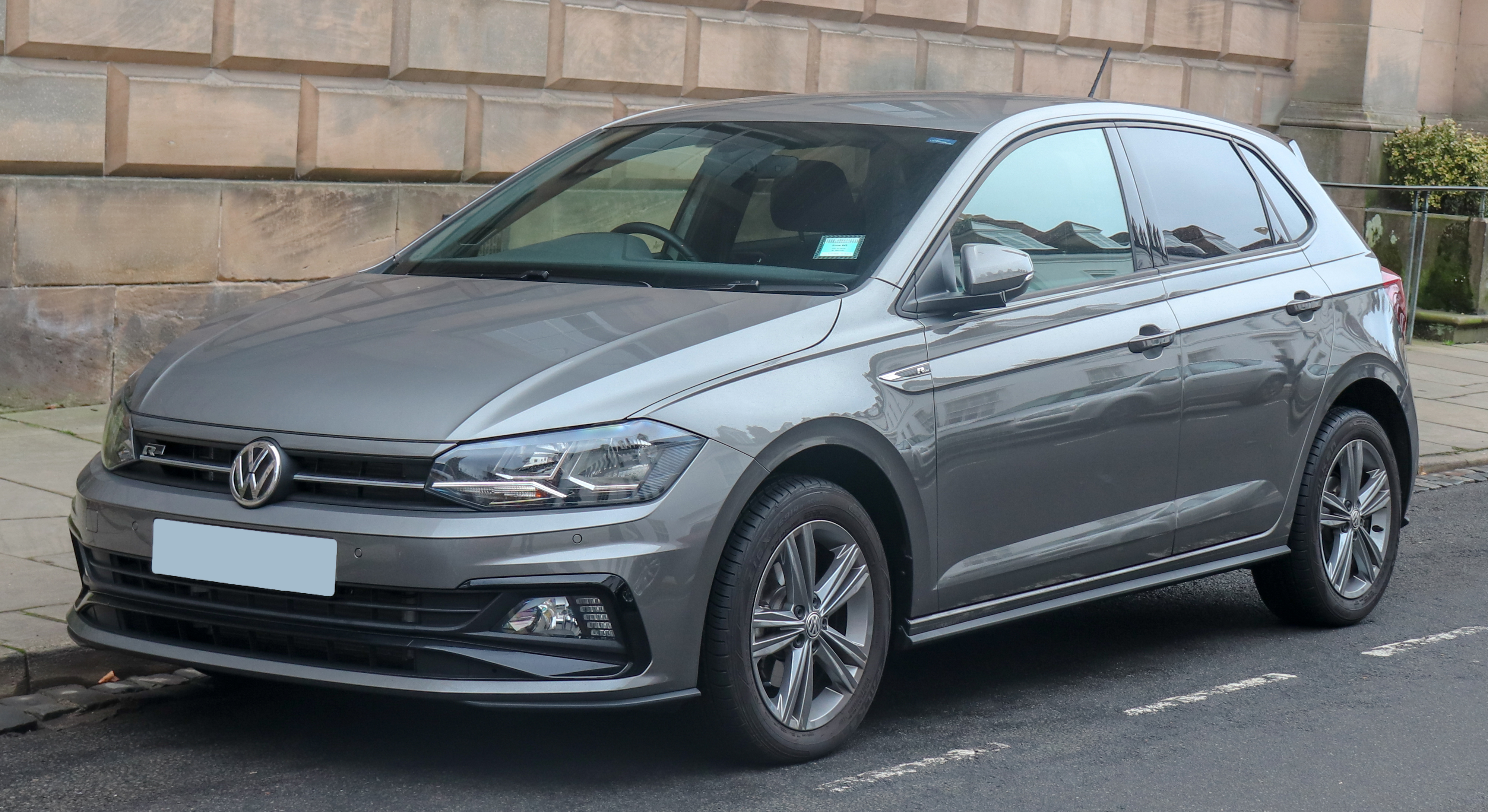
Volkswagen Polo
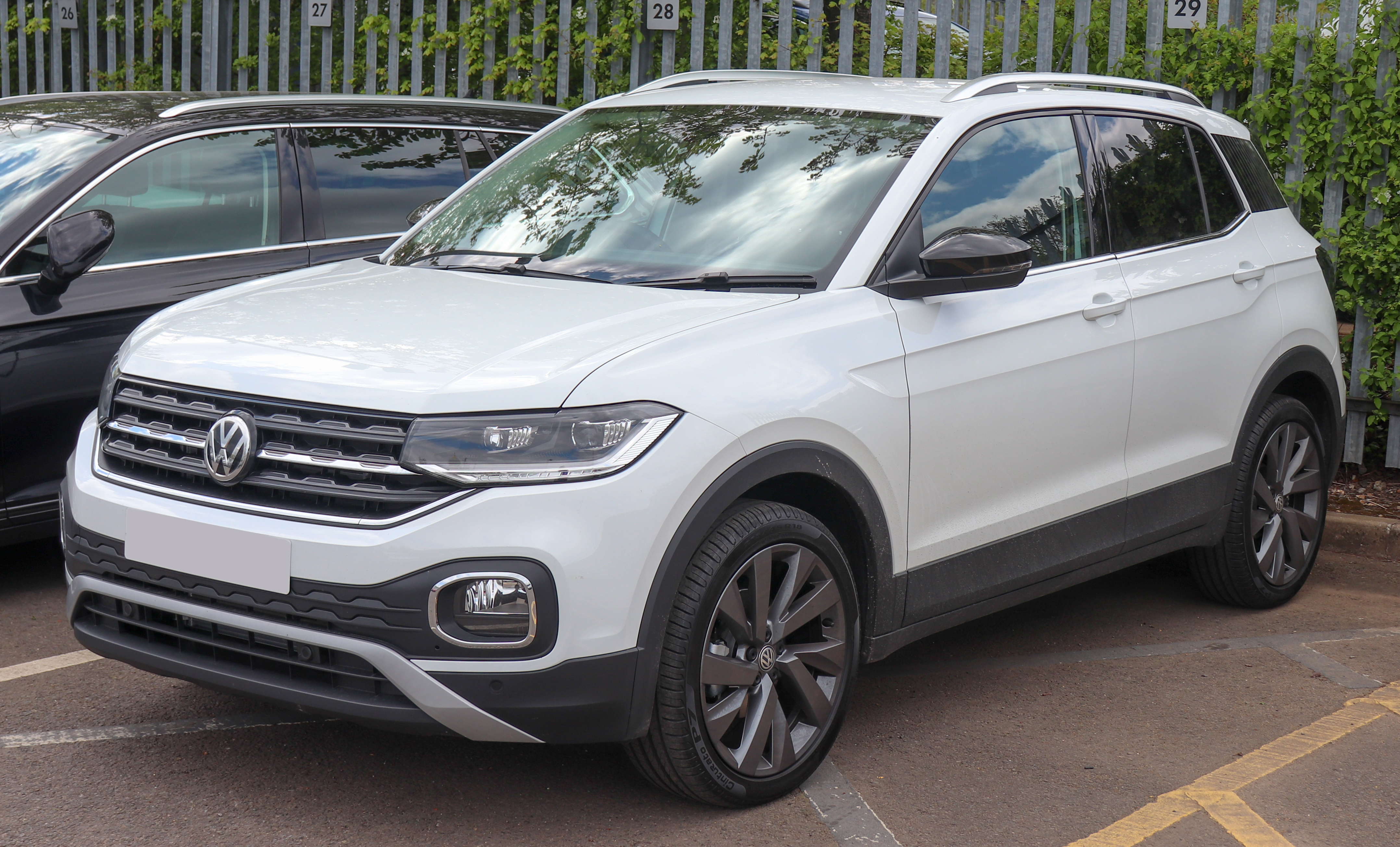
Volkswagen T-Cross
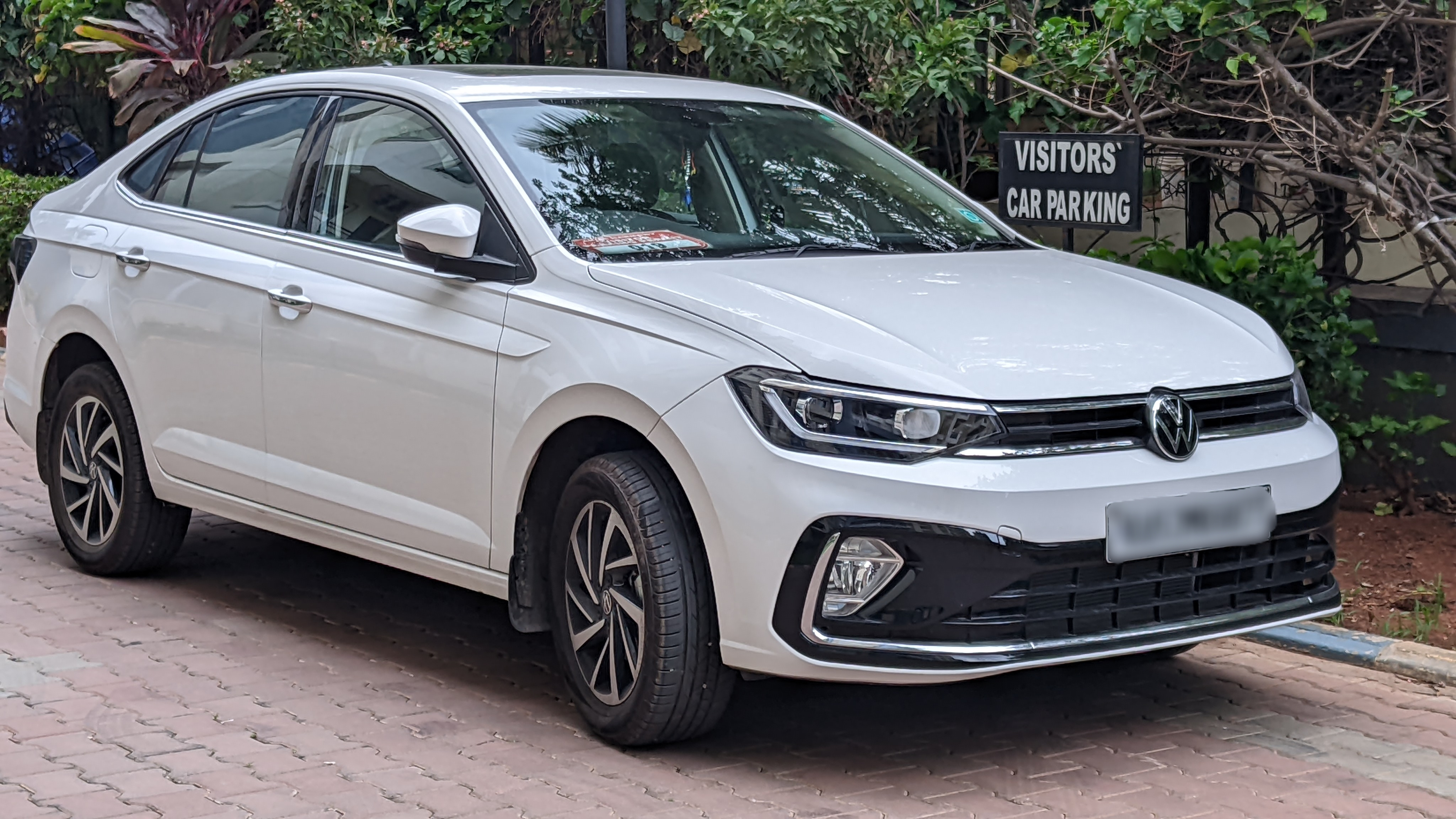
Volkswagen Virtus

##### MQB A0 EN
Une variante à faible coût de la plate-forme A0 pour le marché indien a été introduite en 2019 et utilisée pour les véhicules commercialisés à partir de 2021,.
- Škoda Kushaq (2021-présent)[24]
- Škoda Slavia (2021-présent)[25]
- Škoda Kylaq (2025–présent)
- Volkswagen Tera (2025)
- Volkswagen Taigun/T-Cross (2021–présent)[26]
- Volkswagen Virtus / Polo Berline (2022–présent)

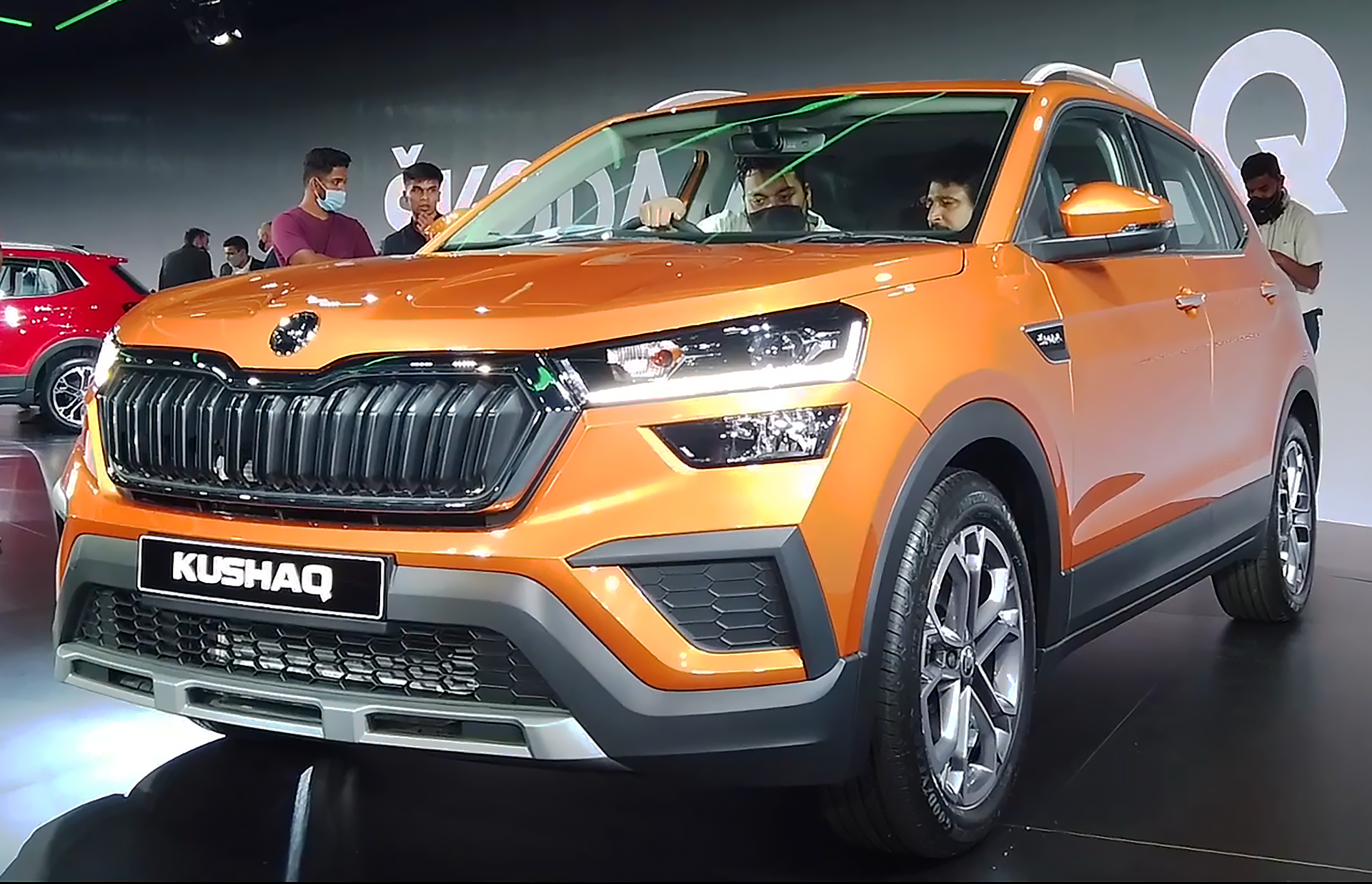
Skoda Kushaq
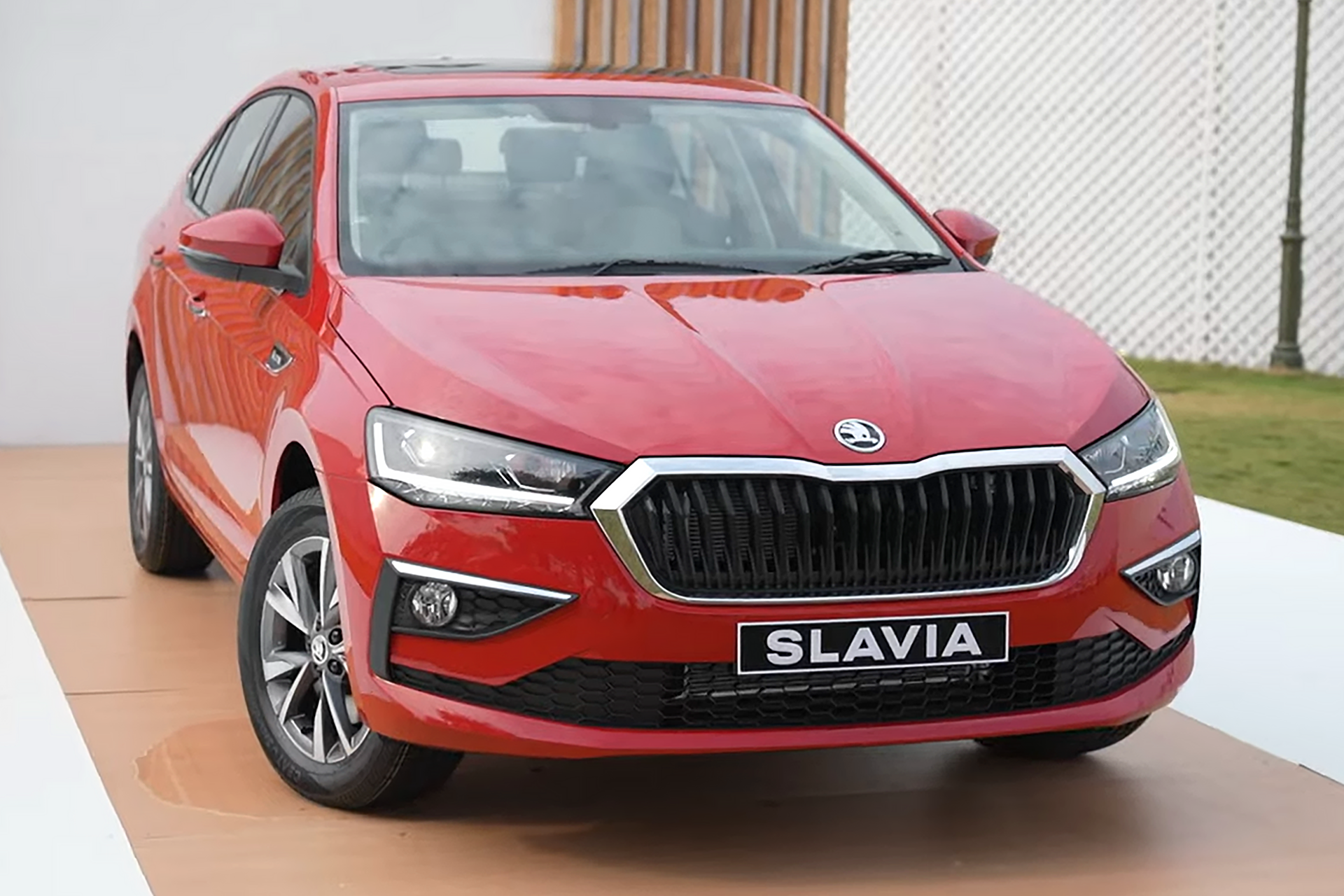
Skoda Slavia
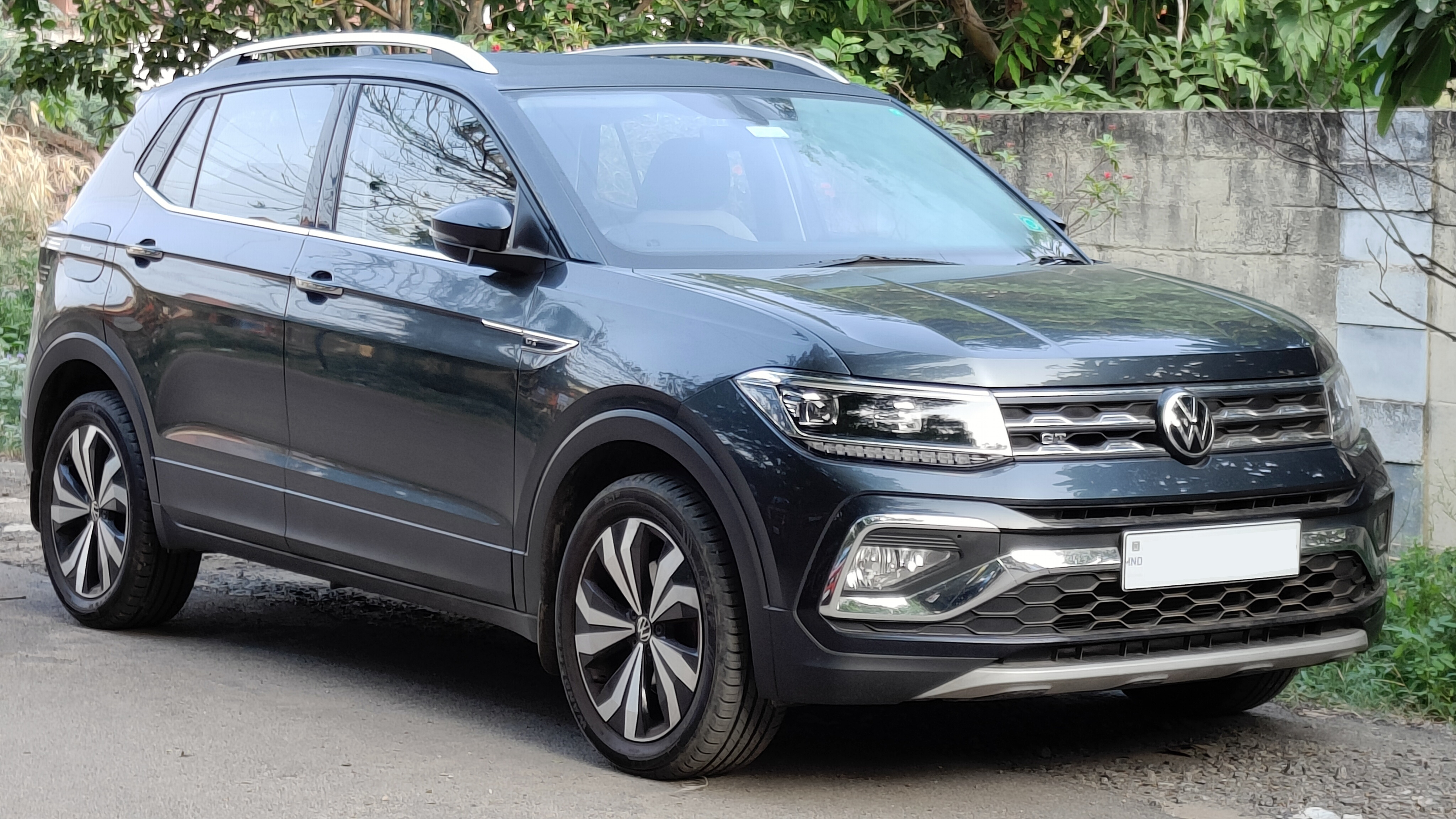
Volkswagen Taigun/T-Cross
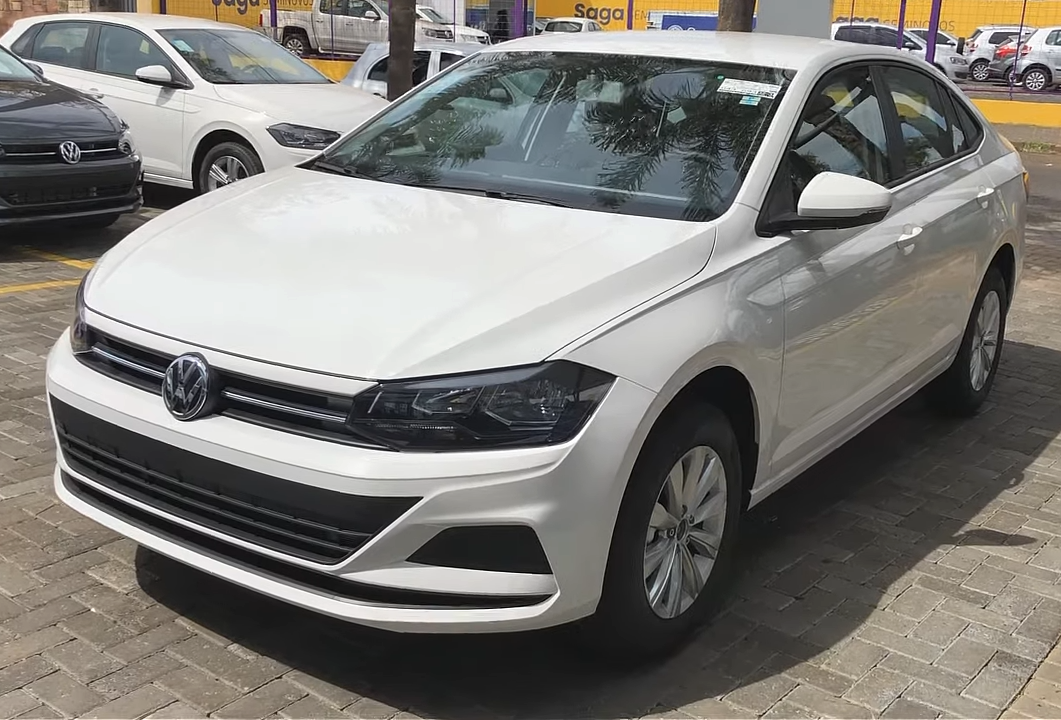
Volkswagen Virtus / Polo Berline

#### MQB A1
- Audi Q2 (2016–présent)
- Jetta VS5 (2019–présent)[27]
- SEAT Ateca (2016–présent)[28]
- Škoda Karoq (2017-présent)[29]
- Volkswagen Bora Mk4 (2018-présent)[30]
- Volkswagen Jetta/Sagitar/Vento Mk7 (2018-présent)[31]
- Volkswagen Lavida Mk3 (2018-présent)[30]
- Volkswagen T-Roc (2017–présent)[32]
  - Cabriolet T-Roc (2020–présent)
- Volkswagen Taos / Tharu (2018-présent)[33]

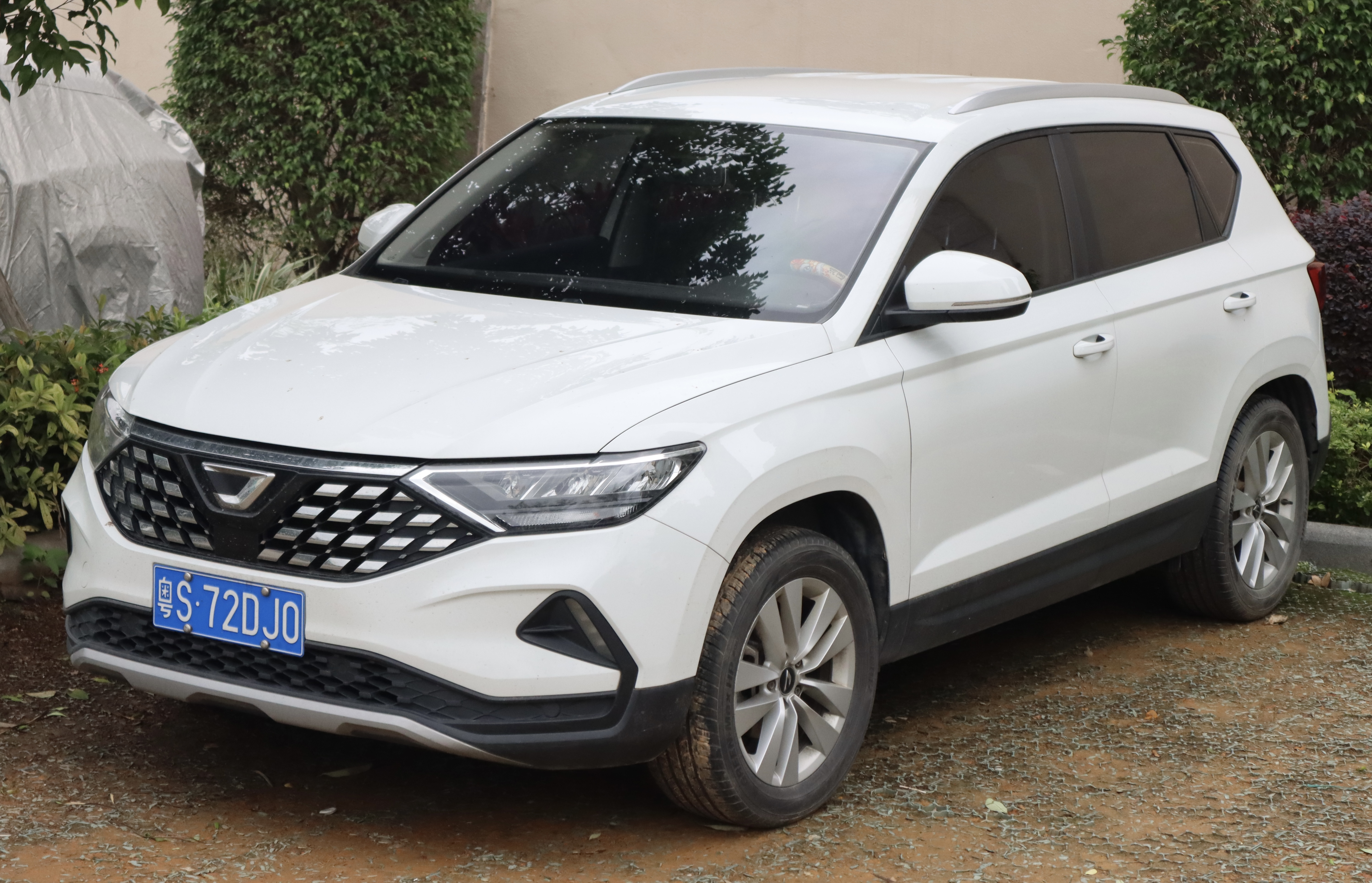
Jetta VS5
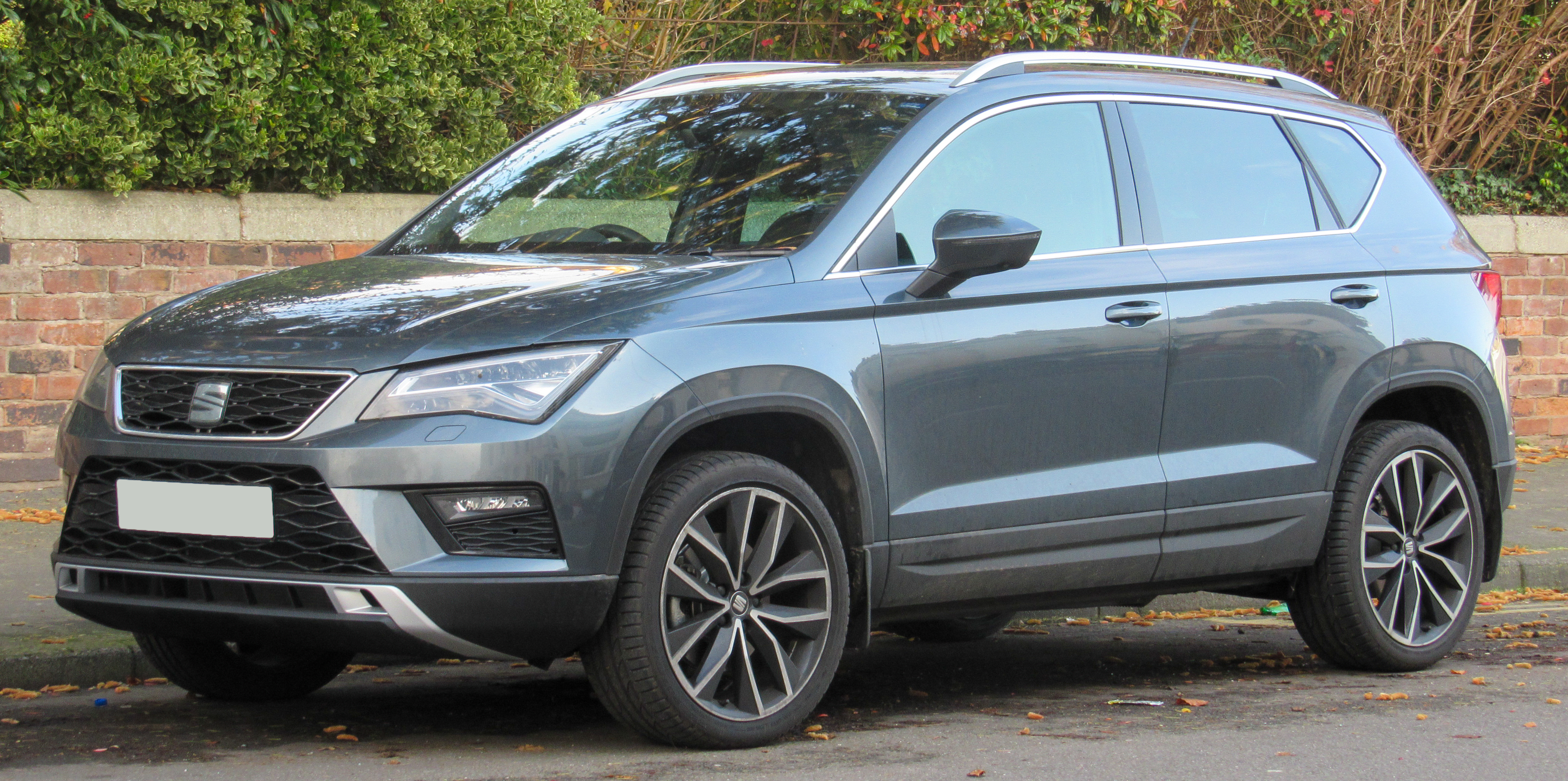
SEAT Ateca
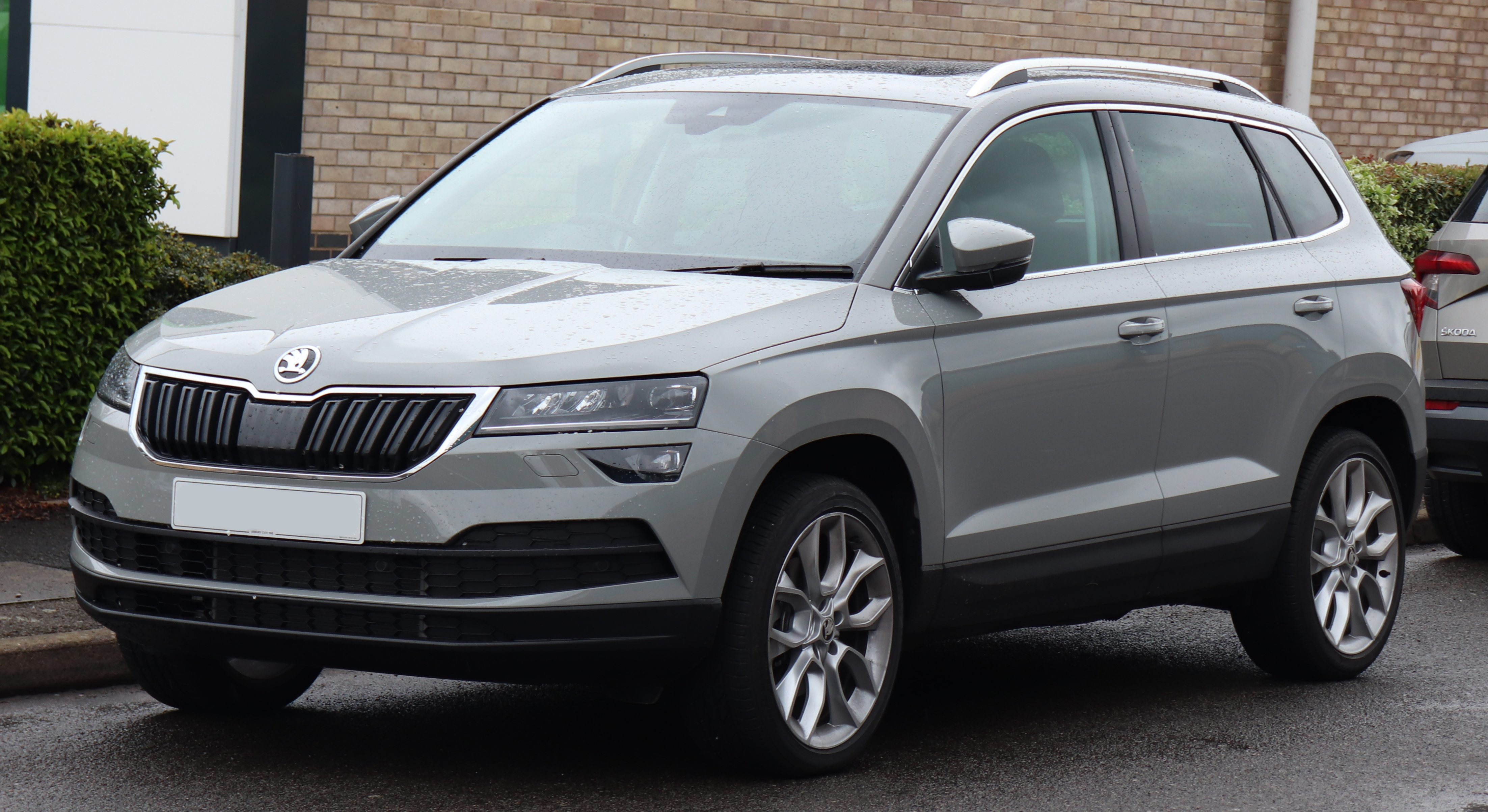
Skoda Karoq
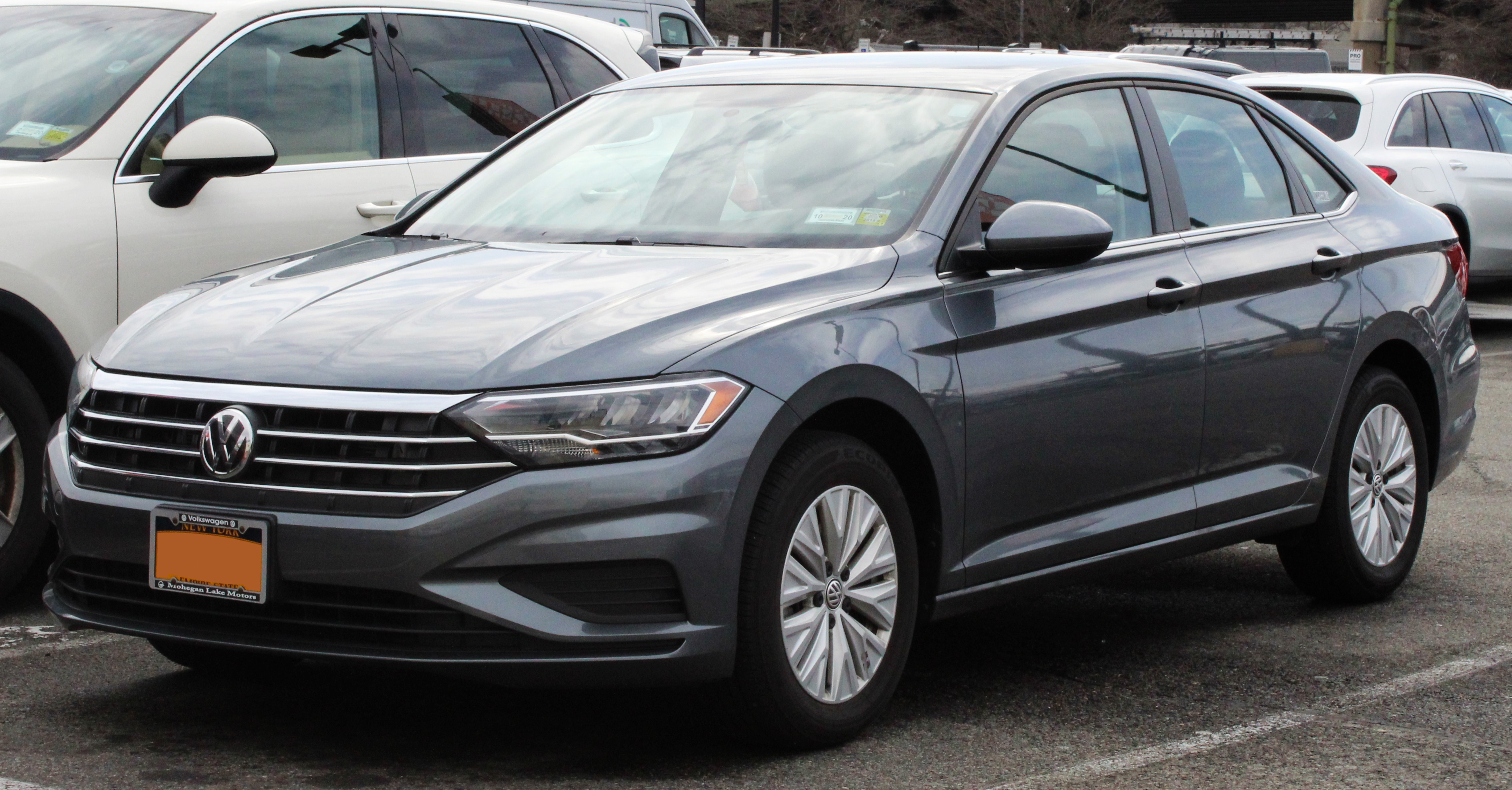
Volkswagen Jetta
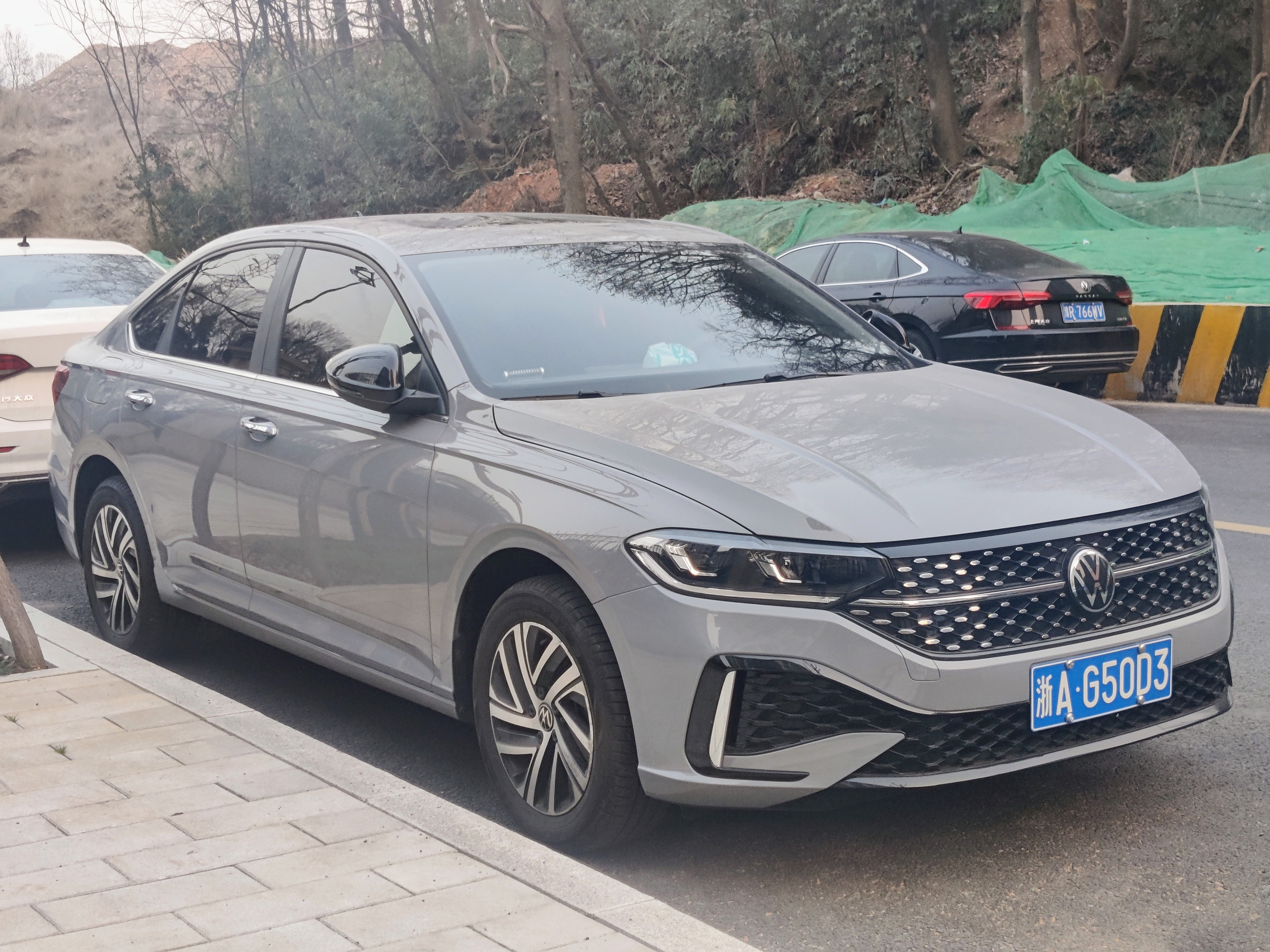
Volkswagen Lavida
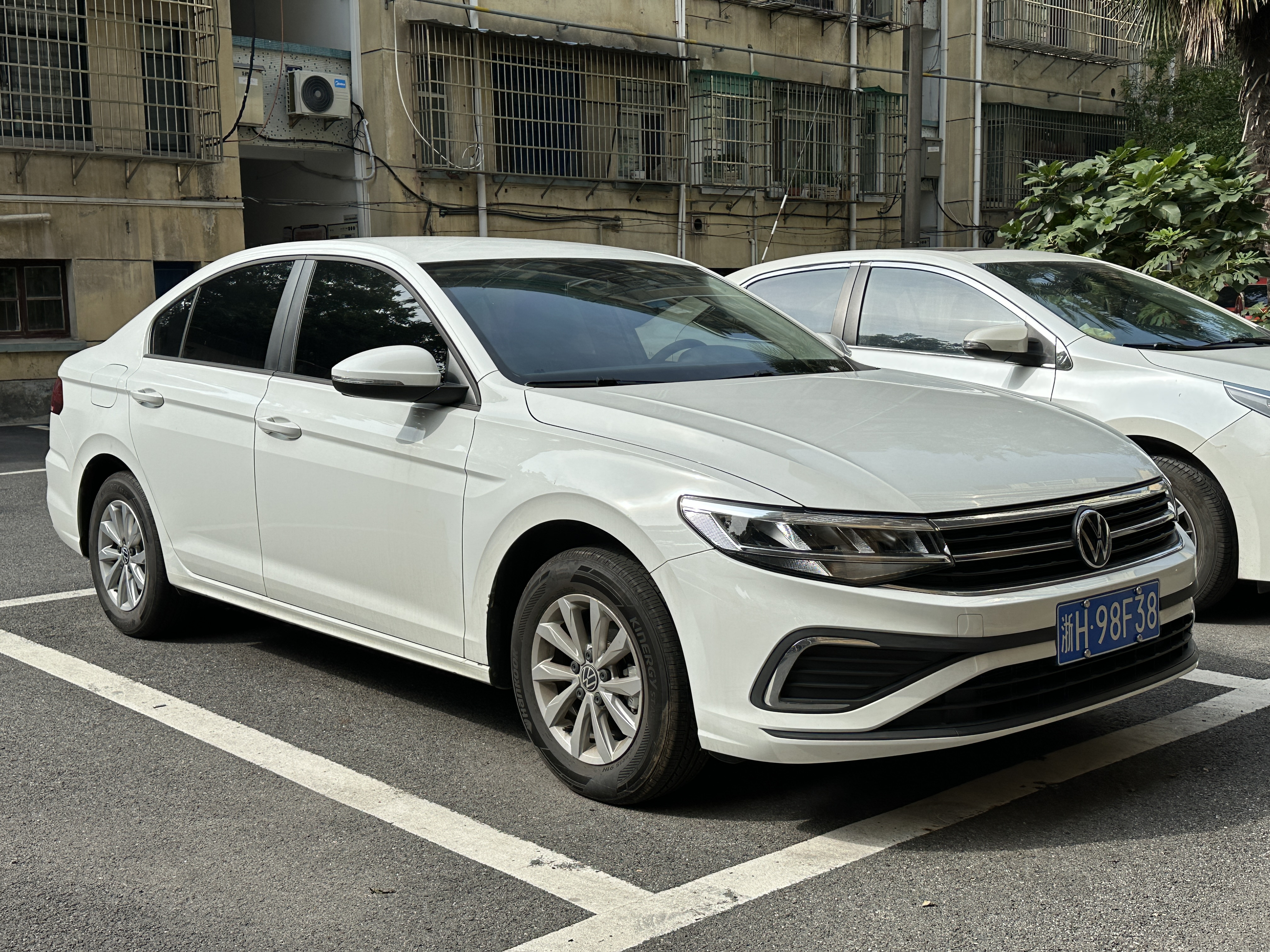
Volkswagen Bora
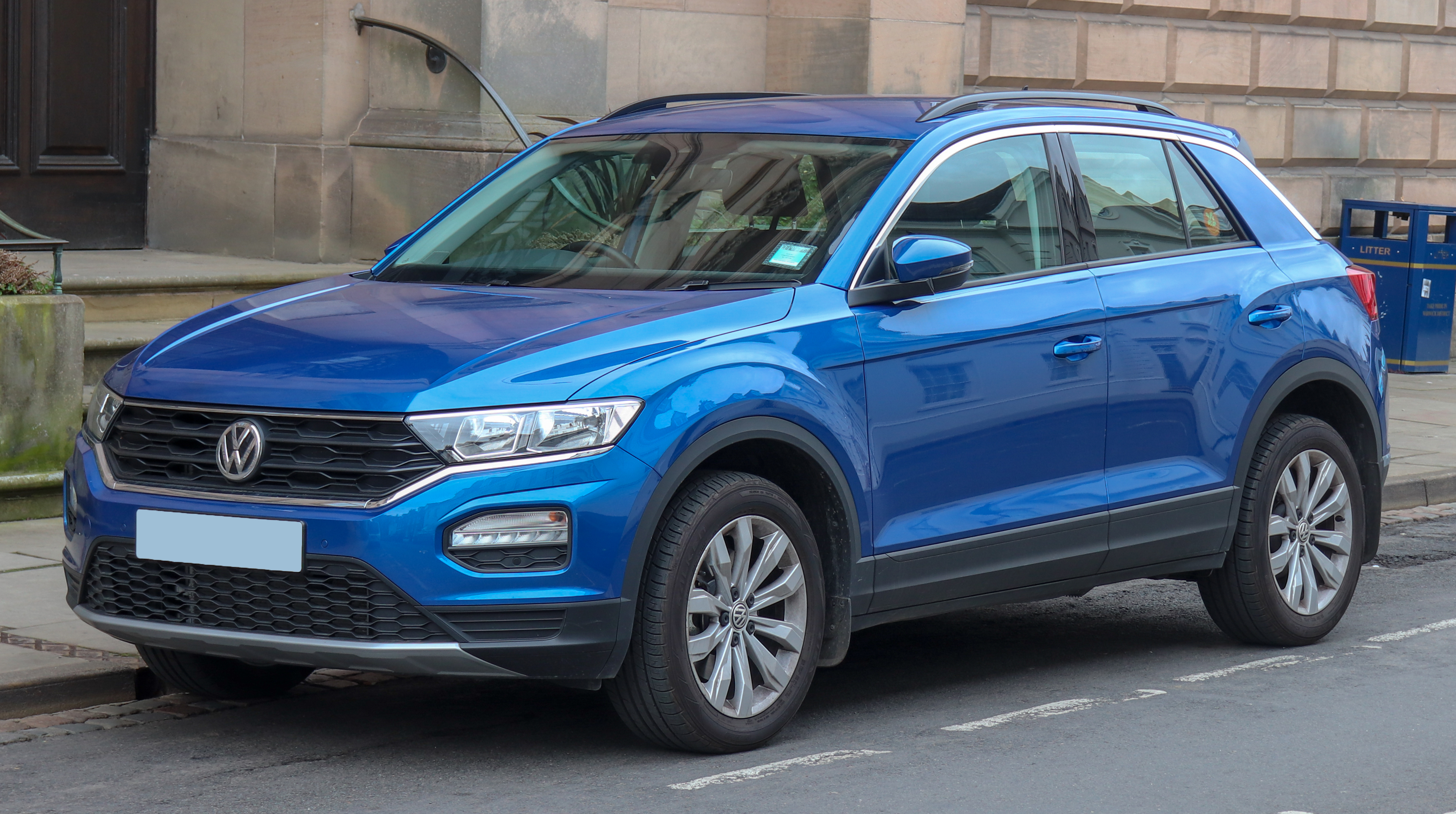
Volkswagen T-Roc
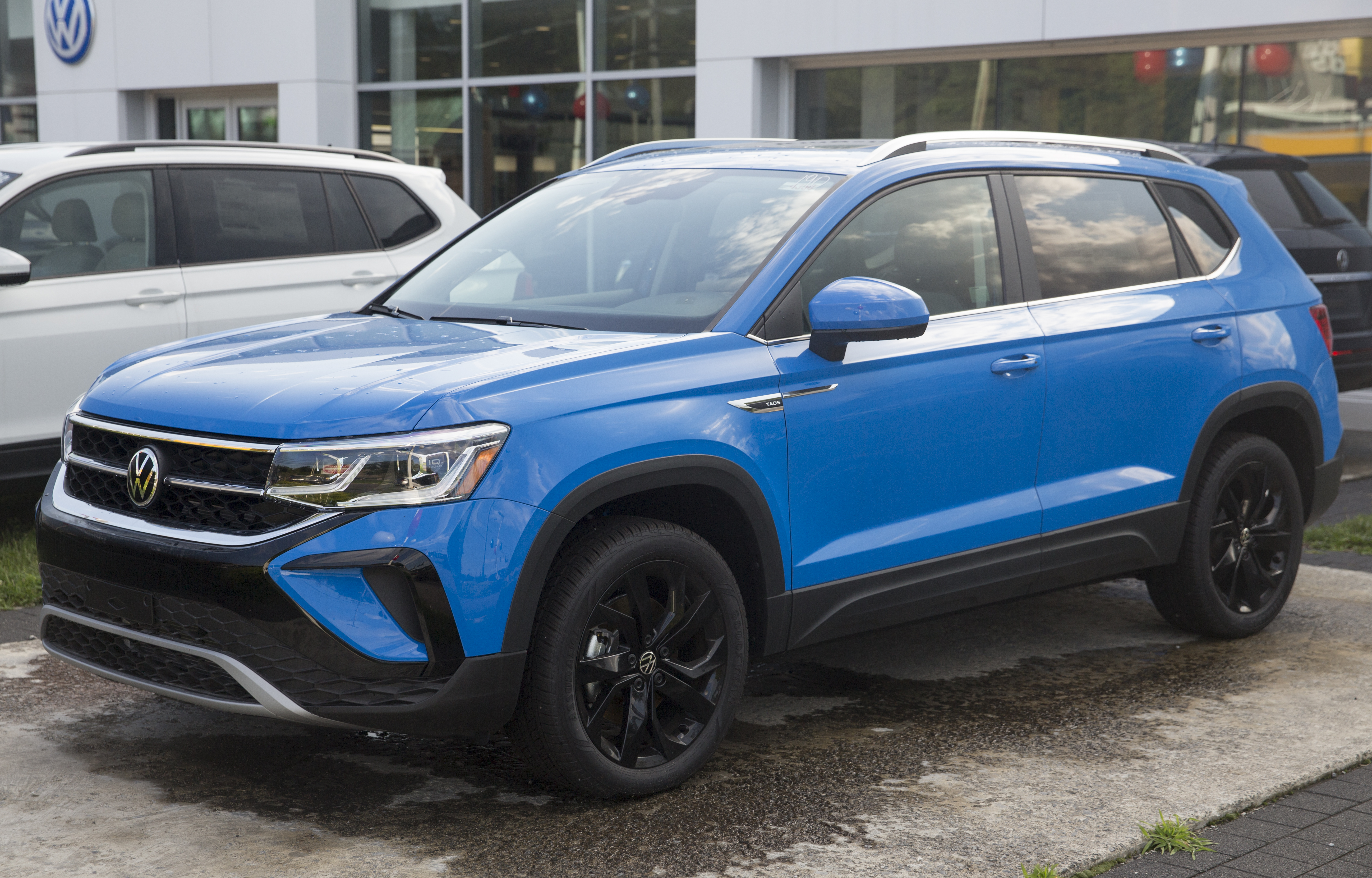
Volkswagen Taos

#### MQB A2
- Audi Q3 Mk2 (2018-présent)[8]
  - Audi Q3 Sportback (2019–présent)[8]
- Jetta VS7 (2020–présent)[34]
- SEAT Tarraco (2018-2024)[35]
- Skoda Kodiaq (2016-2024)[35]
  - Kodiaq GT (2018 à aujourd'hui)
- Volkswagen Tayron (2018–présent)[36]
  - Tayron X (2020–présent)
- Volkswagen Tiguan Mk2 (2016–2023)[37],[38],[39]
  - Tiguan Allspace/L (2017–présent)
  - Tiguan X (2020–présent)
- Volkswagen Viloran (2020-présent)

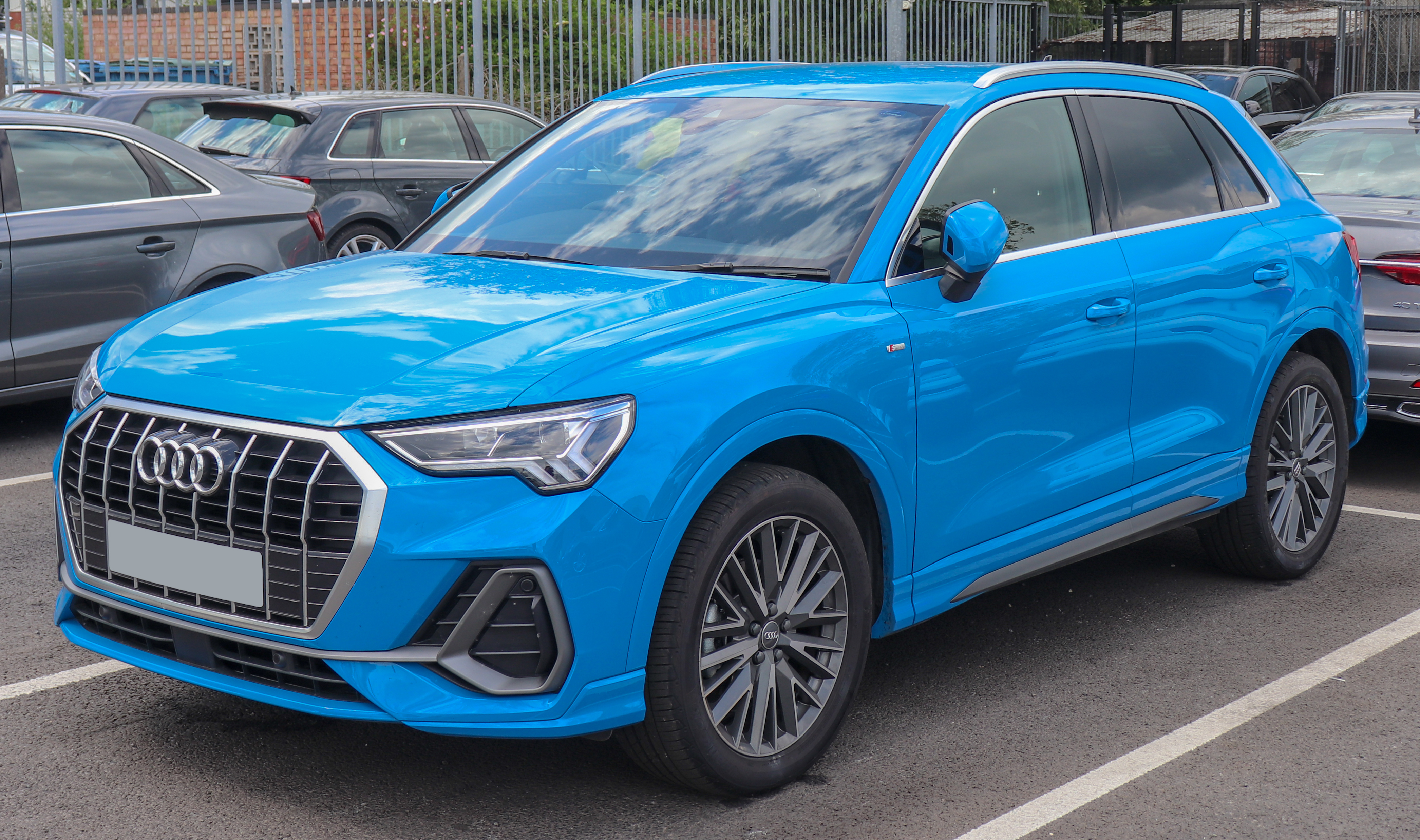
Audi Q3
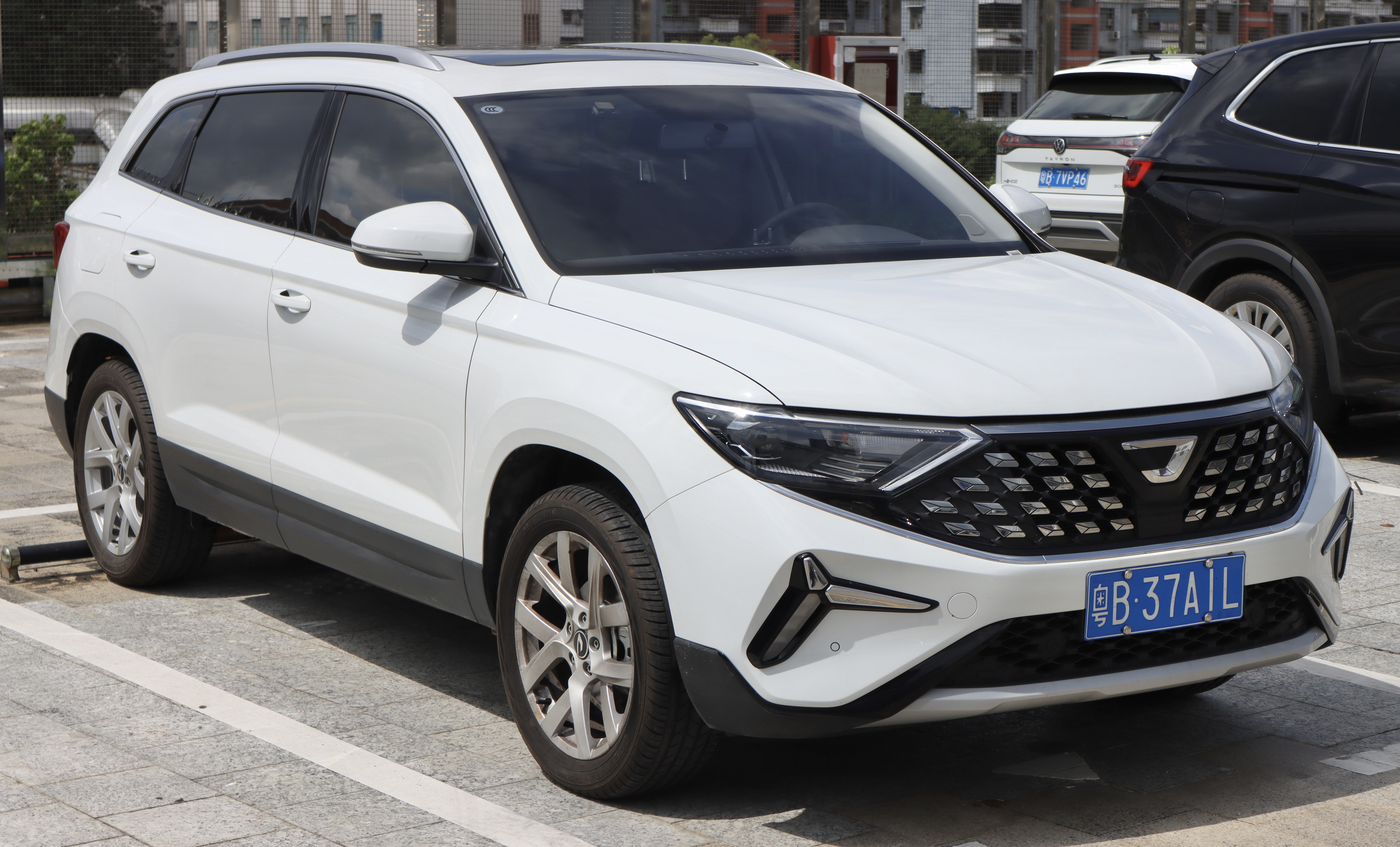
Jetta VS7
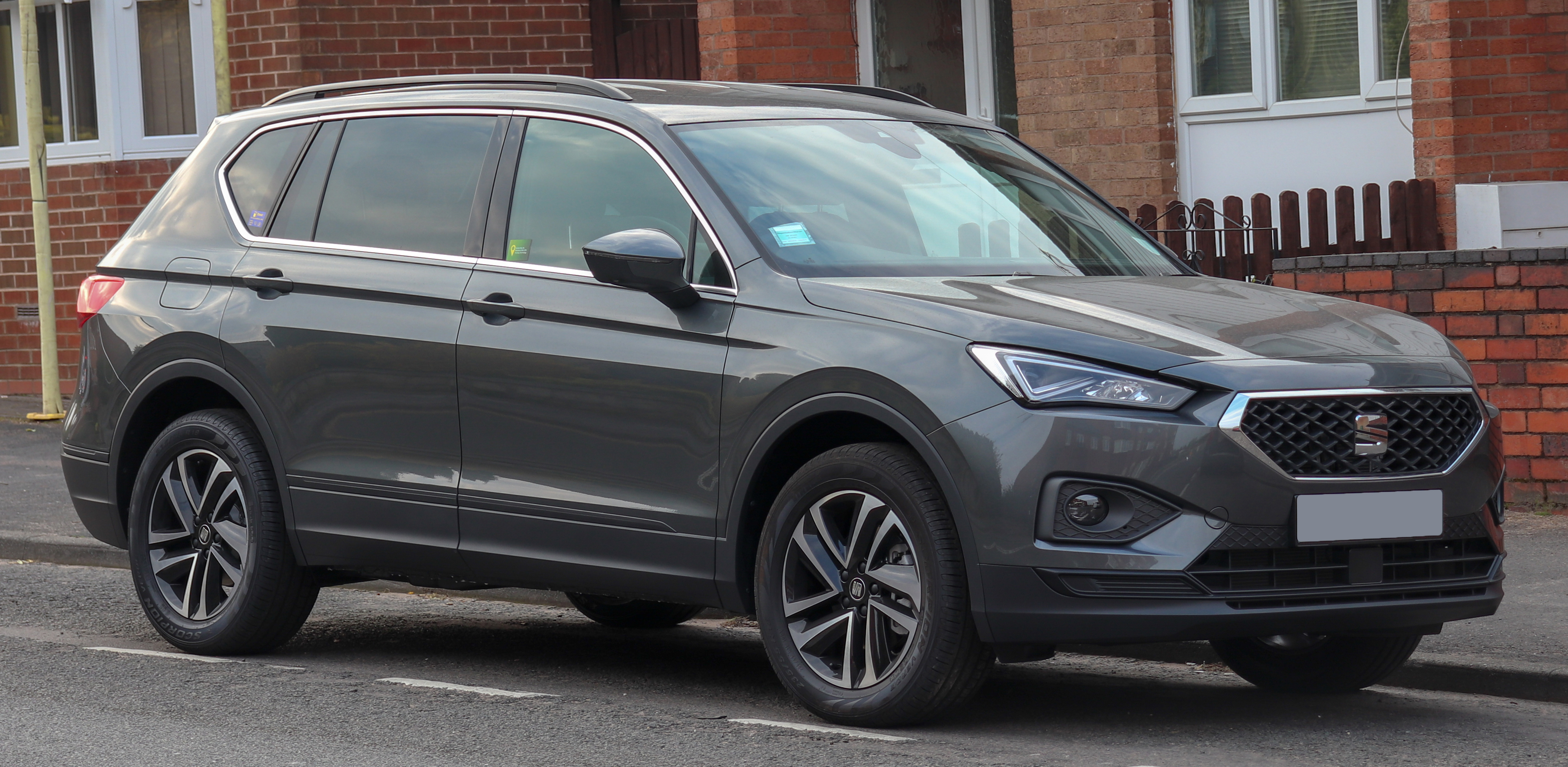
SEAT Tarraco
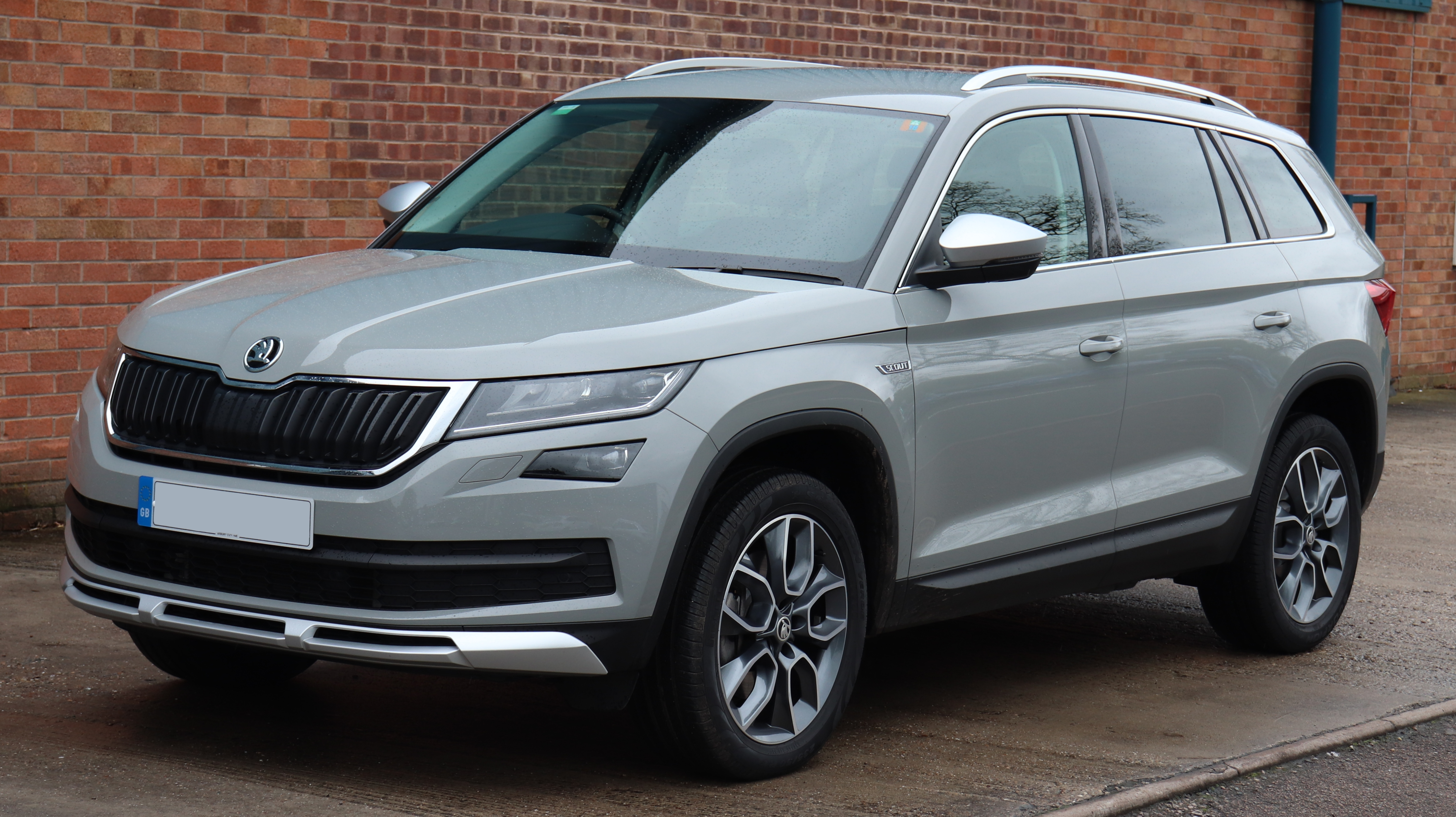
Skoda Kodiaq
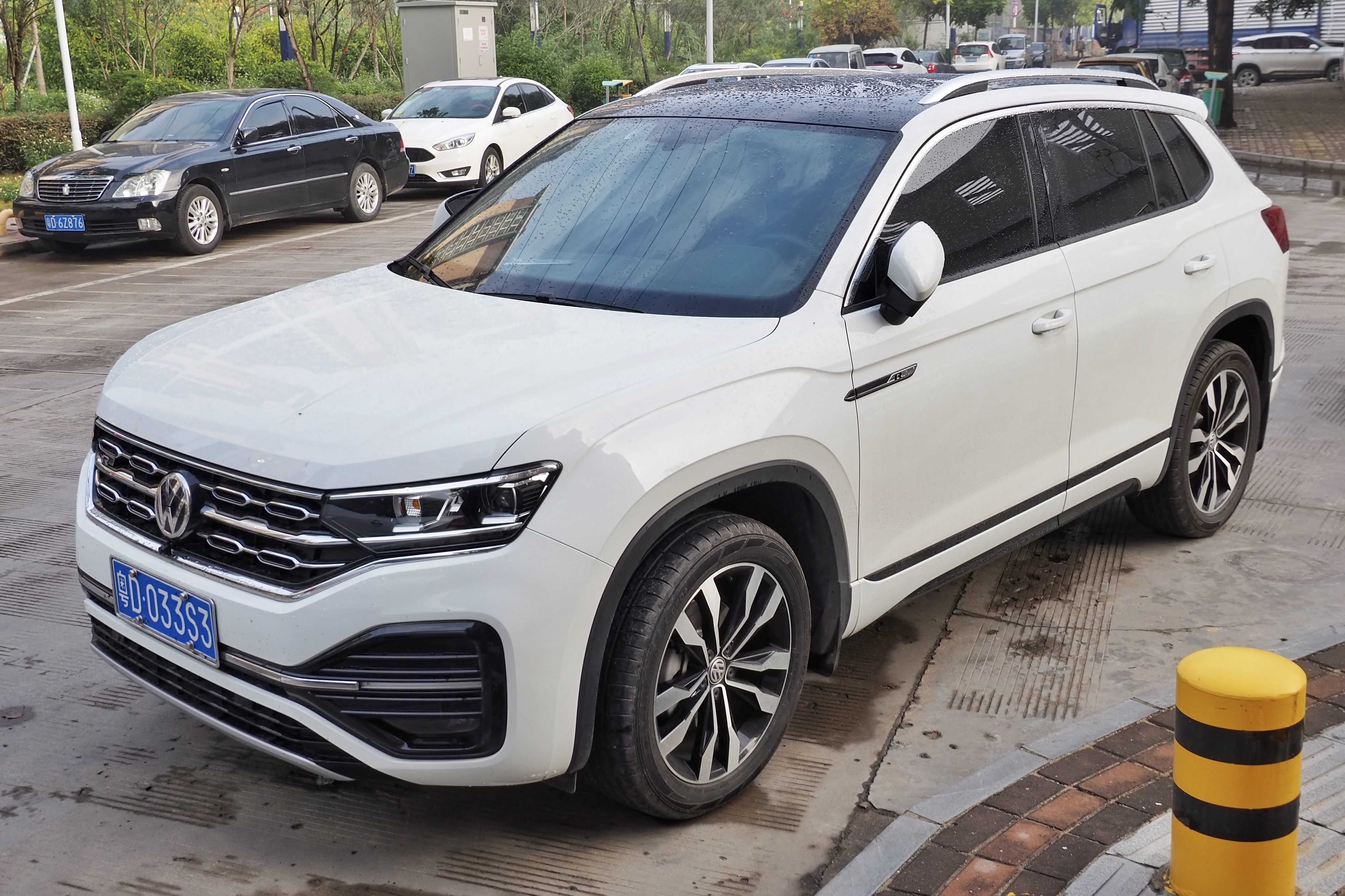
Volkswagen Tayron
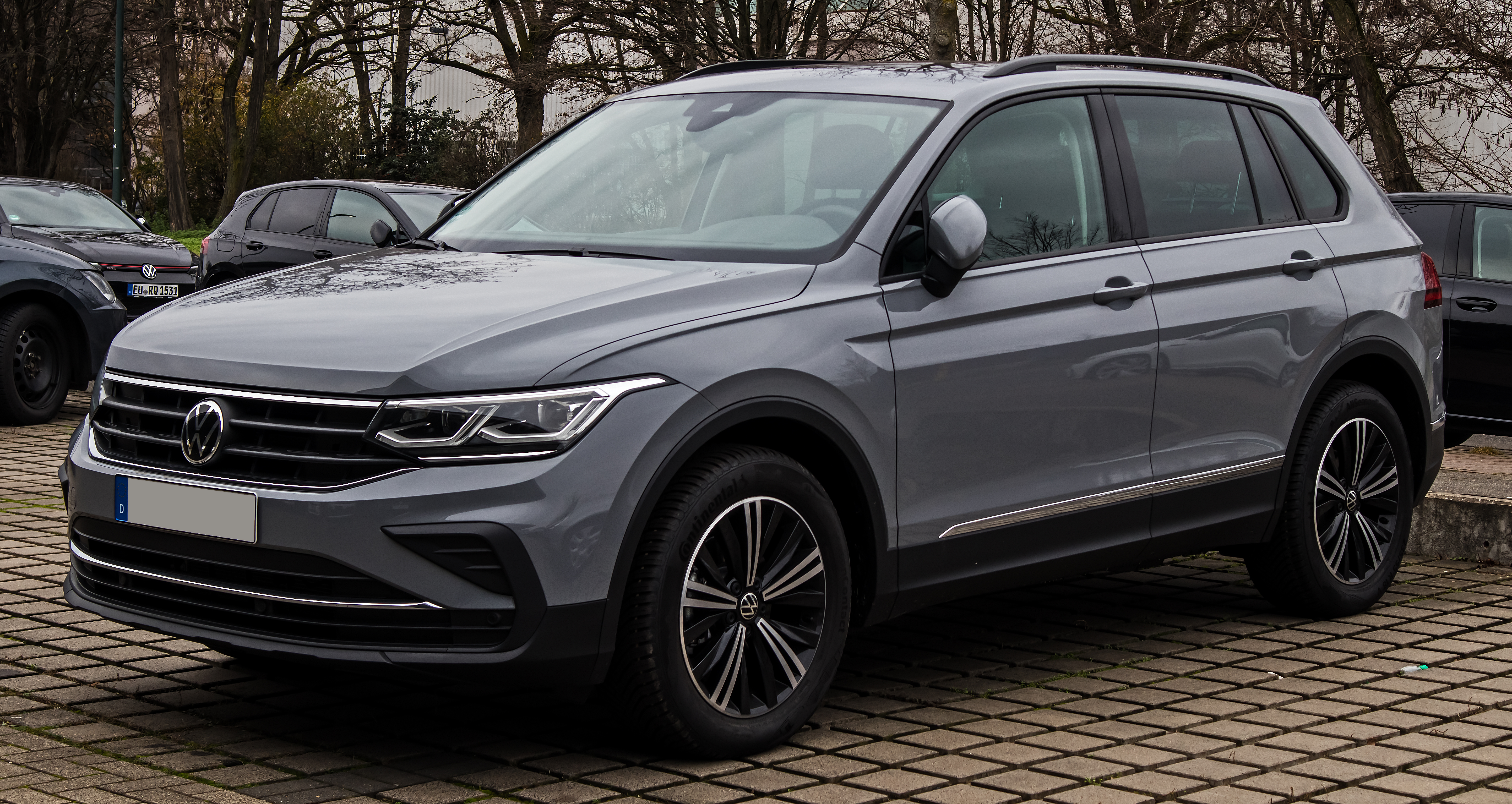
Volkswagen Tiguan
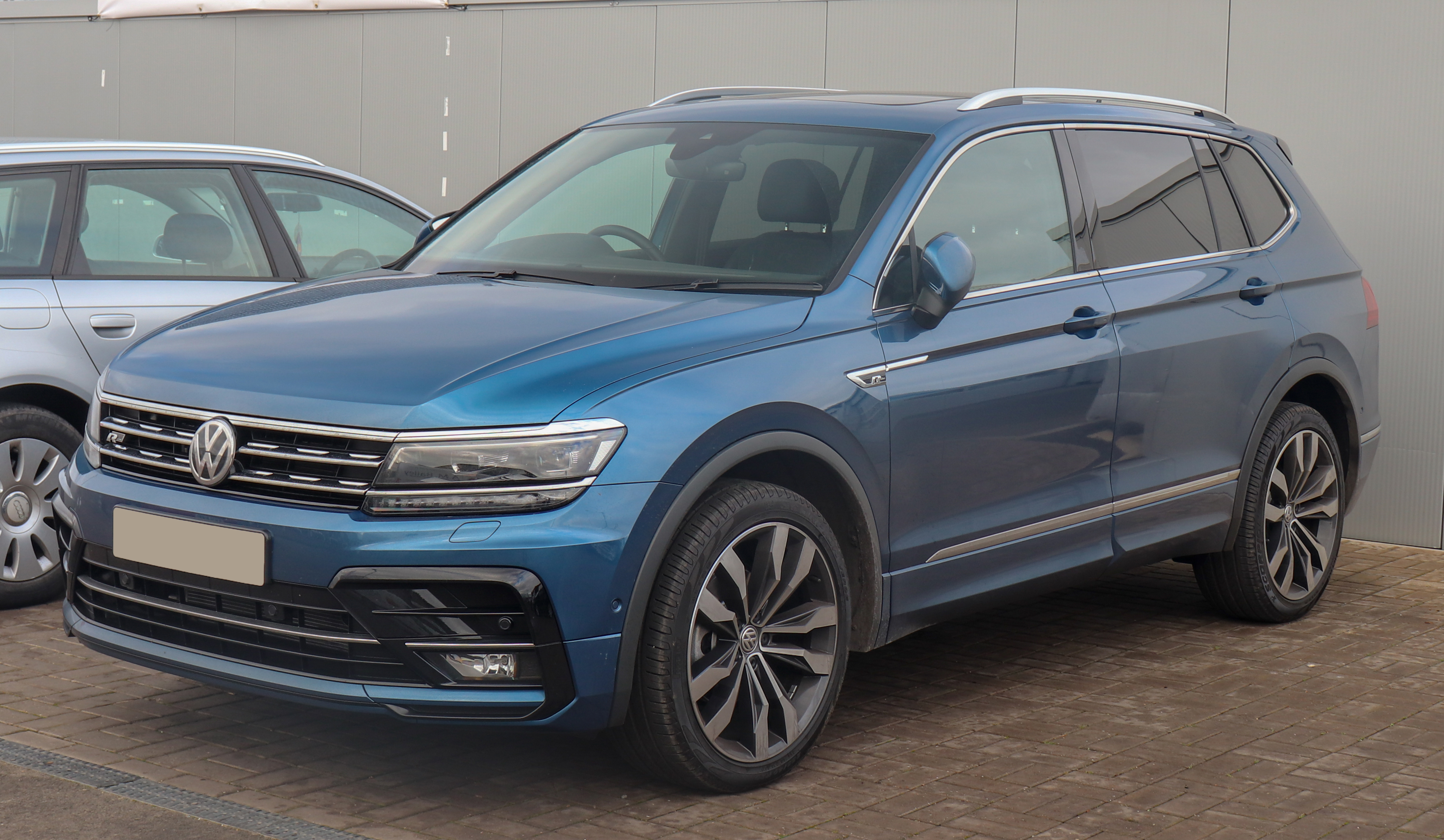
Volkswagen Tiguan Allspace
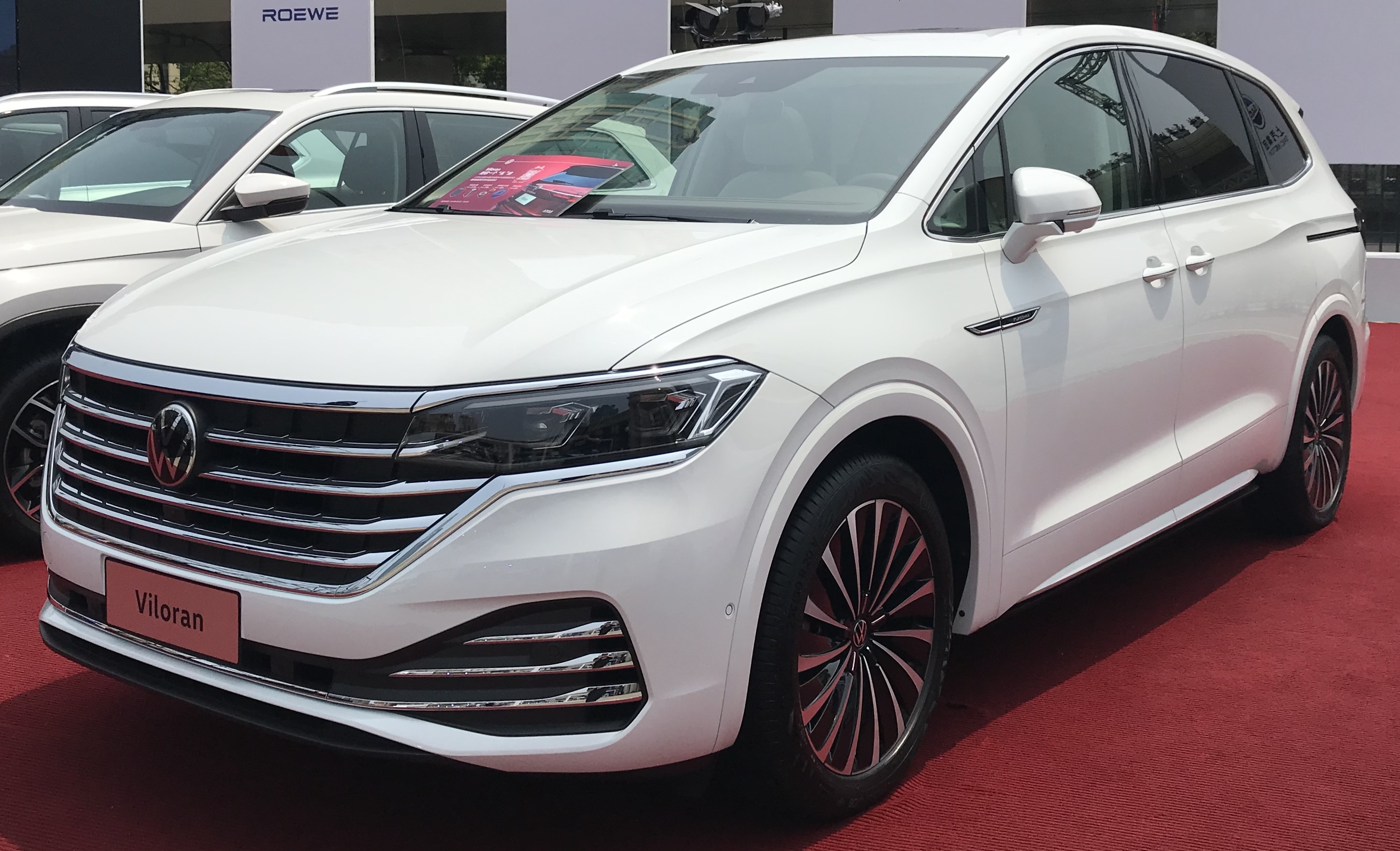
Volkswagen Viloran

### MQB Evo (2019)
- Audi A3 Mk4 (2020-présent)[40]
- Audi Q6 (2022–présent)
- Cupra Formentor (2021-présent)[41]
- Cupra Terramar (2024-présent)
- SEAT León Mk4 (2020–présent)[42]
- Škoda Superb Mk4 (2023-présent)
- Škoda Octavia Mk4 (2020-présent)[43]
- Škoda Kodiaq Mk2 (2023-présent)
- Volkswagen Caddy Mk4 (2020–présent)[44]
  - Ford Tourneo Connect Mk3 (2022–présent)[45]
- Volkswagen Golf Mk8 (2019–présent)[46]
- Volkswagen Lamando L (2022-présent)[47]
- Volkswagen Multivan (T7) (2022-présent)
- Volkswagen Passat/Magotan (B9) (2023–présent)[48]
- Volkswagen Talagon (2021–présent)[49]
- Volkswagen Tavendor (2022–présent)[50]
- Volkswagen Tiguan Mk3 (2023-présent)[51]
- Volkswagen Tayron Mk2 (2024-présent)

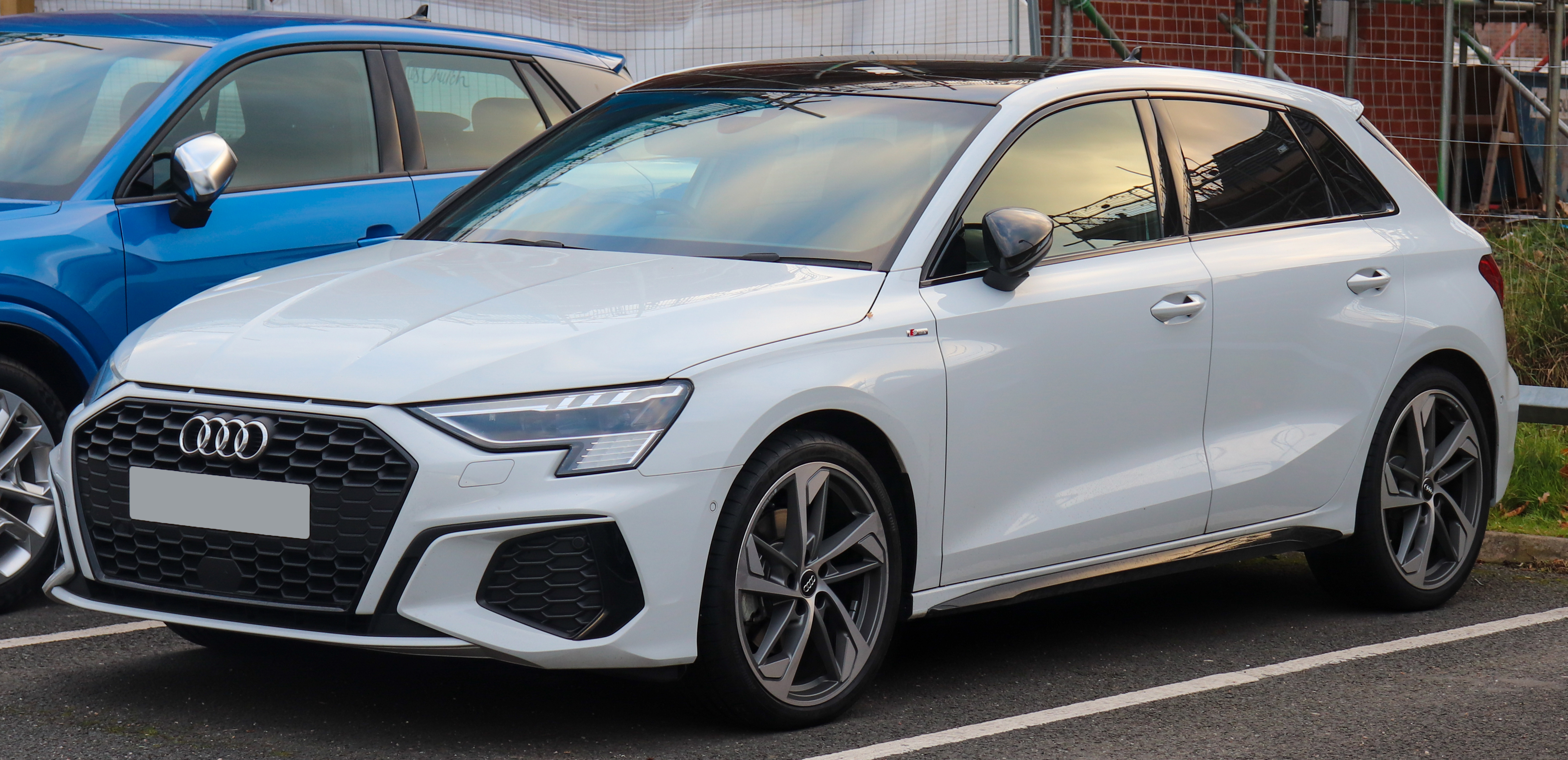
Audi A3
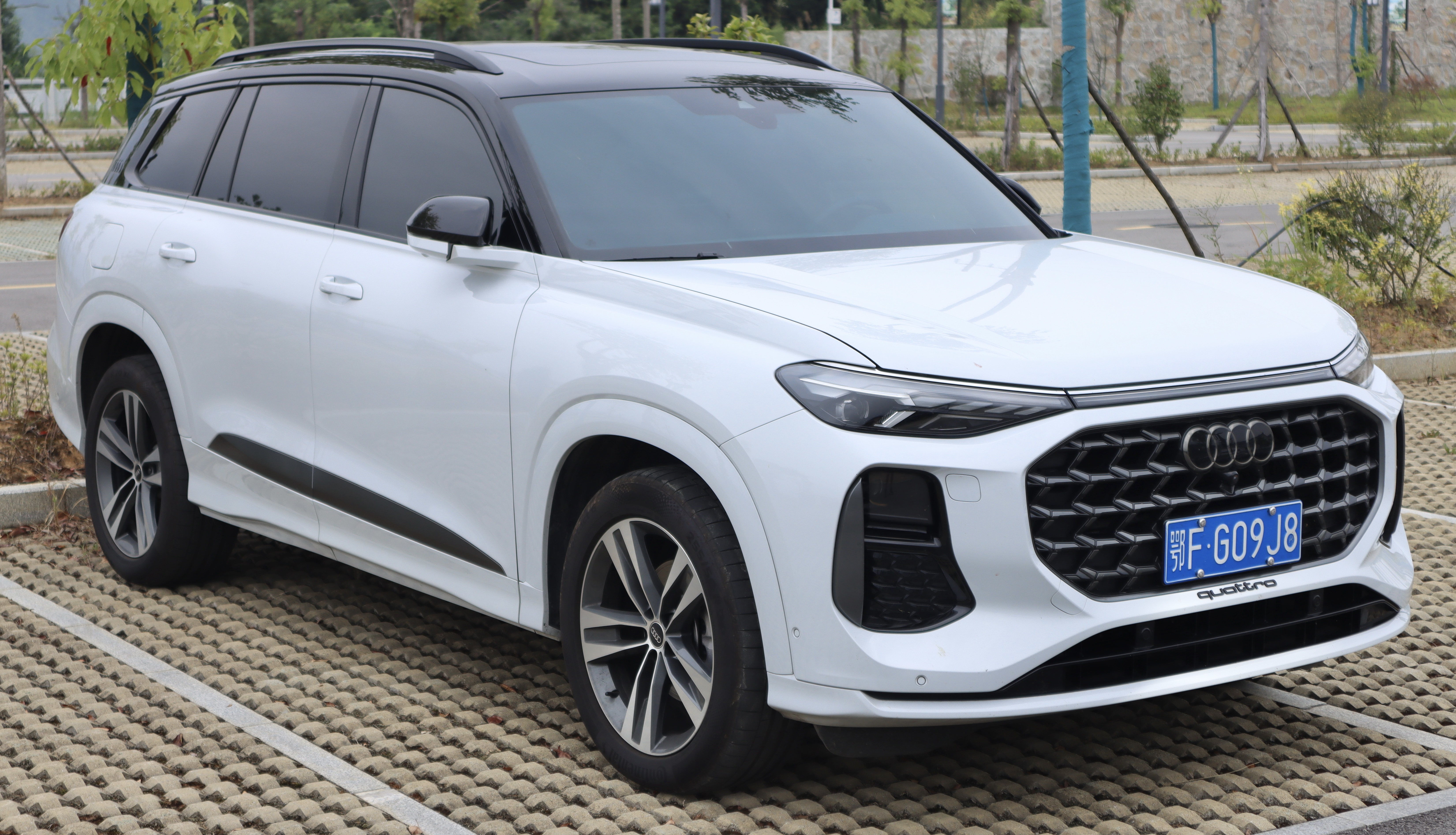
Audi Q6
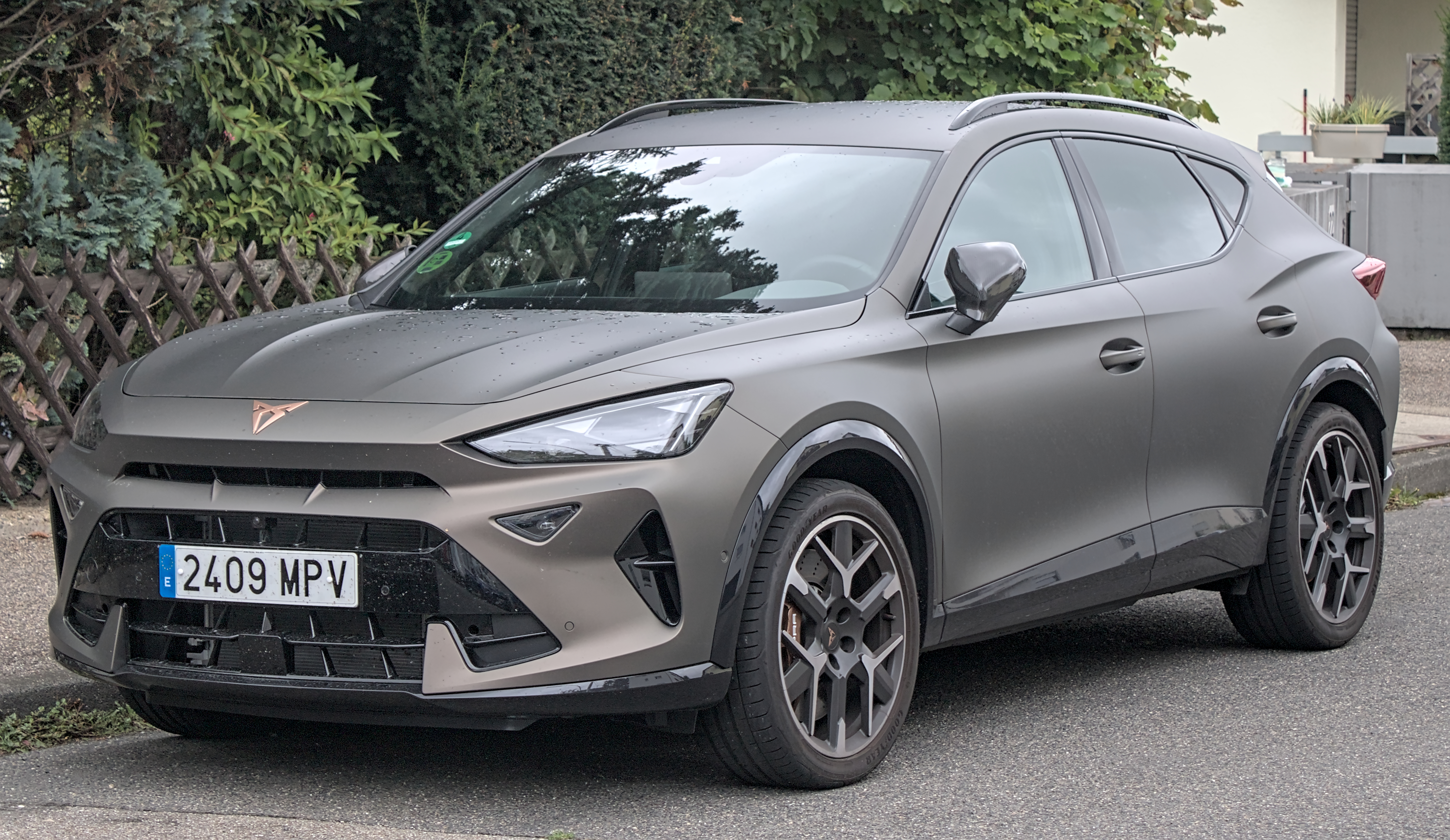
Cupra Formentor
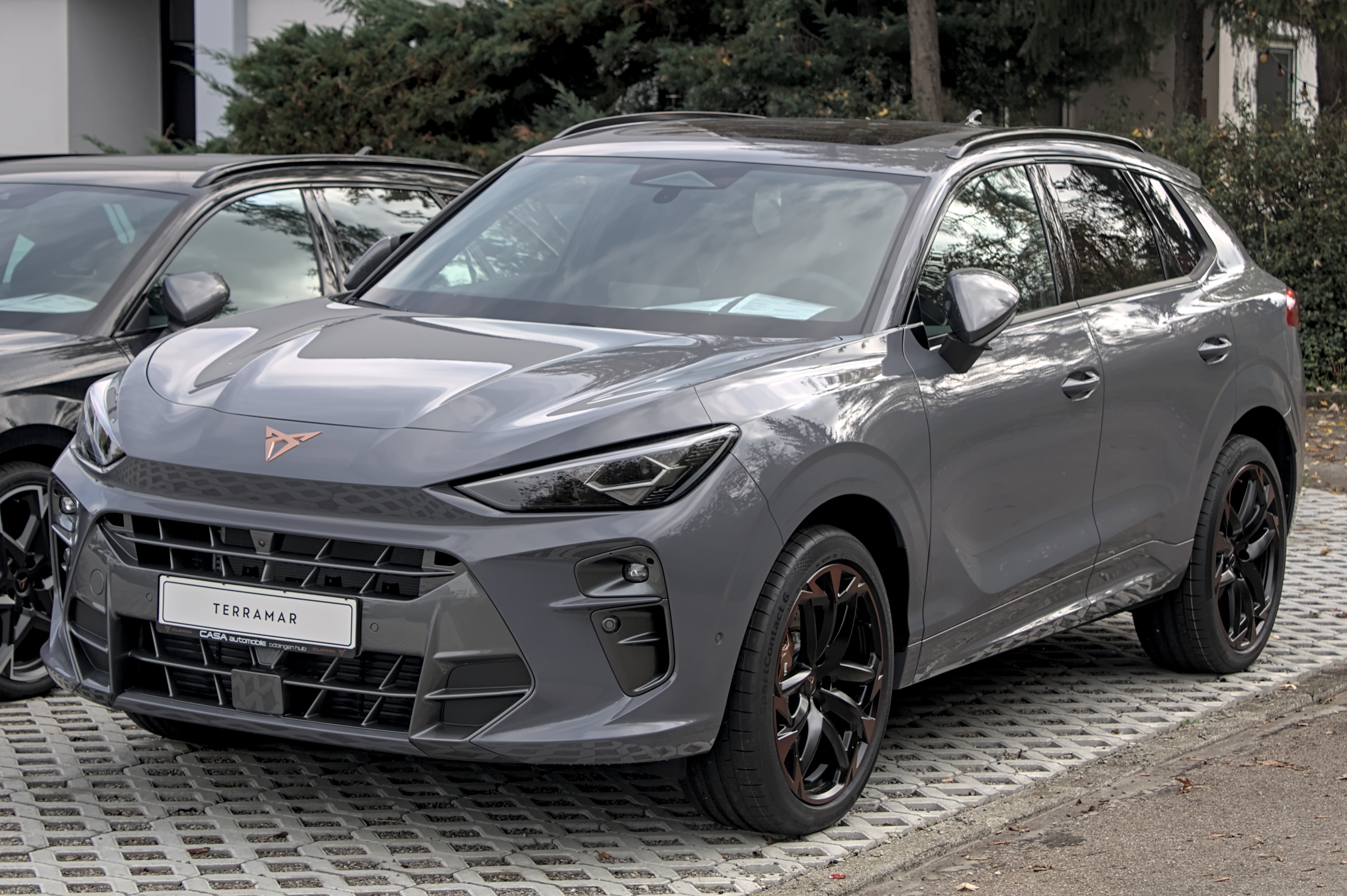
Cupra Terramar
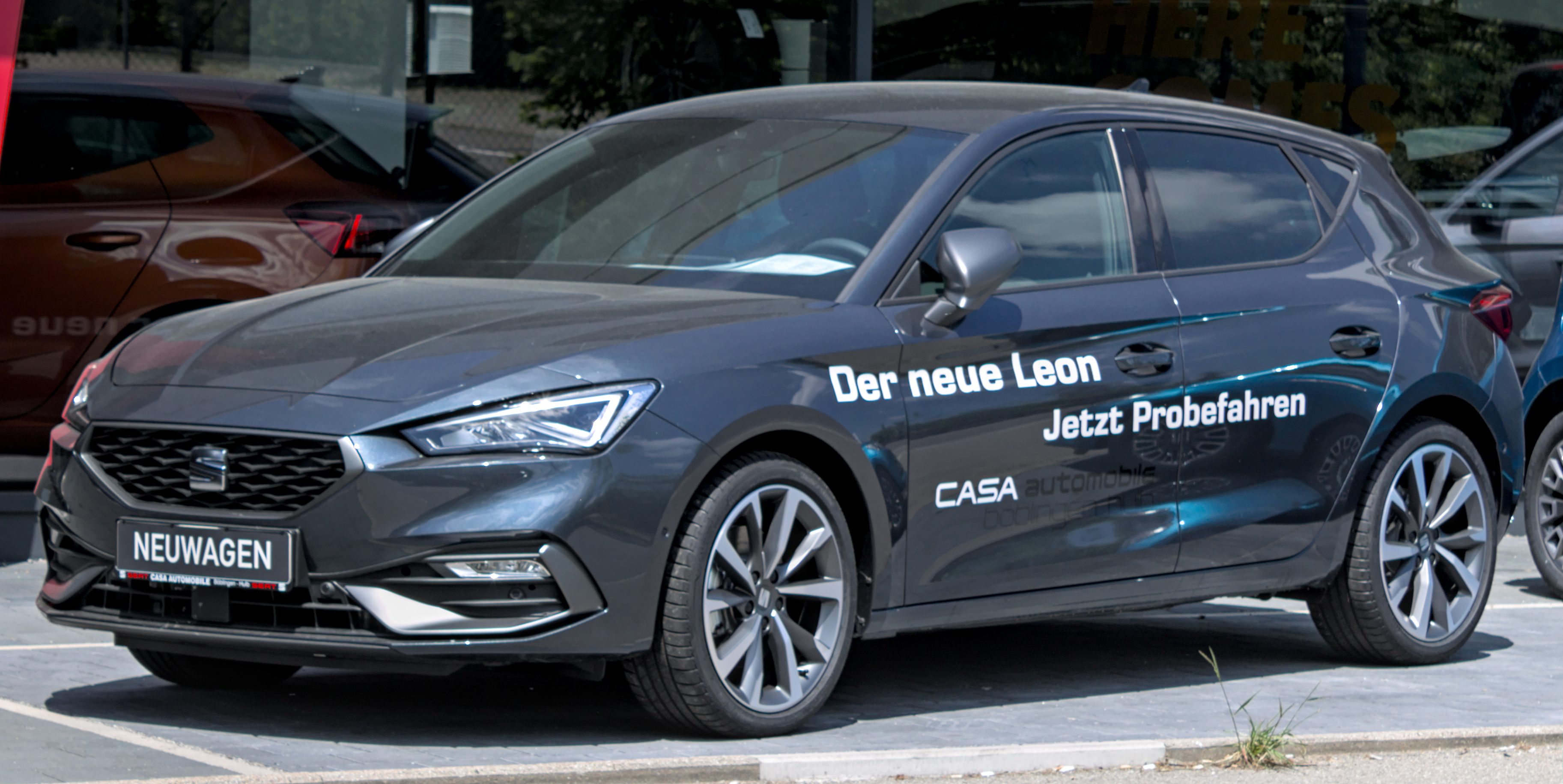
SEAT Leon
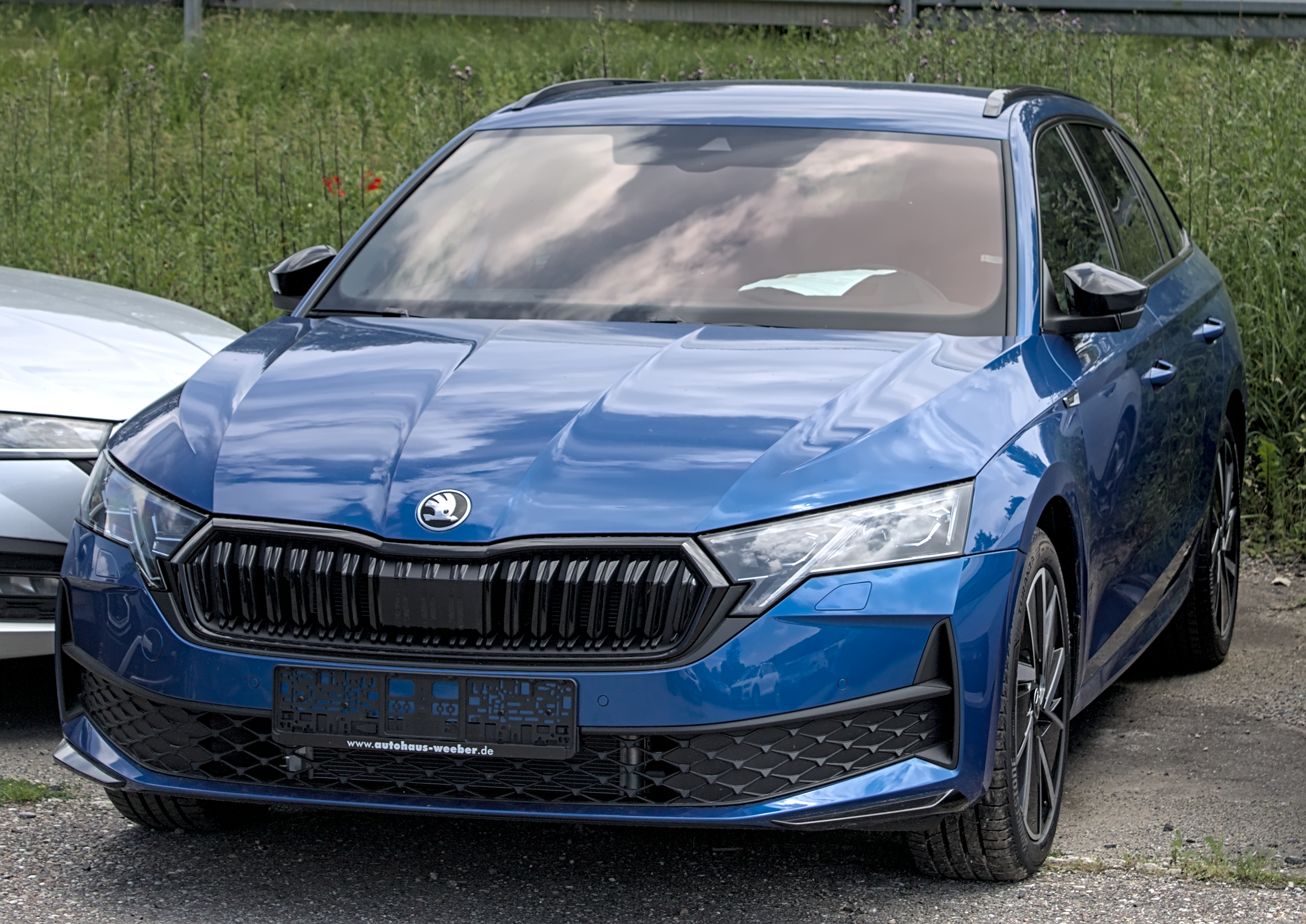
Skoda Octavia
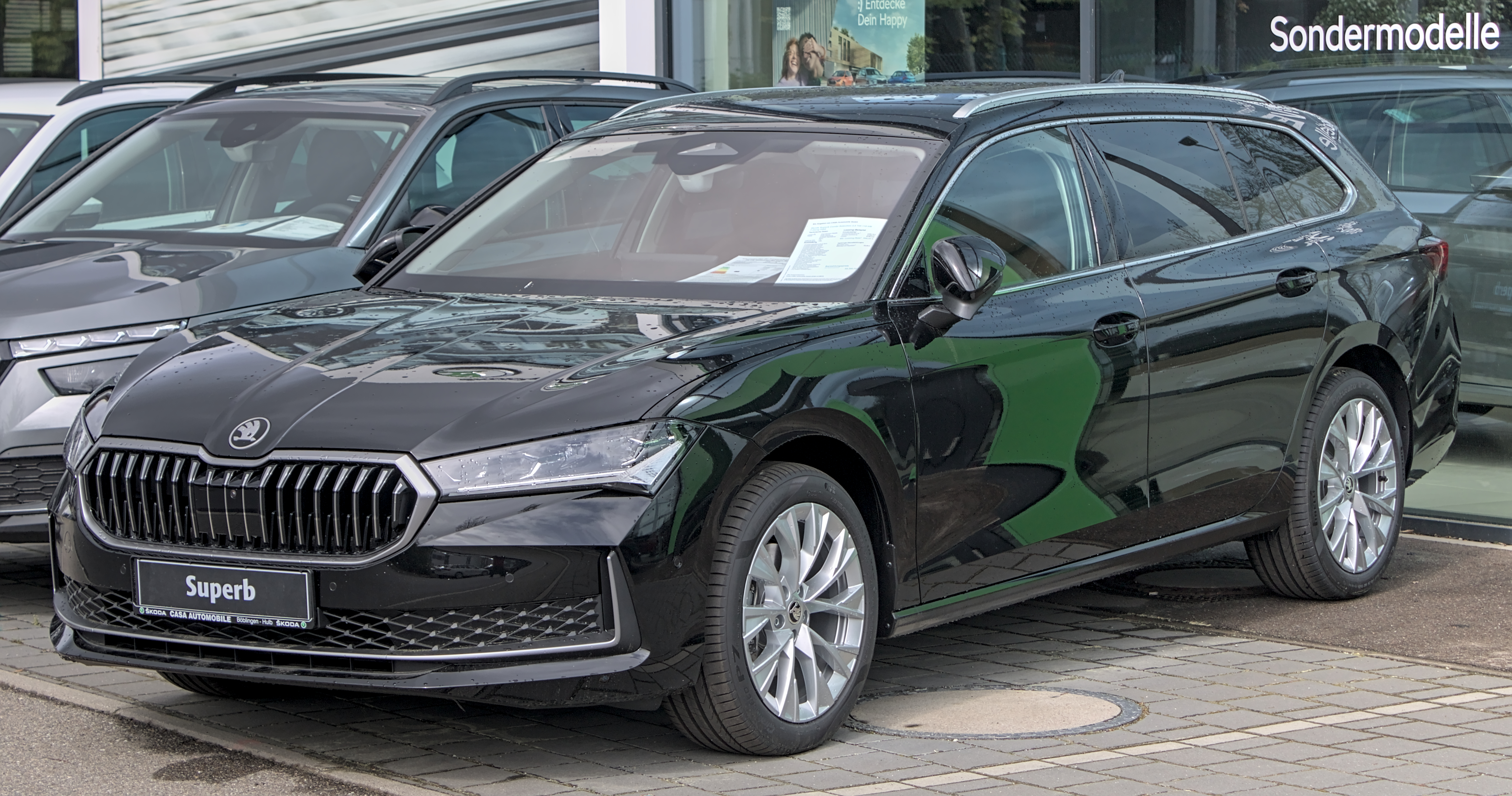
Skoda Superb
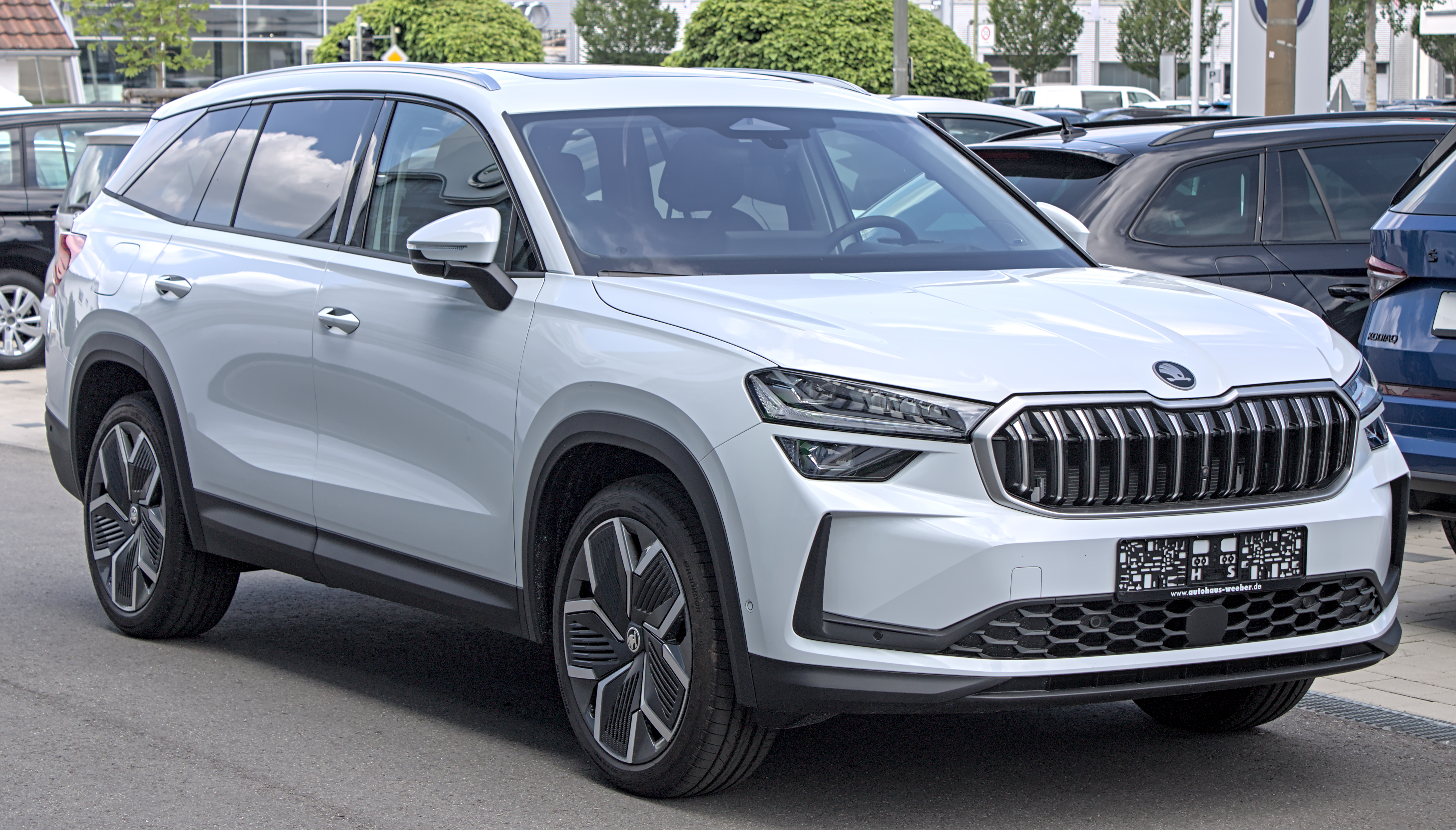
Skoda Kodiaq
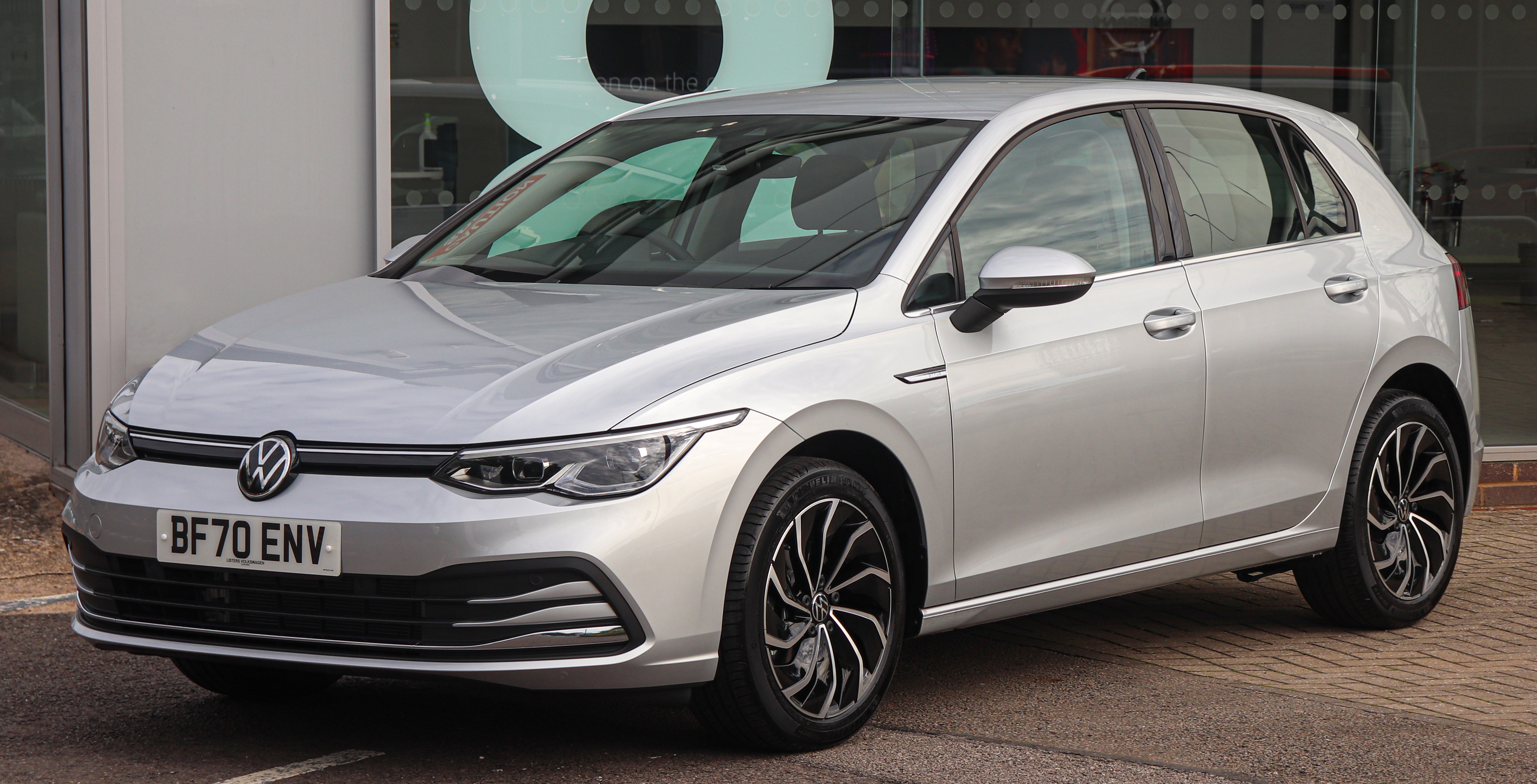
Volkswagen Golf
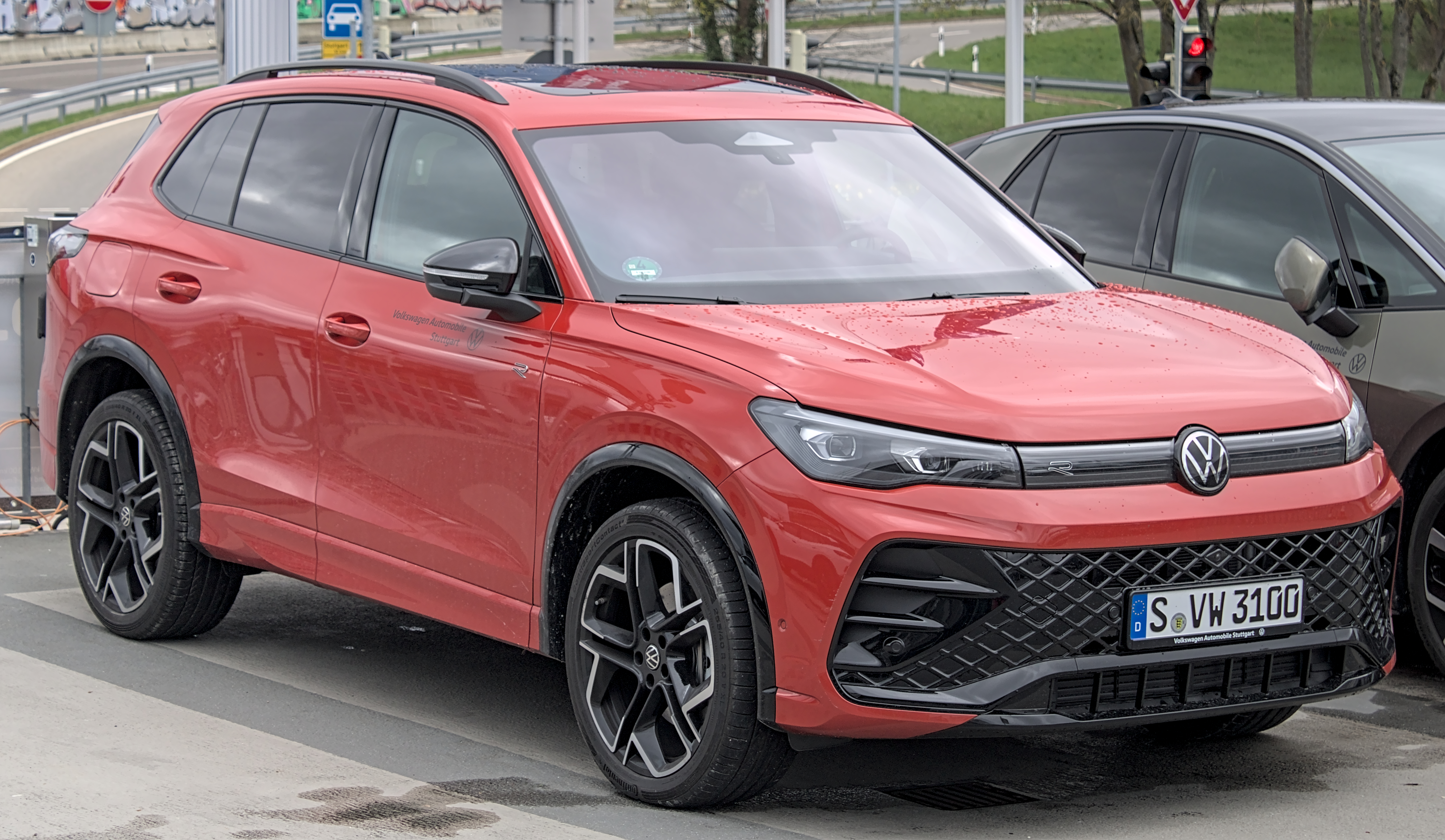
Volkswagen Tiguan
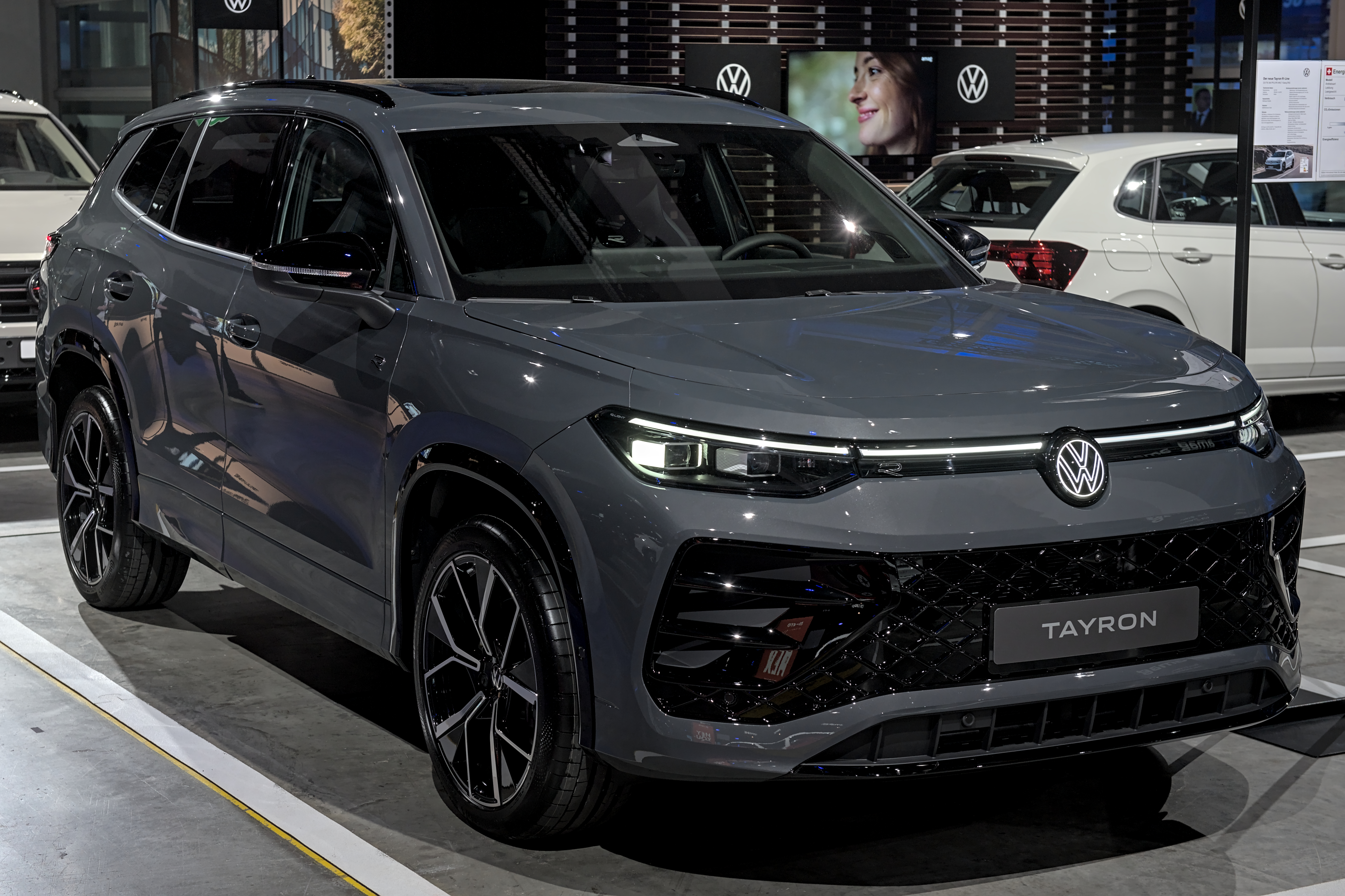
Volkswagen Tayron
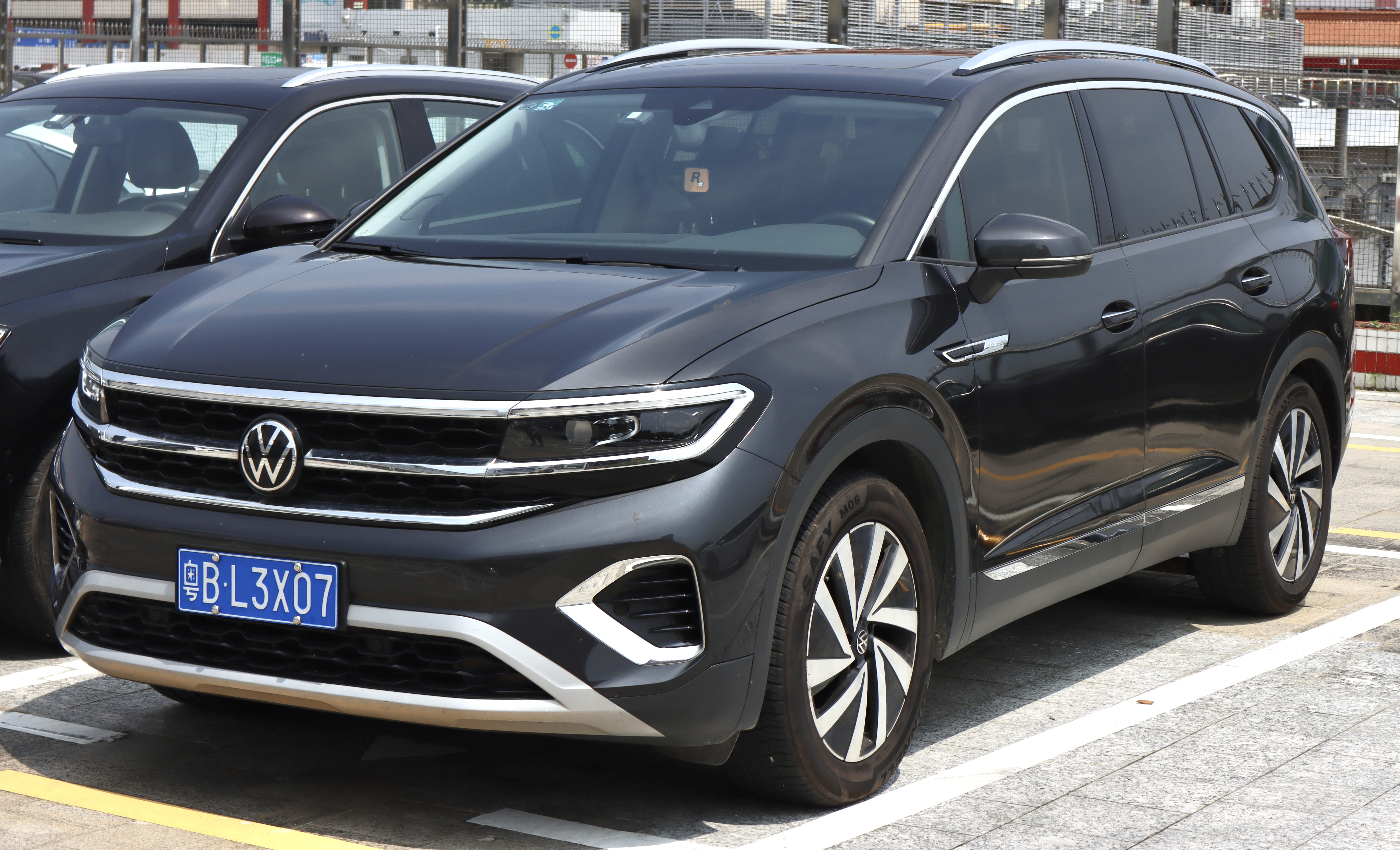
Volkswagen Talagon
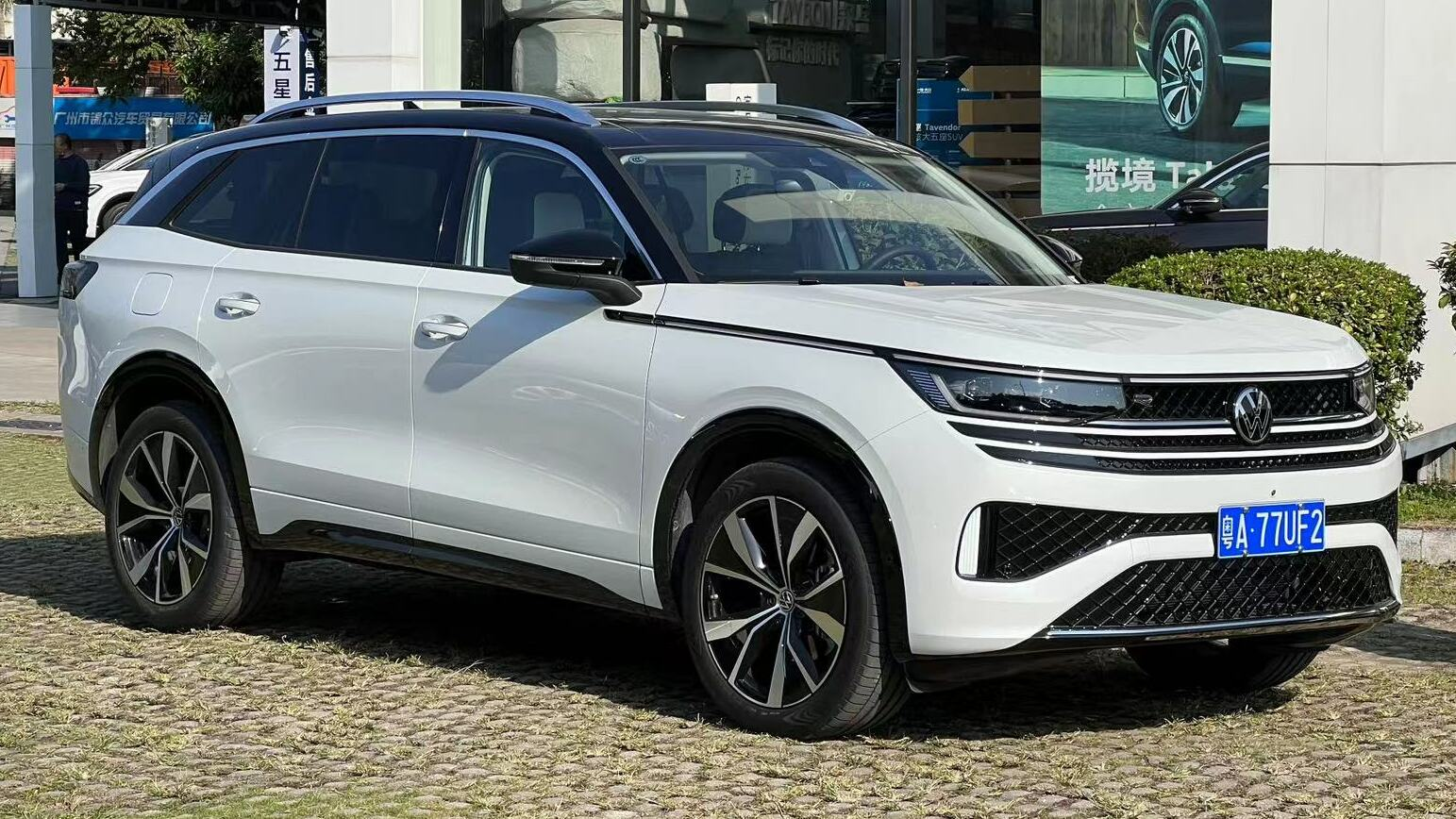
Volkswagen Tavender
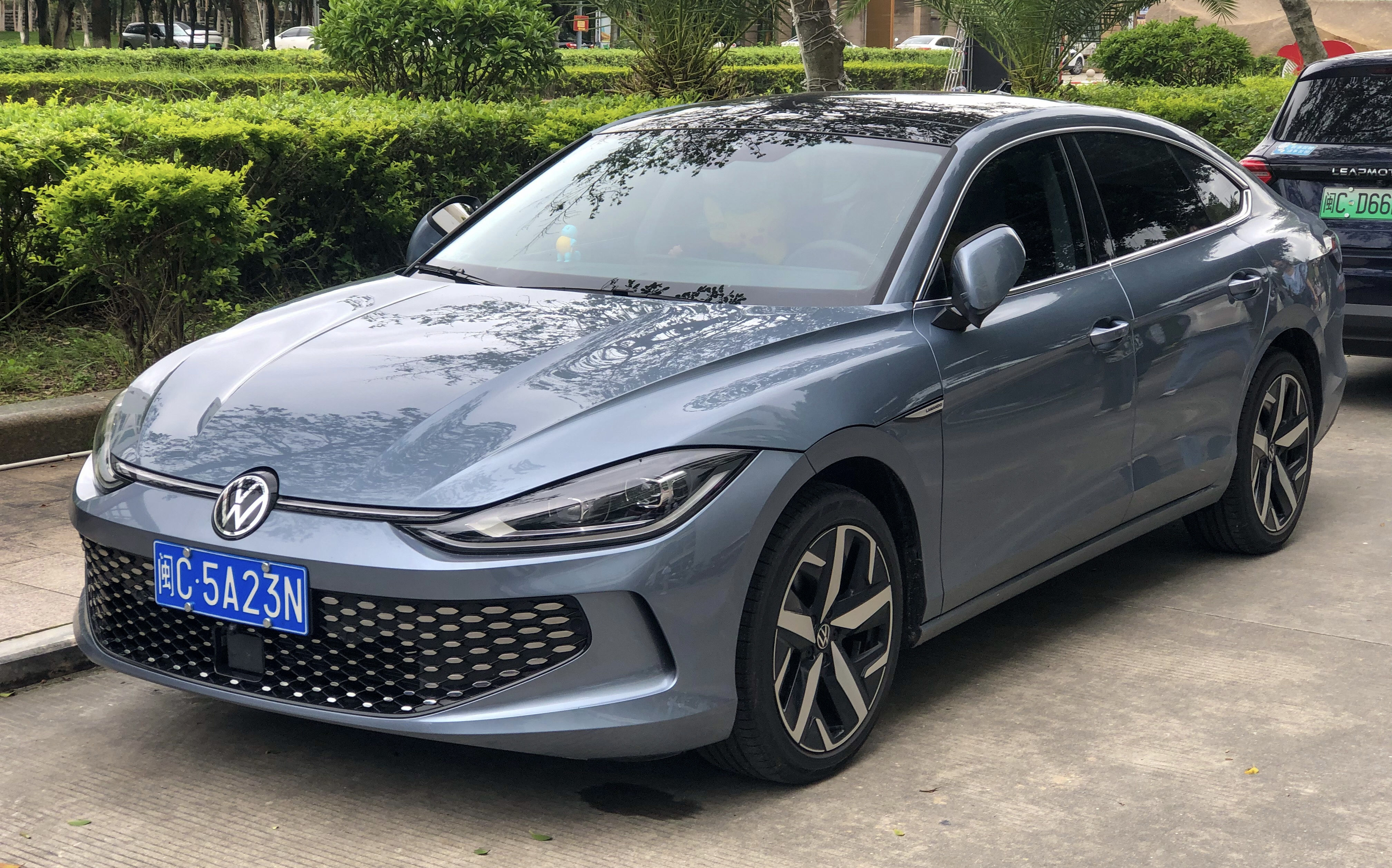
Volkswagen Lamando
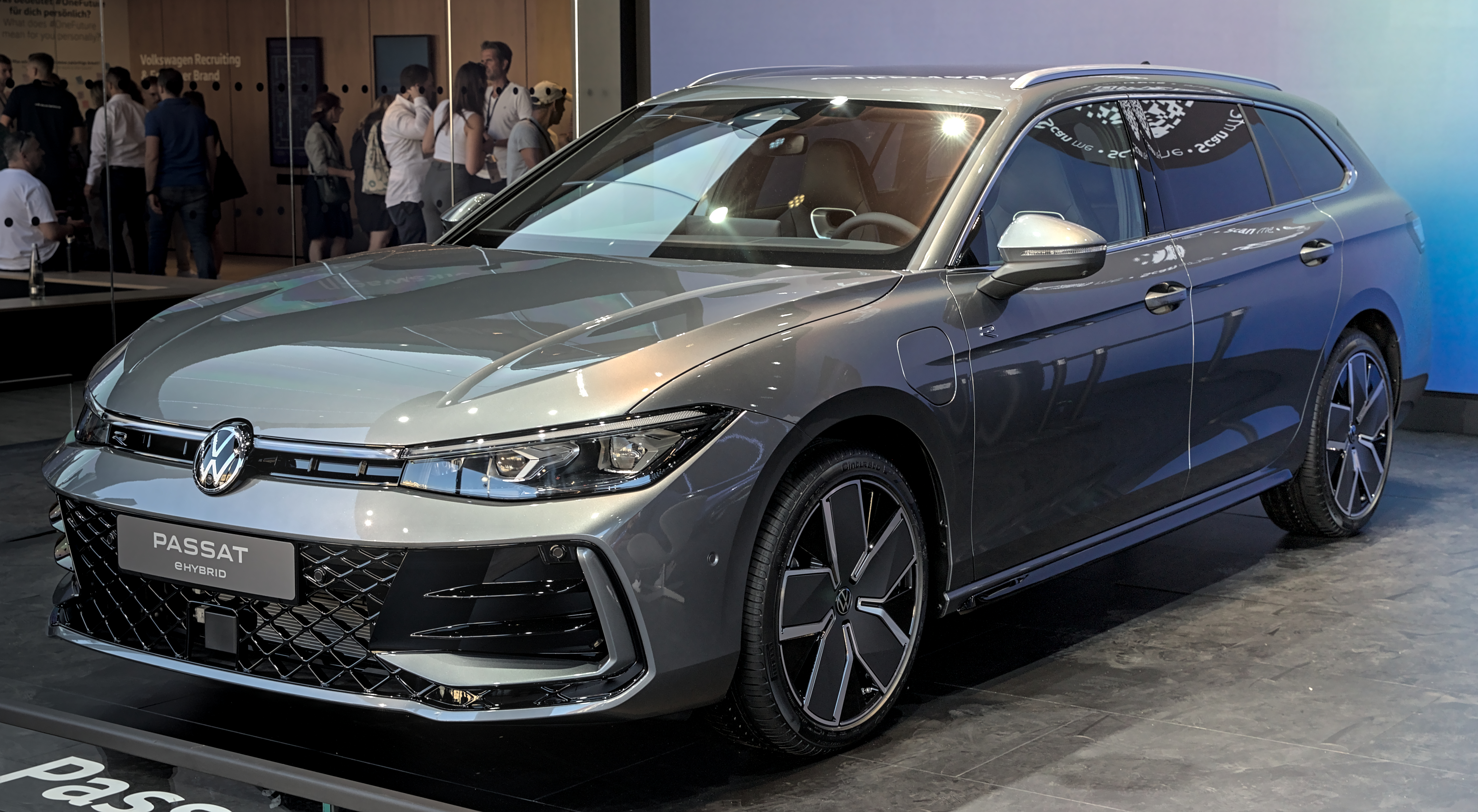
Volkswagen Passat
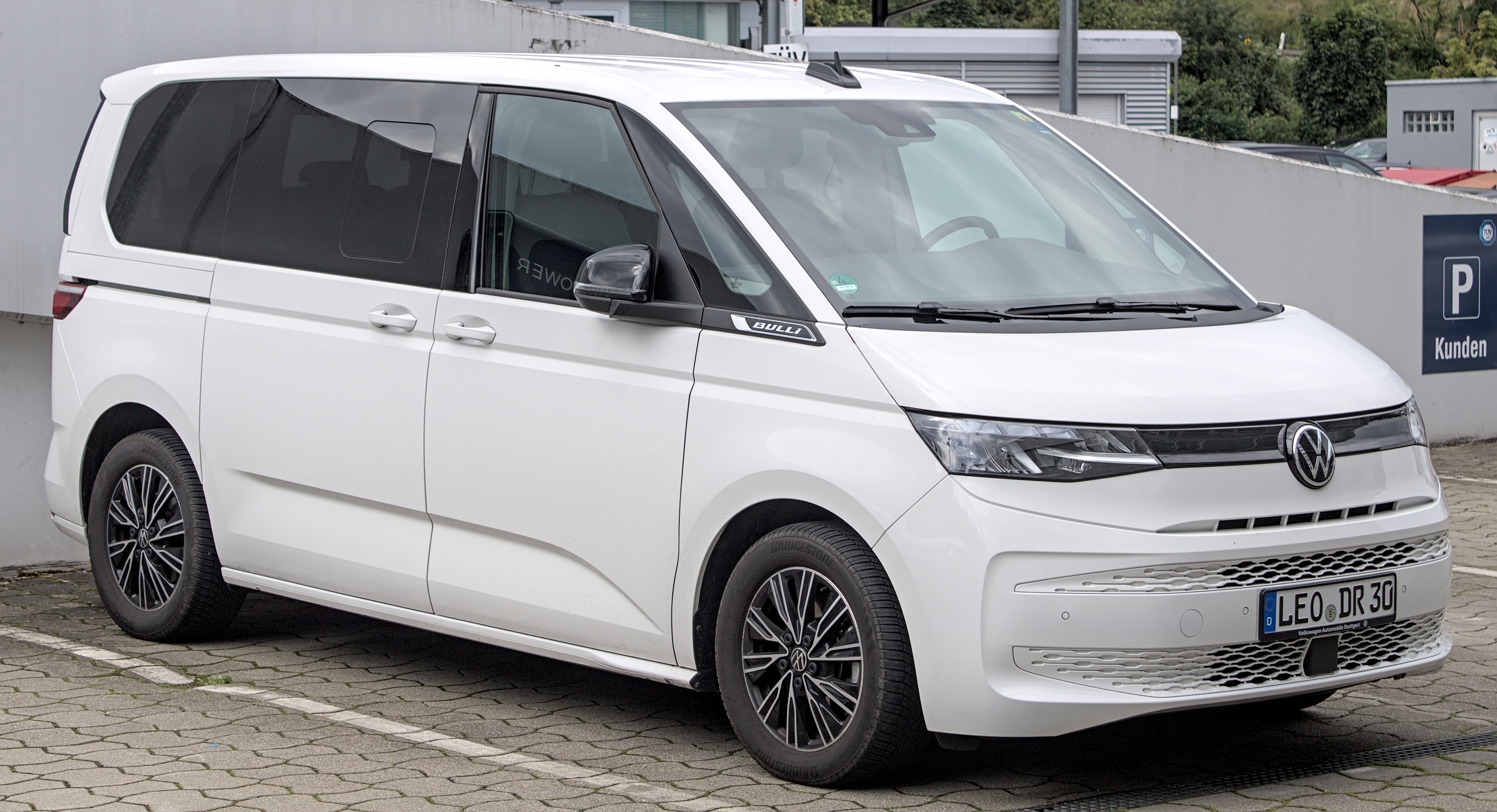
Volkswagen Multivan (T7)
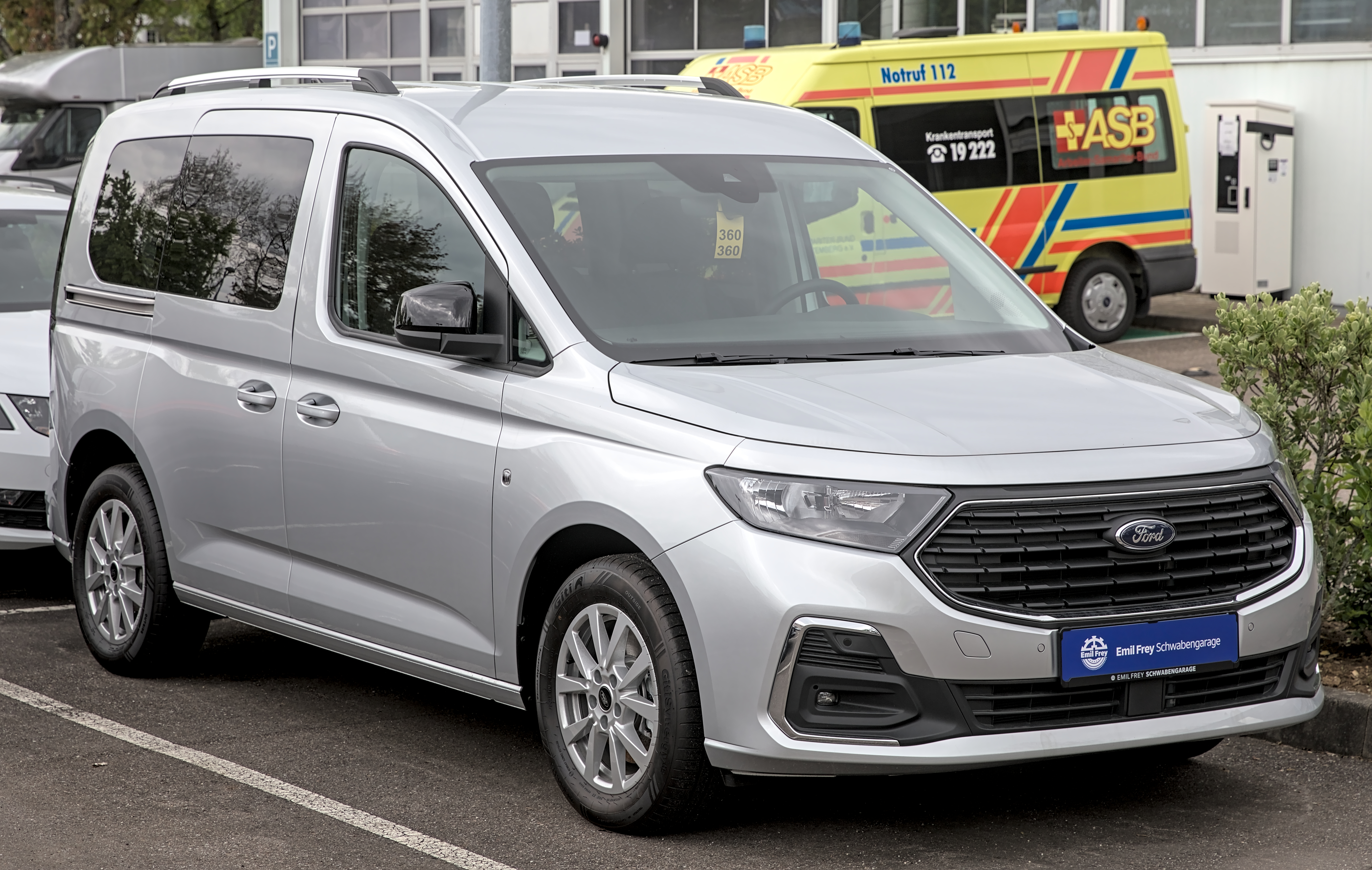
Ford Tourneo Connect